# Liste des personnages de Demon Slayer
Cet article liste les personnages de l’univers fictif de la bande dessinée Demon Slayer (鬼滅の刃, Kimetsu no yaiba) ainsi que ses adaptations animée, filmique et autres dérivées.

## Personnages principaux

### Fratrie Kamado

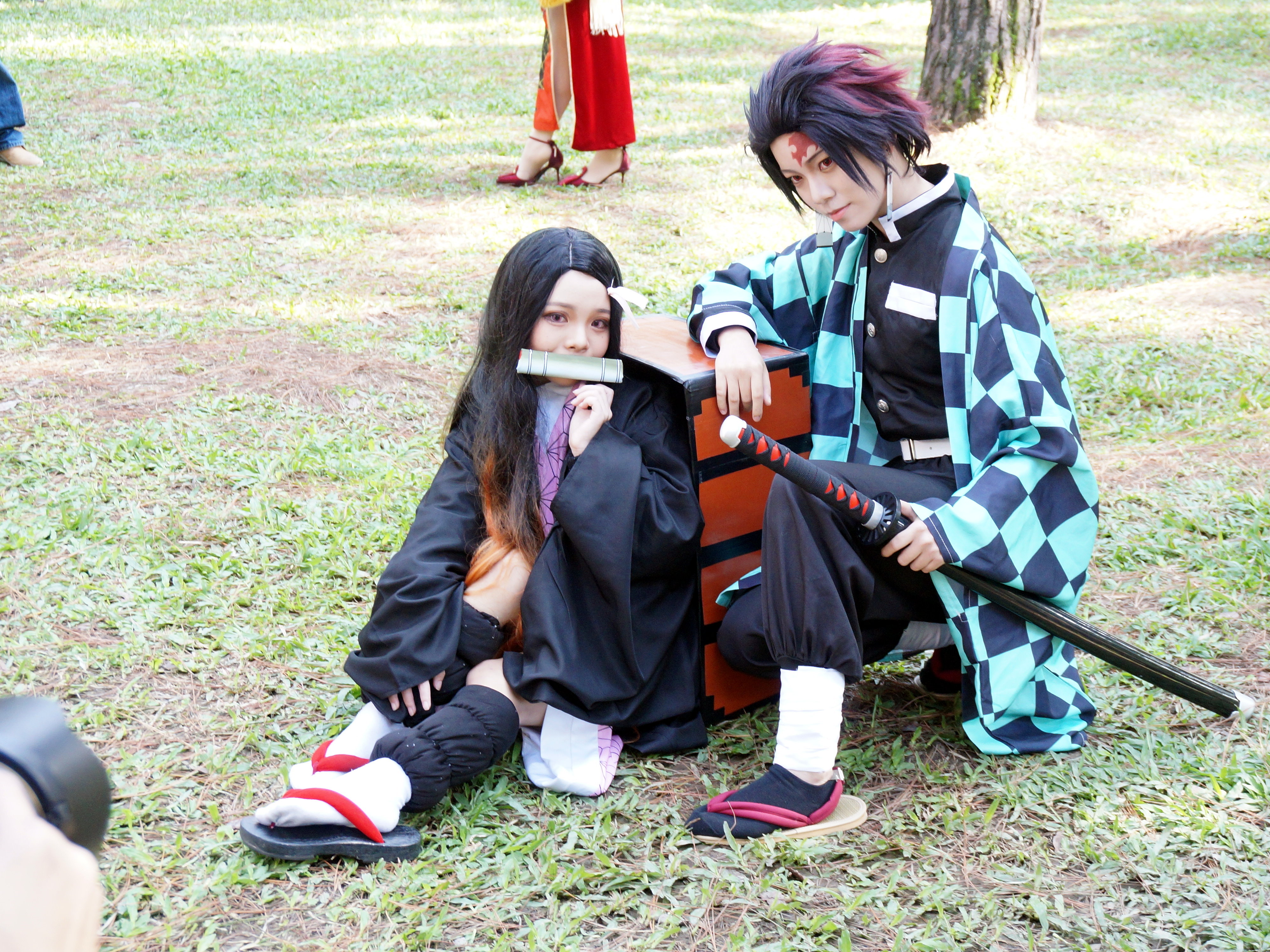
Costumade de Tanjirō Kamado (par une fille ; à droite dans l’image) durant la Grand Journey 24 à Taichung (Taiwan).

Tanjirō Kamado (竈門 炭治郎, Kamado Tanjirō) / « Ratonjirō » (ポン治郎, ‘Ponjirō’) (alias onirique viverrimorphe d’Inosuke)
Voix japonaise : Natsuki Hanae, Satomi Satō (enfant), voix française : Enzo Ratsito (saisons 1, 2 et premier film) puis Martin Faliu (à partir de la saison 3) ,, Emmylou Homs (enfant)
Protagoniste de l’histoire, « Enfant de braise » (赫灼の子, ‘Kakuyaku no ko’) avec ses cheveux et yeux de feu, ainsi que des hanafuda du Soleil levant en guise de boucles d’oreille et la marque d’une ancienne brûlure du côté gauche du front, il est le premier enfant d’un vendeur de charbon de bois, vivant en montagne avec sa mère et sa fratrie dont il prend soin du mieux qu’il peut depuis la mort de leur père. Après le massacre du reste de sa famille par un démon et la transformation de sa sœur cadette Nezuko, il voyage avec elle à la recherche d’un antidote pouvant la faire redevenir humaine.
Il a passé avec succès le test de sélection des Pourfendeurs de démons à la suite d’un long entraînement auprès de Sakonji Urokodaki sur le mont Sagiri et apprit le style de combat du « Souffle de l’Eau », mais se diversifie depuis ; il a commencé à utiliser la « Danse du Dieu du Feu » de sa famille comme forme de combat plus puissante, puis l’a fusionnée avec les techniques du Souffle de l’Eau pour créer un style de combat plus viable.
Tanjirō est un garçon au bon cœur : même en faisant ce qu’il a à faire sans faillir, il éprouve souvent de l’empathie pour les démons éliminés ainsi que leurs victimes. Son optimisme sans fin et sa nature simple rendent sa compagnie le plus souvent agréable pour les autres, tout en le mettant en confrontation avec certaines personnalités particulières.
Son crâne est extrêmement épais et ses coups de tête sont souvent utilisés comme blague récurrente à travers la série. Il a également un sens de l’odorat anormalement développé, pouvant détecter des odeurs imperceptibles pour le commun des mortels, comme l’odeur distincte d’un Humain ou d’un démon à une forte distance, et même celles qu’il prête à des émotions (ce qui lui permet notamment, de percevoir à moindre mesure le ressenti ou les intentions d’autrui, au-delà des apparences). La lame de son Sabre du Soleil est noire (ce qui est, selon son forgeron Hotaru Haganedzuka, trop peu commun au sein des Pourfendeurs pour acquérir des connaissances suffisantes et fiables sur ses attributs et capacités).

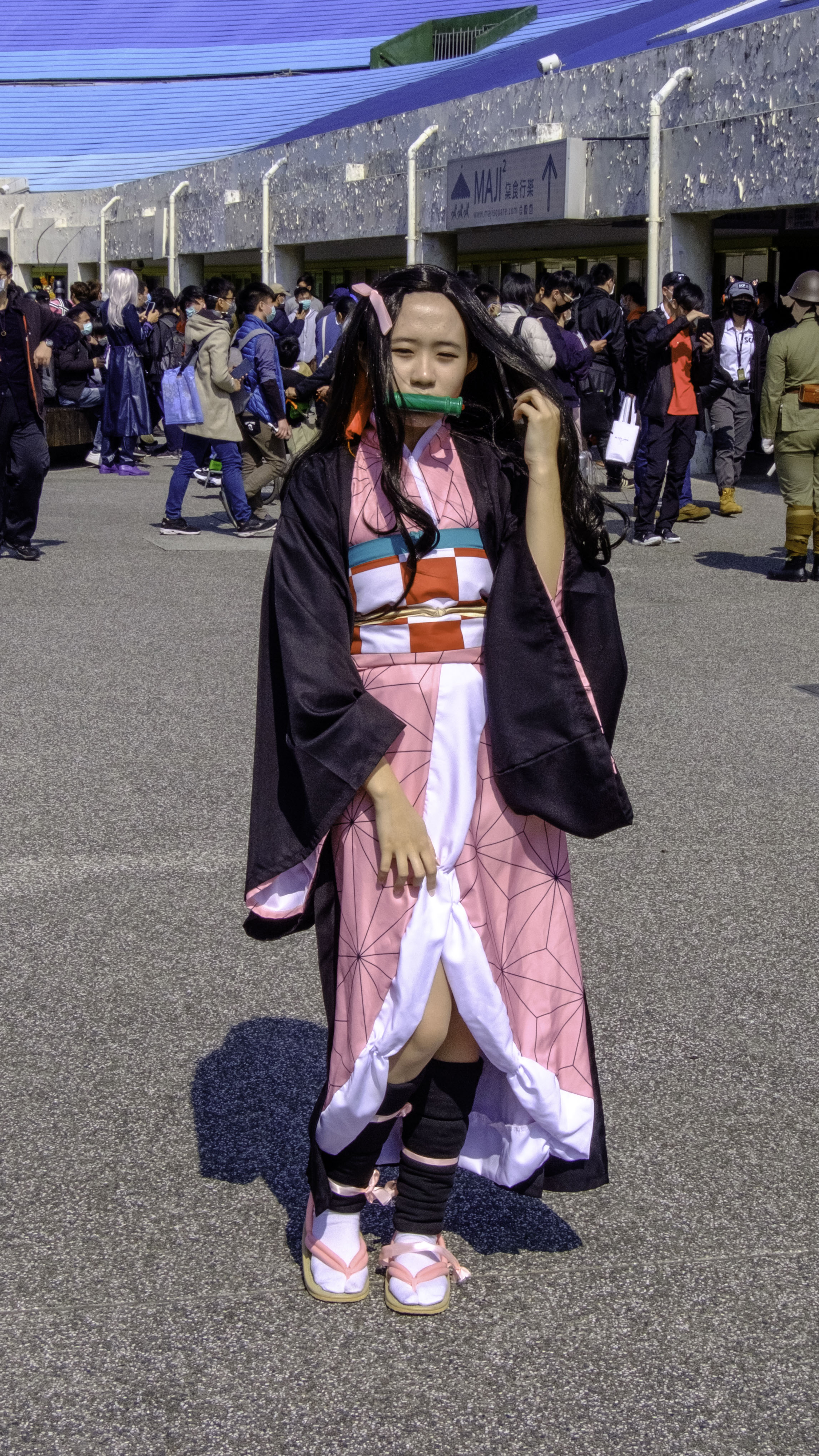
Costumade de Nezuko Kamado durant la Fancy Frontier 35 à Taipei (Taiwan).

Nezuko Kamado (竈門 禰豆子, Kamado Nezuko) / « Lepuko » (ピョン子, ‘Pyonko’) (alias onirique lagomorphe d’Inosuke)
Voix japonaise : Akari Kitō (ja), voix française : Margaux Maillet,
Fille aînée d’un vendeur de charbon de bois à la longue chevelure sombre et au kimono rose, elle est la première des petites sœurs de Tanjirō. Hormis ce dernier, elle est l’unique survivante de leur famille des suites de l’attaque d’un démon, bien qu’elle fût elle‐même transformée en l’une des leurs.
Néanmoins, elle conserve les souvenirs de sa famille et ses sentiments envers son frère, qui retiennent ses impulsions meurtrières : sous l’hypnose d’Urokodaki, elle en vient à considérer par défaut tous les Humains comme sa famille, et s’attaque à tout congénère qui les menace. De plus, au lieu de consommer de la chair humaine comme les démons ordinaires, Nezuko récupère son énergie en dormant profondément : elle a tendance à perdre connaissance pendant de longues périodes après s’être surmenée.
Devenue sensible à la lumière du soleil à la suite de sa transformation, elle est transportée dans un caisson en bois par son frère lors de leurs voyages. En tant que démon, lorsqu’elle est réveillée elle est incapable de parler et se montre d’une personnalité aussi docile et infantile qu’adorable et obéissante, grâce à l’influence de son aîné ; mais par précaution, elle porte tout de même en permanence un bâillon  en bambou afin d’éviter de mordre qui que ce soit. Elle suscite l’intérêt transi de Zenitsu, qui tombe totalement sous son charme et devient ingérable en sa présence.
Elle possède plusieurs pouvoirs dont la régénération rapide (faisant, par exemple, repousser un membre éventuellement coupé ou arraché), une force surhumaine, la faculté à changer rapidement sa physionomie comme son gabarit (allant de l’apparence miniature et enfantine à l’armoire à glace musculeuse) ainsi que son « pouvoir sanguinaire » (« Ignition »), qui enflamme son propre sang en dehors du corps. Quand elle monte en puissance (au risque de perdre le contrôle d’elle‐même), une corne lui pousse temporairement sur le côté du front et des marques corporelles en forme de plantes grimpantes apparaissent sur elle.

### Pourfendeurs de la même promotion
Les quatre autres candidats devenus Pourfendeurs de démons en même temps que Tanjirō Kamado, ayant tous les cinq (sur vingt‑huit au total, ce qui serait un ratio rarement atteint) survécus au test de la Sélection finale sur le mont Fujikasane — même si par une méprise, le fils Kamado arrivé en dernier pensait d’abord n’avoir que trois camarades. Ils constituent tacitement le « Groupe des cinq sens » (五感組, Gokan‑gumi), ayant chacun développé une affinité particulière avec l’un des sens aristotéliques classiques (l’odorat pour Tanjirō ; l’ouïe pour Zenitsu ; le toucher pour Inosuke ; la vue pour Kanao ; et le goût pour Genya).

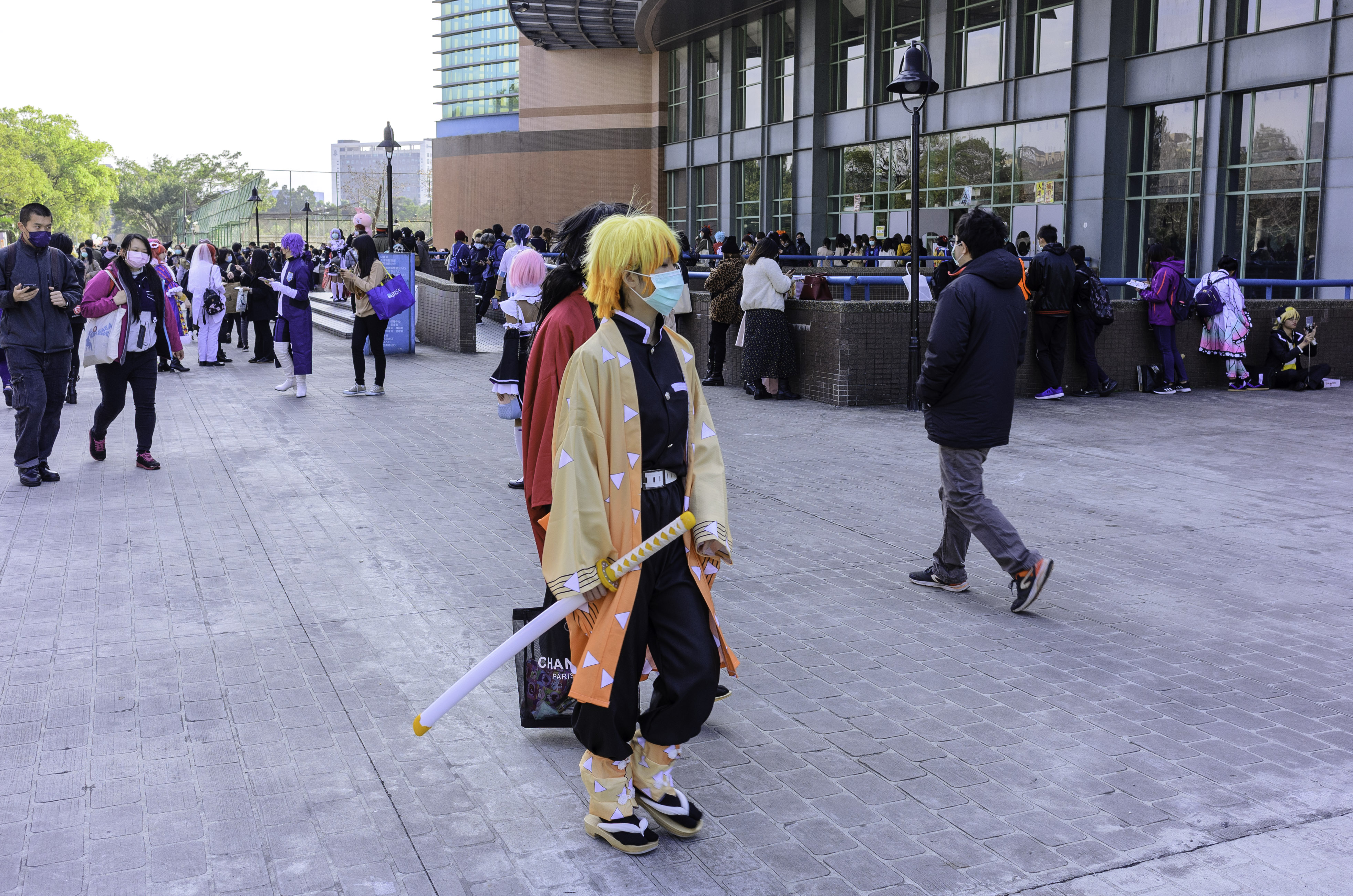
Costumade de Zenitsu Agatsuma (par une fille et avec un masque chirurgical) durant la Comic World Taiwan 54 à Taipei (Taiwan).

Zenitsu Agatsuma (我妻 善逸, Agatsuma Zenitsu) / le « (Gars/Gamin) Blond » (「黄色（い）頭の（奴）」 / 「金髪のガキ」, ‘Kiiro[i] atama no [yatsu]’ / ‘Kinpatsu no gaki’) ; le « Jeune blondinet » (「黄色い子」, ‘Kiiroi ko’) (sobriquets) / « Souritsu » (チュウ逸, ‘Chūitsu’) (alias onirique musomorphe d’Inosuke)
Voix japonaise : Hiro Shimono, voix française : Maxime Baudouin,
Un Pourfendeur de démons et compagnon de voyage de Tanjirō Kamado.
Zenitsu est d’une personnalité lâche et peureuse dû à une faible estime de lui‐même, mais ayant toujours voulu être à la hauteur des attentes des autres, même s’il était constamment effrayé, pleurait et s’enfuyait toujours. Il prétend vouloir vivre une vie modeste où il pourrait être utile à quelqu’un. Il devient une tout autre personne quand il s’endort lors d’un combat, devenant aussi sûr de lui et déterminé que capable des plus grandes prouesses. Il est devenu Pourfendeur malgré lui par la force des choses, son maître le sauvant de sa propre naïveté après qu’il se soit fait manipulé par une jeune fille, dont il était amoureux au point d’en finir surendetté, son maître réglant celles-ci pour lui en échange de la promesse de devenir son disciple et recevoir son enseignement.
Il fut entraîné au « Souffle de la Foudre » par son « grand-père », l’ancien « Pilier » de la Foudre Jigorō Kuwajima, mais n’a réussi à en maîtriser que le premier des Mouvements ; pour cette raison, et malgré le fait qu’il maîtrise ce Mouvement à la perfection, il se rabaisse souvent alors qu’il possède (à son propre insu) un réel potentiel et des aptitudes, comme une ouïe aussi surhumaine que l’odorat de Tanjirō lui permettant d’entendre ou percevoir des sons et voix imperceptibles pour les autres, à une distance éloignée et ce, même lorsqu’il dort.
Il a rejoint ce dernier durant une mission et l’a accompagné depuis, en partie parce qu’il s’est épris de sa sœur Nezuko. La lame de son Sabre du Soleil est jaune comme la couleur de sa chevelure, qu’il a acquise après avoir été frappé par la foudre.

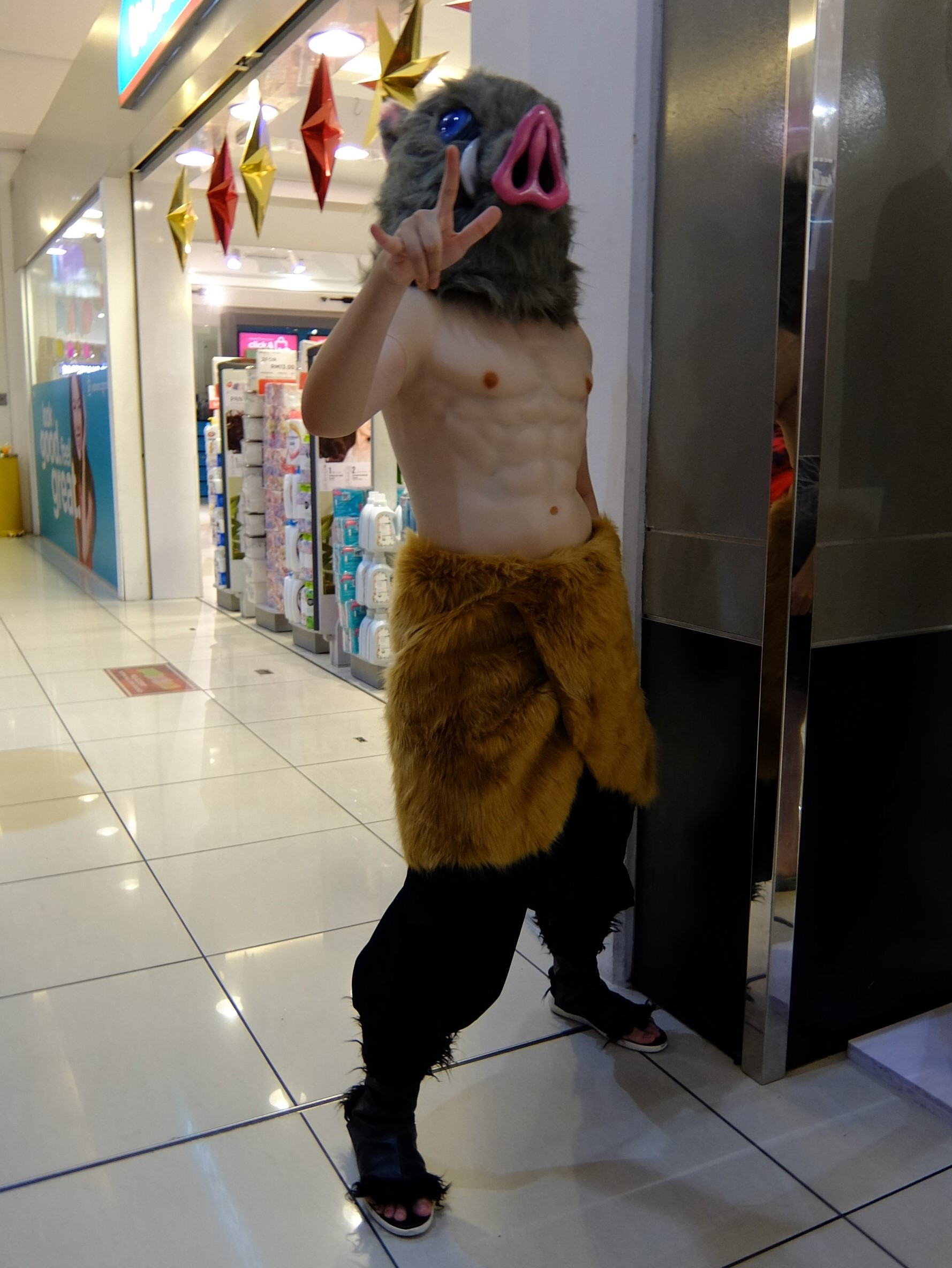
Costumade d’Inosuke Hashibira durant la Sutera Cosplay Fest 2021 dans le district de Johor Bahru (Malaisie).

Inosuke Hashibira (嘴平 伊之助, Hashibira Inosuke) / le « (Monstre) Sanglier » (「猪頭（の化け物）」, ‘Inoshishi [no bakemono]’) ; la « Tête de sanglier » (「猪頭」, ‘Inoshi‑atama’ / ‘Ino‑gashira’) ; le « Sanglier nudiste » (「裸イノシシ」, ‘Hadaka inoshishi’) (sobriquets) / le « (Roi/Dieu) de la Montagne » (「山の（王 / 神）」, ‘Yama no [ō/kami]’) ; le « Grand Inosuke » (「伊之助様」, ‘Inosuke‑sama’) ; le « Chef » (「親分」, ‘Oyabun’) (autoproclamés)
Voix japonaise : Yoshitsugu Matsuoka, voix française : Christophe Lemoine,
Également Pourfendeur de démons et compagnon de voyage de Tanjirō Kamado, affublé d’un masque de sanglier.
Il a vécu la majeure partie de sa vie abandonné dans les montagnes, où il a survécu en se battant avec des bêtes et des démons, cultivant ainsi son corps et ses capacités physiques. Il a appris à parler grâce à un vieil homme un peu sénile habitant près de sa montagne, qui le nourrissait et lui lisait des poèmes pour combler sa solitude, et en interagissant avec le petit‑fils. Guerrier uniquement obsédé par le combat et l’idée de se dépasser pour devenir le plus fort, il est capable de se battre au corps-à-corps aussi bien armé qu’à mains nues, est aussi rapide qu’agile, et possède une souplesse presque surhumaine. En tant qu’épéiste qualifié, il est ambidextre et manie deux sabres. N’ayant pas eu de maître, il s’est créé son style de Souffle personnel, le « Souffle de la Bête », lointain parent de celui du Vent : il possède notamment un Mouvement bien pratique, « Détection », lui permettant de percevoir dans un rayon éloigné la présence — et donc, trouver la position — de tout être vivant situé dans la zone d’influence.
En qualité d’enfant sauvage, il est rustre, culotté, impatient et enclin à réagir violemment. Bien qu’il soit aussi fonceur qu’il n’est facilement distrait (notoirement pour se rappeler correctement des noms, ne prêtant pas ou prou d’attention à ce qui ne capte pas son intérêt immédiat), et ne paraisse pas non plus très futé, il a toutefois fait ses preuves maintes fois au combat. Il est extrêmement musclé et robuste pour son âge, ce qui contraste avec le visage étrangement efféminé qu’il cache en temps normal sous son masque. Lorsque sa route croise celle de Tanjirō, il le considère d’abord comme un ennemi, mais devient rapidement son ami lorsqu’ils se battent : il le défie souvent à des compétitions amicales acceptées avec bonne humeur, et prend chacun de ses exploits comme une « provocation » à se dépasser pour faire « mieux » que lui.
Il avait passé le test de sélection des Pourfendeurs en même temps que Zenitsu, Genya, Kanao et lui mais, comme il fut apparemment le premier à le terminer grâce à — ou à cause de — son impatience, il n’avait formellement croisé aucun d’entre eux. Les lames de ses Sabres du Soleil jumeaux sont bleu-gris et lesdites armes, personnalisées par leur insolite propriétaire pour son style de combat primitif à la fois agile, agressif, simple et désencombré : transportées sans fourreau mais dans une bande de tissu rudimentaire et fixées à son pagne, réduites à leurs seules lame et soie dont la poignée se résume à un bandage de fortune et au tranchant, à l’origine régulier comme n’importe quel sabre, volontairement dentelé.
Kanao Tsuyuri (栗花落 カナヲ, Tsuyuri Kanawo)
Voix japonaise : Reina Ueda, voix française : Lila Lacombe
Une Pourfendeuse de démons qui fait partie de la même promotion que Tanjirō, Zenitsu, Inosuke et Genya. Elle vit au Domaine des papillons et est la Successeuse attitrée de l’actuel Pilier de l’Insecte, sa sœur adoptive Shinobu Kochō.
Peu bavarde (pratiquement mutique), au-delà de ses capacités indiscutables et de son stoïcisme à toute épreuve, elle ne manifeste en réalité aucune envie particulière et serait incapable de prendre des initiatives personnelles même les plus basiques, comme décider de se nourrir sans attendre qu’on lui dise quand le faire, même et surtout si elle est affamée : la faute à l’enfance difficile qu’elle a vécue avant d’être rachetée, puis adoptée par Shinobu et sa sœur aînée, et qui lui vaut ce blocage psychologique qu’elle compense en tirant ses décisions individuelles à pile ou face. Du moins, jusqu’à l’issue de leur rencontre formelle — et rapprochement — durant l’entraînement de Tanjirō, en convalescence avec Zenitsu, Inosuke et leur aîné Murata dans leur domaine après leur retour de mission du mont Natagumo.
Shinobu lui ayant seulement appris à décapiter les démons sans y réfléchir, Kanao en qualité de petite prodige a véritablement acquis sa maîtrise du « Souffle de la Fleur » non auprès d’elle, mais en observant simplement de son vivant leur regrettée sœur aînée, l’ancien Pilier homonyme Kanae Kochō. La lame de son Sabre du Soleil est rose fleur de cerisier.
Genya Shinazugawa (不死川 玄弥, Shinazugawa Genya)
Voix japonaise : Nobuhiko Okamoto, voix française : Antoine Schoumsky
Un jeune homme devenu Pourfendeur de démons en même temps que Tanjirō, Zenitsu, Inosuke et Kanao. Il entretient une très mauvaise relation avec son frère aîné Sanemi Shinazugawa, l’actuel Pilier du Vent.
Issu avec ce dernier d’un milieu familial violent, ce personnage solitaire, rude et grossier ne semblait au départ obsédé par rien d’autre que de massacrer des démons et devenir à son tour un Pilier : et pourtant, bien qu’il se soit accroché avec Tanjirō dès leur première rencontre — à l’issue de leur test de sélection et à cause de sa propre attitude — et en soit resté à cette mauvaise impression, sa personnalité change plus tard au contact du fils Kamado après s’être battu à ses côtés pour sauver le Village caché des forgerons. Au départ d’un gabarit normal pour un garçon de son âge, il subit toutefois une croissance accélérée et anormale avant de recroiser par hasard Tanjirō au Domaine des papillons.
Contrairement aux autres Pourfendeurs de démons, il est incapable d’utiliser le Souffle et les Mouvements, raison pour laquelle son Sabre du Soleil sans teinte à une main accompagne au combat sa véritable arme de prédilection, un fusil à canon scié double de même matériau permettant aussi de décapiter leurs ennemis. Pour compenser ce handicap face aux démons, il a l’ironique particularité de leur infliger exactement la même méthode qu’eux — mais dans le sens inverse — pour devenir plus fort : en mangeant des parties de leurs semblables qu’il combat, et grâce à son système digestif spécial, il acquiert temporairement des pouvoirs et capacités de démon. Tout comme eux avec les Humains, la puissance desdits pouvoirs peut dépendre de la force du démon ainsi que de la quantité de chair ingurgitée : néanmoins, pour les mêmes forces il se retrouve aussi exposé aux mêmes faiblesses (comme un risque tout aussi relatif de perdre temporairement le contrôle de lui‐même). Depuis la découverte de cette singularité, il a un lien particulier avec l’actuel Pilier de la Roche.

## L’Armée des Pourfendeurs de démons
L’Armée des Pourfendeurs de démons (鬼殺隊, Kisatsu-tai), aussi appelés par exonymie « Chasseurs de démons » (鬼狩り, Onigari), est une organisation guerrière existant officieusement depuis des temps anciens, et dont la mission est comme le suggère son nom, de protéger les Humains des démons avec un objectif final : l’élimination de leur créateur, Muzan Kibutsuji. Au début de l’histoire, il y a au sein de l’organisation des centaines de Pourfendeurs de démons agissant en secret, même vis-à-vis du gouvernement japonais.

### La Famille Ubuyashiki
La Famille Ubuyashiki (産屋敷家, Ubuyashiki‑ke) est actuellement à la tête de l’Armée des Pourfendeurs de démons, leur commandant à tous étant de génération en génération le chef de famille : l’actuel, 97e à ce titre, est Kagaya Ubuyashiki. Elle est étroitement liée au démon Muzan Kibutsuji.
Kagaya Ubuyashiki (産屋敷 耀哉, Ubuyashiki Kagaya) / le « Maître » (お館様, Oyakata‑sama) (par les Pourfendeurs)
Voix japonaise : Toshiyuki Morikawa, voix française : Bruno Choël,
Le 97e chef de famille de l’Armée des Pourfendeurs de démons.
Il souffre d’un mal dégénératif héréditaire et incurable fauchant inéluctablement tous les hommes de sa lignée : se sachant condamné par cette malédiction et proche de sa fin, il se sacrifie en servant d’appât dans l’explosion secrètement planifiée de sa propre demeure à fin de tendre un piège à Muzan, et offrir à ses Pourfendeurs une opportunité de l’éliminer.
Kagaya a une voix spéciale apaisant ceux qui l’écoutent, sachant toucher leur cœur avec son naturel compatissant : ses Pourfendeurs, qu’il considère comme ses « propres enfants » (「自分の子供たち」, ‘Jibun no kodomo-tachi’) et fait passer avant sa personne, le lui rendent par une allégeance totale et — surtout des Piliers — une piété presque filiale.
Amane Ubuyashiki (産屋敷 あまね, Ubuyashiki Amane) / Amane Himorogi (神籬 あまね, Himorogi Amane) (nom de jeune fille)
Voix japonaise : Rina Satō
L’épouse et aide-soignante de Kagaya, également prêtresse (comme toutes les épouses du clan), ainsi que la mère de leurs quintuplés de huit ans.
Ce fut elle qui entra en contact avec l’actuel Pilier de la Brume à dessein de le recruter dans l’organisation (étant au fait de la parenté exceptionnelle de sa famille), et le sauva lorsqu’il fut retrouvé amnésique et agonisant. Au dernier stade de la maladie de son époux, qui est incapacité pour de bon, elle le représente auprès des Pourfendeurs : lorsqu’il planifie son sacrifice dans l’explosion de leur demeure, elle l’accompagne dans la mort avec leurs deux premières filles.
Femme naturellement belle à la chevelure blanche, aimant profondément son mari et lui étant dévouée jusqu’à la fin, elle est tout aussi estimée que lui par les Piliers.
Hinaki Ubuyashiki (産屋敷 雛衣, Ubuyashiki Hinaki)
Voix japonaise : Yumiri Hanamori
L’une des deux assistantes (avec Nichika) restant aux côtés de leur père quand leur mère n’est pas présente.
Souhaitant demeurer jusqu’au bout auprès de leurs parents, elle les accompagne avec sa cadette dans la mort lors de l’explosion de leur demeure.
Première quintuplée de huit ans de Kagaya et Amane, elle est presque identique aux autres membres de sa fratrie (nonobstant sa broche en nœud tressé placée à droite).
Nichika Ubuyashiki (産屋敷 日夏, Ubuyashiki Nichika)
Voix japonaise : Ari Ozawa (ja)
L’une des deux assistantes (avec Hinaki) restant aux côtés de leur père quand leur mère n’est pas présente.
Souhaitant demeurer jusqu’au bout auprès de leurs parents, elle les accompagne avec son aînée dans la mort lors de l’explosion de leur demeure.
Deuxième quintuplée de huit ans de Kagaya et Amane, elle est presque identique aux autres membres de sa fratrie (nonobstant sa broche en nœud tressé placée à gauche).
Kiriya Ubuyashiki (産屋敷 輝利哉, Ubuyashiki Kiriya)
Voix japonaise : Aoi Yūki, voix française : Emmylou Homs
L’un des guides (avec Kanata) des candidats présents au test de la Sélection finale pour devenir Pourfendeur de démons.
En qualité d’héritier, il devient le nouveau chef des Pourfendeurs de démons en tant que 98e chef de famille.
Troisième quintuplé de huit ans et unique fils de Kagaya et Amane travesti comme ses quatre sœurs, il leur est de prime abord presque identique (nonobstant ses cheveux noirs ainsi que sa broche en fleur placée à gauche), puis adopte la tenue de son père en lui succédant.
Kuina Ubuyashiki (産屋敷 杭奈, Ubuyashiki Kuina)
Apparaissant plus tardivement que les autres dans l’histoire, elle assiste son frère avec Kanata durant l’assaut de la Forteresse Dimensionnelle Infinie.
Quatrième quintuplée de huit ans de Kagaya et Amane, elle est presque identique aux autres membres de sa fratrie (nonobstant son abence d’ornement capillaire ainsi que sa tendance excessive à gifler par réflexe émotif).
Kanata Ubuyashiki (産屋敷 彼方, Ubuyashiki Kanata)
Voix japonaise : Shiori Izawa, voix française : Claire Baradat
L’une des guides (avec Kiriya) des candidats présents au test de la Sélection finale pour devenir Pourfendeur de démons : lorsqu’ils revoient à son issue la nouvelle génération de survivants pour les modalités d’entrée dans l’organisation, elle est défendue par l’un d’entre eux de l’impatiente brutalité d’un autre. Elle assiste son frère avec Kuina durant l’assaut de la Forteresse Dimensionnelle Infinie.
Dernière quintuplée de huit ans de Kagaya et Amane, elle est presque identique aux autres membres de sa fratrie (nonobstant sa broche en fleur placée à droite).

### Piliers
Les « Piliers » (柱, Hashira) sont des guerriers d’élite de l’Armée des Pourfendeurs de démons constituant la caste des plus puissants épéistes au sein des Pourfendeurs. À cet égard, ils sont hiérarchiquement à part du reste de l’organisation, étant autonomes et directement sous les ordres du chef de famille des Ubuyashiki.
Giyū Tomioka (冨岡 義勇, Tomioka Giyū) / la « Veste bigarrée » (「半々羽織」, ‘Hanban haori’) (par Inosuke)
Voix japonaise : Takahiro Sakurai, voix française : Juan Llorca
Giyū est le premier Pourfendeur de démons rencontré par Tanjirō et Nezuko Kamado, peu après la transformation de cette dernière en démon.
Tentant dans un premier temps de l’éliminer sur ce motif, il choisit finalement de l’épargner après avoir vu la ténacité de son frère à lui tenir tête pour la sauver malgré son infériorité évidente mais aussi, cette démone de sœur se dressant afin de protéger son aîné inconscient au lieu de l’attaquer. Avant de se retirer rapidement, il laisse au jeune homme un message lui recommandant d’aller rendre visite à Sakonji Urokodaki, son maître résidant au mont Sagiri.
Incarnation de la maîtrise émotionnelle, ne les montrant que rarement au point de passer pour insensible, Giyū est l’actuel Pilier de l’« Eau » (水, Mizu) à la suite de son maître, bien qu’il ne se considère que comme une pièce rapportée. Il a développé un onzième Mouvement personnel du Souffle de l’Eau qu’il est le seul à maîtriser, « Accalmie » (拾壱ノ型　凪, jūichi no kata: ‘nagi’).
Avant de devenir Pourfendeur, il avait une grande sœur qui fut tuée par un démon, ainsi que des condisciples (dont le « véritable » Successeur d’Urokodaki selon lui) qui ne survécurent pas à leur propre Sélection finale : par sentimentalisme (mais aussi son sentiment de culpabilité), il conçut sa veste avec une moitié de chacun des kimono respectifs de cette dernière et de son camarade Sabito. Il perd son bras droit dans le combat final contre Muzan.
Shinobu Kochō (胡蝶 しのぶ, Kochō Shinobu) / « Maître » (師範, shihan) (par Kanao)
Voix japonaise : Saori Hayami, voix française : Nadine Girard
Envoyée en renfort avec sa Successeuse ainsi que son confrère Giyū Tomioka au mont Natagumo, elle est l’actuel Pilier de l’« Insecte » (蟲, Mushi) à la suite de sa sœur aînée, ancien Pilier décédé, mais également la sœur adoptive ainsi que maître de Kanao Tsuyuri.
Elle garde la tête froide et a toujours le sourire aux lèvres, peu importe la situation dans laquelle elle se trouve. Elle aime taquiner les autres et prétend souhaiter que démons et Humains s’entendent bien : malgré cette affirmation (dont Tanjirō devine l’arrière‑pensée par l’odeur contradictoire qu’elle émane), elle n’hésite pas à tuer de sang-froid des démons sans en manifester le moindre remords. Prenant en pitié Nezuko pour sa transformation en démon, elle propose alors de la tuer sans douleur avec du poison, puis montre ultérieurement de la compassion pour la fratrie Kamado après avoir entendu leur histoire. Spécialiste de génie pour ce qui touche aux médications mais aussi aux poisons, elle peut créer sur le tas un médicament dans une situation d’urgence, comme lorsqu’elle sauve le jeune Zenitsu Agatsuma ainsi que d’autres Pourfendeurs survivants en inventant sur les lieux le remède de leur lente mais certaine transformation en monstres arachnides. Son Sabre du Soleil est spécialement conçu pour son petit gabarit et unique en son genre : seule parmi les lames de Pourfendeur qui soit inadaptée pour trancher, il n’y a que sa pointe qui présente un fil tranchant car elle l’utilise pour piquer avec un poison enduit à base de glycine, méthode alternative conçue pour elle afin de tuer les démons.
Leurs parents ayant été tués chez eux par un démon, sa sœur Kanae et elles furent sauvées à l’époque par Gyōmei Himejima : c’est à fin de sauver potentiellement d’autres familles d’un tel drame qu’elles décidèrent ensemble de devenir Pourfendeuses de démons. Suivant sensiblement le même chemin que son aînée, elle meurt entièrement avalée durant un combat — à son tour — en duel contre Dōma, la Seconde Lune supérieure : ayant cependant anticipé cette issue, elle affaiblit le démon de l’intérieur par des poisons auto‑administrés. Réapparaissant comme esprit narguant la tête décapitée de son meurtrier et moquant sa déclaration tordue envers elle, elle félicite sa Successeuse aux côtés de Kanae avant de rejoindre avec elle leurs parents.
Kyōjurō Rengoku (煉獄 杏寿郎, Rengoku Kyōjurō) / l’« Autre aux gros yeux » (「ギョロギョロ目ん玉」, ‘Gyorogyoro mentama’) (par Inosuke)
Voix japonaise : Satoshi Hino (ja) ; Mariya Ise (jeune), voix française : Adrien Antoine,
Apparu à la réunion des Piliers, il est l’actuel Pilier de la « Flamme » (炎, Honō).
À l’image de son élément, il semble se dégager de lui une personnalité assurée, énergique et volontaire appréciée de ses homologues. Il a également tendance à regarder droit devant lui et manifeste un optimisme inébranlable. Il a un petit frère aimable et attentionné mais ne possédant pas de talent d’escrimeur, Senjurō. Son père Shinjurō était le précédent Pilier homonyme, devenu alcoolique et défaitiste. Leur mère, Ruka, est morte d’une maladie incurable qu’elle a contracté peu de temps après avoir donné naissance à Senjurō. Son instinct de survie est tel qu’il est capable de détecter un danger et se défendre d’une attaque même en demeurant endormi.
Il est devenu Pourfendeur pour respecter — de bon gré — la tradition familiale, avec la motivation personnelle d’honorer une dernière volonté. Après le déraillement du Train de l’Infini, en protégeant Tanjirō (déjà blessé) il meurt, avec un sourire bienveillant, de ses propres blessures consécutives à son combat contre Akaza, la Troisième Lune supérieure.
Tengen Uzui (宇髄 天元, Uzui Tengen) / le « Dieu des Réjouissances » (「祭りの神」, ‘Matsuri no kami’) (autoproclamé ; par Inosuke) / le « Dieu de l’Ostentation » (「派手を司る神」, ‘Hade wo tsukasadoru kami’) (autoproclamé)
Voix japonaise : Katsuyuki Konishi, voix française : Gilduin Tissier
Apparu à la réunion des Piliers, il est l’actuel Pilier du « Son » (音, Oto).
Ancien shinobi « défroqué » (抜け忍, nukenin, shinobi déserteur ou fugitif) de son propre chef, il est l’antithèse ironique de la discrétion : possédant un gabarit imposant (1,98 m pour 95 kg tout en muscle) ainsi qu’une beauté naturelle qui attirent l’attention, il a tendance à être aussi ostentatoire dans son apparence qu’il n’est excentrique dans ses manières, faisant des entrées fracassantes partout où il apparaît. À l’instar de son cadet Inosuke Hashibira il est ambidextre, maniant de larges Sabres du Soleil jumeaux reliés par une chaîne et qu’il porte dans son dos. Il dispose aussi d’une ouïe exceptionnelle comme son cadet Zenitsu Agatsuma. Son clan étant par tradition polygame, il a trois femmes qui travaillent également pour lui comme éclaireuses. Selon son échelle de valeurs personnelle et contre-intuitive — par rapport à ce que son devoir de Pilier laisserait à penser, il place la vie de ses épouses bien avant celle de tout autre Humain (et même, la traque des démons) et situe la sienne en troisième position, après celle des « Humains respectables ».
Se démarquant de sa famille par ses aspirations de ne pas vivre — et mourir — dans l’ombre comme ses pairs, il a quitté son clan ainsi que son village avec ses compagnes et est devenu Pourfendeur pour ne pas suivre la voie qui lui était prédestinée. Il part à la retraite après avoir perdu un bras et un œil dans un combat au Quartier des Plaisirs contre Gyūtarō, la Sixième Lune supérieure.
Mitsuri Kanroji (甘露寺 蜜璃, Kanroji Mitsuri) / la « Dépravée » (「あばずれ」, ‘Abazure’) (par Zōhakuten)
Voix japonaise : Kana Hanazawa, voix française : Catherine Desplaces
Apparue à la réunion des Piliers, elle est l’actuel Pilier de l’« Amour » (恋, Koi).
D’une beauté flagrante et à la plastique avantageuse, elle possède un appétit égalant celui de trois lutteurs ainsi qu’une force anormale, sa densité musculaire étant huit fois supérieure à la normale, mais aussi une chevelure « naturellement » rose à mèches vertes (qu’elle aurait acquise après consommation en un temps record d’une quantité surhumaine de gâteaux à la fleur de cerisier) et un Sabre du Soleil singulier par la finesse tout comme l’élasticité anormales de sa lame — comme un urumi — qu’elle manie à l’instar d’un fouet ou d’un ruban, son style de combat personnel ressemblant à de la gymnastique. Avant de développer un style propre et plus acrobatique, elle pratiquait celui de la Flamme appris auprès de son actuel homologue du même Souffle. Elle a une personnalité aussi étrange que son apparence : très fleur bleue et candide, à l’image de son attribut elle a l’air d’aimer tout le monde dans leur organisation (étant facilement éperdue de leurs qualités et exploits singuliers) mais semble aussi, paradoxalement, inconsciente — ou refusant de se rendre compte — du désir ou des sentiments qu’elle peut généralement susciter chez les hommes et ce, malgré le fait qu’elle paraisse très sensible à ce que les autres peuvent penser d’elle. Elle s’entend très bien avec la fratrie Kamado, Nezuko semblant beaucoup l’apprécier et se blottissant contre elle à l’occasion.
Issue d’une famille heureuse et épanouie de six enfants, en grandissant elle vivait toutefois mal ses particularités (qui lui valurent le rejet de son fiancé à ses dix-sept ans, et un dilemme existenciel entre : assumer son anormalité avec ses difficultés à s’intégrer ; ou la dissimuler pour réussir à se marier) avant d’être recrutée par Kagaya Ubuyashiki et acceptée parmi les Pourfendeurs, qu’elle assume comme une seconde famille. Son but personnel au sein des Pourfendeurs, avoué à Tanjirō au Village caché des forgerons, est de se trouver un mari plus fort qu’elle. À la suite de la défaite de Muzan, elle meurt de ses propres blessures consécutives à son combat contre lui dans les bras d’Obanai, lui aussi mourant, après s’être promis de se marier s’ils se retrouvaient dans une prochaine vie.
Muichirō Tokitō (時透 無一郎, Tokitō Muichirō)
Voix japonaise : Kengo Kawanishi, voix française : Clément Moreau
Apparu à la réunion des Piliers, il est l’actuel Pilier de la « Brume » (霞, Kasumi).
Un prodige qui est devenu Pilier seulement deux mois après avoir tenu pour la première fois une lame, faisant de lui le plus jeune membre d’entre eux. Il paraît généralement inexpressif et ne montre que très peu d’intérêt pour les autres. En apparence, il semble tout autant peu concerné par les affaires qui se traitent autour de lui, étant facilement distrait et dans les nuages durant des débats houleux entre ses pairs : or, lorsqu’il le souhaite ou que la situation l’exige, il peut faire preuve d’une réactivité surhumaine. Étant en vérité amnésique, son passé lui revient en recouvrant la mémoire dans un combat contre Gyokko, la Cinquième Lune supérieure.
Ayant perdu toute sa famille, dont un frère tué par un démon qu’il parvint à éliminer seul, il fut recueilli et soigné d’une sévère blessure à la tête par les Ubuyashiki, puis recruté pour ses aptitudes innées par Kagaya dans l’espoir qu’il retrouve la mémoire en chemin : il découvre également être le descendant direct de la Première Lune supérieure, Kokushibō. Il périt de blessures mortelles infligées durant le combat contre son ancêtre, et retrouve son propre jumeau après sa mort.
Gyōmei Himejima (悲鳴嶼 行冥, Himejima Gyōmei) / « Monsieur » (先生, sensei) (par les orphelins) / le « Vieux au collier en bois » (「玉ジャリジャリ親父」 / 「数珠のオッサン」, ‘Tama jarijari oyaji’ / ‘Juzu no ossan’) (par Inosuke)
Voix japonaise : Tomokazu Sugita, voix française : Marc Bretonnière
Apparu à la réunion des Piliers, il est l’actuel Pilier de la « Roche » (岩, Iwa).
Ancien moine aveugle, impressionnant mais doux devenu Pilier à l’âge de dix-neuf ans, seulement deux mois après être entré chez les Pourfendeurs de démons, il est à vingt-sept ans le doyen des Piliers actuels ainsi que le plus physiquement imposant de l’organisation (2,2 m pour 130 kg), garde un chapelet bouddhique et arbore sur les pans de son happi l’Hommage à Amitābha (南無阿弥陀仏, Namu Amida Butsu). De son ancienne vie il est devenu plus méfiant et réservé, mais demeuré cependant attentionné : pourvu depuis toujours d’une grande émotivité, il exprime aisément sa peine par les larmes, pleurant le malheur d’autrui et priant pour lui par déformation. L’ayant sauvé à l’époque où il découvrit sa particularité, il prit Genya sous son aile et a un bon rapport avec le garçon (qui lui renouvelle sa demande de le prendre comme Successeur), reconnaissant sa valeur par son honnêteté ainsi que sa volonté. Son « Sabre du Soleil » a la particularité d’être le plus éloigné de ce qu’est censé être un véritable sabre : en l’occurrence, un fléau d’armes fantaisiste dont la masse, sphérique et à têtes de clou, est reliée par sa chaîne à une hachette.
Second enfant d’une fratrie de quatre garçons, il s’occupait il y a plusieurs années d’orphelins au sein de son temple : il fut cependant accusé à tort de leur massacre, commis une nuit à l’intérieur des lieux par un démon introduit à dessein, à cause de la seule survivante qu’il eût pu protéger (en affrontant à mains nues et jusqu’à l’aube le véritable coupable, consumé sans laisser de traces), mais qui fut choquée par les faits et les rapporta mal. Arrêté et condamné, il fut néanmoins sauvé de son exécution.
Il est devenu Pourfendeur en se faisant recruter en personne par Kagaya Ubuyashiki, qui le savait innocent, et parce qu’il a pris conscience de sa propre force au‑delà de son handicap. À la suite de la défaite de Muzan, ayant perdu sa jambe gauche dans les combats et cédant son tour de soins aux blessés plus jeunes il meurt de ses propres blessures, accompagné à son chevet de Furtifs ainsi que de l’esprit des orphelins qui l’attendaient tout ce temps.
Obanai Iguro (伊黒 小芭内, Iguro Obanai)
Voix japonaise : Kenichi Suzumura, voix française : Simon Koukissa
Apparu à la réunion des Piliers, il est l’actuel Pilier du « Serpent » (蛇, Hebi).
Toujours accompagné d’un serpent albinos entortillé autour de lui, le bas de son visage est dissimulé par un bandage et il possède deux yeux différents.
Sarcastique et n’hésitant pas à dire ses quatre vérités quitte à blesser, sa langue est acerbe. Il n’apprécie pas vraiment Tanjirō, respecte par contre son homologue de la Flamme et veille sur sa consœur Mitsuri Kanroji. Il possède une mauvaise vue compensée avec l’aide de son familier, et un Sabre du Soleil dont la particularité est de ne pouvoir être dégainée mais d’avoir une gaine ouvrante, sa lame étant ondulante comme une flamberge.
Premier enfant mâle né en 370 ans dans un clan de voleurs exclusivement féminin servant une démone ophidienne pour récupérer en échange les richesses de ses victimes, il fut voué à être également mangé à un moment ou un autre et mutilé à la bouche à ses douze ans, mais réussit malgré l’angoisse de cette épée de Damoclès à préparer sa propre évasion : bien qu’il fût rattrapé par le démon, qui avait massacré le clan en guise de punition, il fut sauvé de justesse par le Pilier de la Flamme de l’époque. Au lieu de s’en sentir libéré à cause de son éducation ainsi que la seule autre survivante, une cousine qui le blâma de la perte de leur clan pour sa survie ainsi que sa fuite, il en développa la croyance d’avoir le « sang sale » ainsi qu’un sentiment de culpabilité. C'est à cause de cette détestation de lui‐même qu’il se garde bien d’assumer ce qu’il ressent pour le Pilier de l’Amour.
Il est devenu Pourfendeur pour retourner ses émotions négatives contre les démons. À la suite de la défaite de Muzan, qui lui crève les yeux dans les affrontements, il meurt de ses propres blessures consécutives à son combat contre lui en tenant dans ses bras Mitsuri, elle aussi mourante, après lui avoir avoué ses sentiments et s’être promis de se marier s’ils se retrouvaient dans une prochaine vie.
Sanemi Shinazugawa (不死川 実弥, Shinazugawa Sanemi) / « Grand frère » (兄貴, aniki) (par Genya)
Voix japonaise : Tomokazu Seki, voix française : Damien Ferrette
Apparu à la réunion des Piliers, il est l’actuel Pilier du « Vent » (風, Kaze).
Personnalité violente et brutale dans un corps balafré, il est le frère aîné de Genya. Étant le plus ouvertement réfractaire à l’acceptation dans leurs rangs de la présence insolite de la fratrie Kamado (un Pourfendeur et sa démone de sœur), il prend l’initiative de tenter Nezuko en la blessant brutalement avec la lame de son Sabre du Soleil — tandis qu’elle est sans défense dans sa boîte — puis s’entaillant lui‐même avec sa propre arme et ce, à fin de provoquer sa faim démonique avec son sang spécial (étant plus tard révélé comme un « Rare-Sang ») et démontrer qu’elle ne serait qu’une dévoreuse d’Humains comme les autres : Tanjirō impressionne les Piliers en lui tenant tête pour protéger sa sœur (alors qu’il avait les mains attachées dans le dos, était maintenu au sol et également à leur merci) en profitant de l’aide de leur homologue Giyū Tomioka pour se libérer et le frapper avec l’un de ses coups de tête magistraux dont il a le secret.
Au-delà de son caractère fort et intraitable ainsi que ses débordements, il semble faire autant poids que les autres dans les décisions et sait, lui aussi, faire preuve de révérence ainsi que de respect envers quelqu’un : leur supérieur à tous, Ubuyashiki.
Ayant tué en solitaire et erratiquement des démons pour avoir perdu le reste de leur famille à cause d’eux avant d’être recruté par un Pourfendeur, il est devenu Pilier pour continuer dans la logique de les éliminer jusqu’au dernier (et secrètement, poursuivre seul une promesse faite à l’époque avec son frère, afin qu’il puisse vivre une vie normale et fonder une famille, raison de son rejet apparent envers lui). Il perd ses index et majeur droits dans le combat contre Kokushibō.

### Domaine des papillons
Le Domaine des papillons (蝶屋敷, chō yashiki) est le lieu de vie de l’actuel Pilier de l’Insecte Shinobu Kochō, de sa Successeuse ainsi que de leurs subordonnés. Appartenant à un clan majoritairement féminin (celles-ci étant reconnaissables à leurs ornements capillaires en forme de papillon) ayant un rôle de corps médical (soins et recherche) pour l’Armée des Pourfendeurs de démons, ce domaine leur sert donc de fait d’hôpital recueillant, soignant et — si nécessaire — rééduquant les Pourfendeurs blessés jusqu’à ce qu’ils soient aptes à retourner sur le terrain.
Aoi Kanzaki (神崎 アオイ, Kanzaki Aoi)
Voix japonaise : Yuri Ehara (ja), voix française : Clara Soares
Cadette adoptive de l’actuel Pilier de l’Insecte, Shinobu Kochō, et sœur adoptive du même âge de Kanao Tsuyuri, elle est également Pourfendeuse de démon mais, de fait non combattante.
Elle soigne les blessures des Pourfendeurs au Domaine des papillons, où elle est également superviseuse et formatrice des membres du personnel de secours. Elle dirige aussi des programmes de rééducation — ou d’entraînement — pour les patients en ayant besoin et volontaires.
Elle se montre parfois assez sévère pour dissimuler sa honte de ne pas être faite pour être Pourfendeur malgré ses aptitudes, étant trop effrayée à l’idée d’aller combattre personnellement des démons. C’est à fin de les protéger toutes les deux, Naho et elle, que Tanjirō Kamado se substitue à ces dernières avec Zenitsu Agatsuma et Inosuke Hashibira auprès du Pilier du Son Tengen Uzui qui, surgissant au pied levé à leur domaine, voulait les embarquer de force pour s’infiltrer dans le Quartier des Plaisirs.
Le personnel de secours (救護要員, kyūgo yōin)
Sous la supervision d’Aoi Kanzaki, il sert d’unité de soins au Domaine des papillons.
À son introduction dans l’histoire — lors de la rééducation de Tanjirō Kamado, Zenitsu Agatsuma et Inosuke Hashibira après la mission générale au mont Natagumo — il est explicitement représenté par trois petites filles diligentes en uniforme blanc, œuvrant comme aides-soignantes et n’étant pas au sens strict membres de l’Armée des Pourfendeurs de démons, qui furent recueillies par Shinobu après que leurs familles aient été tuées par des démons.
Ces trois personnages ont pour particularité graphique d’être tendanciellement représentés en chibi avec des yeux en forme de billes.
- Kiyo Terauchi (寺内 きよ, Terauchi Kiyo)

Voix japonaise : Nanami Yamashita (ja), voix française : Émilie Marié
Petite infirmière à peau claire toujours vue en compagnie de Sumi et Naho, elle se démarque d’elles par sa ceinture rouge nacarat, ses cheveux mi-longs ainsi que leurs pinces assorties en forme de papillon.
Ses consœurs et elle apprécient beaucoup Tanjirō Kamado pour sa bienveillance ainsi que sa gentillesse, et lui témoignent un soutien particulier quand il se retrouve sous leurs bons soins.
- Sumi Nakahara (中原 すみ, Nakahara Sumi)

Voix japonaise : Ayumi Mano (ja), voix française : Cécile Vigne
Petite infirmière à peau claire toujours vue en compagnie de Kiyo et Naho, elle se démarque d’elles par sa ceinture bleu-vert, sa paire de couettes ainsi que leurs pinces assorties en forme de papillon.
Ses consœurs et elle apprécient beaucoup Tanjirō Kamado pour sa bienveillance ainsi que sa gentillesse, et lui témoignent un soutien particulier quand il se retrouve sous leurs bons soins.
- Naho Takada (高田 なほ, Takada Naho)

Voix japonaise : Yūki Kuwahara, voix française : Fily Keita
Petite infirmière à peau claire toujours vue en compagnie de Kiyo et Sumi, elle se démarque d’elles par sa ceinture vert feuille, sa paire de nattes ainsi que leurs pinces assorties en forme de papillon.
Ses consœurs et elle apprécient beaucoup Tanjirō Kamado pour sa bienveillance ainsi que sa gentillesse, et lui témoignent un soutien particulier quand il se retrouve sous leurs bons soins. C’est à fin de les protéger toutes les deux, Aoi et elle, que celui-ci se substitue à ces dernières avec Zenitsu Agatsuma et Inosuke Hashibira auprès du Pilier du Son Tengen Uzui qui, surgissant au pied levé à leur domaine, voulait les embarquer de force pour s’infiltrer dans le Quartier des Plaisirs.
Les Successeuses de Shinobu (しのぶの継子達, Shinobu no tsuguko‑tachi)
Avant même de prendre sa sœur Kanao Tsuyuri, l’actuel Pilier de l’Insecte eut déjà d’autres Successeuses : toutes furent tuées en mission par des démons.
Elles sont anecdotiquement représentées par trois filles portant comme elles le même type de pinces assorties en forme de papillon.

### Village caché des forgerons
Le Village caché des forgerons (刀鍛冶の里, katanakaji no sato) est le lieu où sont forgés les Sabres du Soleil pour l’Armée des Pourfendeurs de démons. Comme le suggère son nom, sa localisation est tenue secrète, les forgerons attitrés à un Pourfendeur se rendant d’eux-mêmes — peu importe le lieu — auprès de l’intéressé pour lui remettre son épée, puis repartir dans l’autre sens après vérification de l’arme. Dissimulant tous leur visage sous un masque de Hyottoko pour protéger leur identité, ses habitants ont tendance à être relativement excentriques selon l’individu.

#### Forgerons principaux
Hotaru Haganezuka (鋼鐡塚 蛍, Haganedzuka Hotaru)
Voix japonaise : Daisuke Namikawa, voix française : Thierry Kazazian
Forgeron de trente‑sept ans du village caché créant les Sabres du Soleil pour les Pourfendeurs de démons, il est le forgeur attitré de l’épée de Tanjirō Kamado.
Il apparaît en personne pour la première fois au mont Sagiri pour apporter à ce dernier son tout premier Sabre du Soleil, à la suite de sa réussite au test de la Sélection finale et son intégration dans l’Armée des Pourfendeurs de démons : il révèle d’emblée son incontrôlable excentricité, puis réapparaît dans l’histoire (et des circonstances comiques) à chaque fois que son Pourfendeur le contraint à lui en reforger un nouveau ce qui, dans son cas, arrive régulièrement. Durant l’incident du Village des Forgerons, après un entraînement acharné il voue toute son attention à restaurer le formidable Sabre du Soleil d’un épéiste oublié, dissimulé depuis au moins trois siècles dans la poupée mécanique de Kotetsu et trouvé avec ce dernier par Tanjirō : absorbé au‑delà de toute raison par son art au point d’ignorer le monde qui l’entoure, le forgeron demeure imperturbable pendant la tâche même attaqué par la Cinquième Lune supérieure Gyokko qui, vexé et personnellement jaloux en tant qu’« artiste », le blesse (le balafrant à répétition et lui crevant l’œil gauche) en tentant vainement — au lieu de le tuer tout bonnement — de lui faire perdre sa concentration hors du commun.
Faisant ordinairement fuir les autres Pourfendeurs en tant que forgeron — à cause de son caractère aussi difficile qu’il n’est explosif — avant d’être accepté par Tanjirō, il a de gros problèmes de concentration pour tout ce qui ne concerne pas les épées et entre dans une rage meurtrière chaque fois que son Pourfendeur brise ou perd la sienne, ne se calmant généralement qu’en recevant des dango (dont il raffole) ou au son de carillons. Son point faible pour le maîtriser, révélé au jeune garçon et à Kotetsu par son confrère Kanamori, consiste à le chatouiller aux flancs.
Kōzō Kanamori (鉄穴森 鋼蔵, Kanamori Kōzō)
Voix japonaise : Eiji Takemoto, voix française : Grégory Laisné
Forgeron de vingt‑six ans du village caché créant les Sabres du Soleil pour les Pourfendeurs de démons, il est le forgeur attitré des épées d’Inosuke Hashibara et — nouvellement — du Pilier Muichirō Tokitō.
Il apparaît pour la première fois au Domaine des papillons en compagnie de Haganedzuka pour apporter à Inosuke — en convalescence — ses nouveaux Sabres du Soleil, à la suite de la mission commune des Pourfendeurs au mont Natagumo. Durant l’incident du Village des Forgerons il revoit de nouveau Tanjirō Kamado, venu dans ledit village pour demander en personne une nouvelle arme auprès de son propre forgeron. Lors de l’attaque sur eux commise par des démons, il respecte les dernières volontés d’un défunt collègue en guidant le Pilier de la Brume (dont il a la nouvelle charge) avec le jeune Kotetsu jusqu’à l’atelier reculé où Haganedzuka et lui travaillent, afin de lui donner son nouveau sabre : leur route est néanmoins barrée devant la bâtisse par la Cinquième Lune supérieure Gyokko. Durant le temps où Kotetsu aide Muichirō Tokitō à sortir d’un piège mortel, il finit blessé en tentant — malgré son infériorité évidente — de protéger du démon son collègue, totalement absorbé dans la restauration d’un Sabre du Soleil spécial et incapable de s’arrêter.
D’une nature douce contrastant avec le sang chaud de Haganedzuka, il paraît affable et raisonnable au premier abord : toutefois lui aussi passionné par son métier, il entre dans une rage meurtrière quand Inosuke, à dessein de personnaliser ses épées à son style de combat, utilise sous son regard une pierre pour denteler leur tranchant. Il est marié et réputé épanoui avec son épouse, En.
- En Kanamori (鉄穴森 鉛, Kanamori En)

L’épouse de Kōzō de deux ans sa cadette.
Leur couple est réputé si « parfait » qu’ils ont l’air semblables.
Kotetsu (小鉄)
Voix japonaise : Ayumu Murase, voix française : Valérie Bescht,
Un jeune villageois de dix ans du Village caché des forgerons qui hérite de la poupée de combat mécanique de sa famille, Yoriichi type Zéro (縁壱零式, Yoriichi Zeroshiki), arme secrète fabriquée par ses ancêtres à l’époque Sengoku sur référence du Pourfendeur légendaire Yoriichi Tsugikuni.
Lors de sa rencontre à proximité dudit village avec Tanjirō Kamado ainsi que le Pilier Muichirō Tokitō, venant récemment de perdre son père il se blâmait de ne pas avoir ce qu’il fallait pour perpétuer la tradition familiale, se jugeant incapable en tant que forgeron, et semblait sur le point d’abandonner sa tâche : il fut néanmoins consolé et remis sur le droit chemin par le Pourfendeur. Sauvé d’un minion pisciforme par le Pilier de la Brume durant l’attaque du village par des démons, il accompagne ce dernier avec son nouveau forgeron Kanamori — lui aussi sauvé en chemin — à son atelier : alors attendus dans une embuscade avortée de la Cinquième Lune supérieure Gyokko, il est présumément tué — d’une blessure au plexus solaire — par l’une de ses créatures en essayant d’aider Tokitō à sortir d’une prison aquatique, mais est sauvé par la garde familiale des Rengoku que lui avait confié Tanjirō pour l’apporter à son forgeron présent sur place.
Facilement pleurnichard et défaitiste, mais énergique et de bonne volonté — quitte à être aussi zélé qu’intraitable — dès que lui est redonné confiance en lui-même, il est perçu par son aîné comme un garçon « au cœur pur ».

#### Forgerons secondaires et tertiaires
Tecchin Tecchikawahara (鉄地河原 鉄珍, Tecchikawahara Tecchin)
Voix japonaise : Yūsaku Yara, voix française : Patrice Dozier,
Chef du Village caché des forgerons créant les Sabres du Soleil pour les Pourfendeurs de démons, il est le père de Gantetsu, parrain et parent adoptif d’Hotaru Haganedzuka, ainsi que le forgeur attitré des épées spéciales des Piliers Shinobu Kochō et Mitsuri Kanroji.
Durant l’incident du Village des Forgerons il accueille formellement le jeune Pourfendeur Tanjirō Kamado, venu chez eux pour demander en personne une nouvelle arme à son filleul, porté disparu depuis un moment : le sachant toujours en convalescence à la suite de sa dernière mission, il invite le garçon à rester durant ce temps et profiter de leurs bons soins pour récupérer. Lors de l’attaque sur son village commise par des démons, en qualité de cible prioritaire il est — malgré une garde rapprochée de Pourfendeurs, vite tombée, et par l’impuissance de ses propres hommes — attrapé et sérieusement blessé par l’un des monstrueux minions pisciformes de la Cinquième Lune supérieure Gyokko : il est cependant sauvé dans les temps par l’un des deux Piliers présents (dont il est le forgeron personnel), Mitsuri Kanroji.
Vieil homme petit, facile à vivre et de bonne humeur mais aussi, le forgeron possédant la meilleure technicité de tout le village, il a un sens élevé du professionnalisme : reprenant Tanjirō lorsqu’il exprime ses regrets d’avoir cassé son sabre, il juge (au détriment de son filleul) qu’il est « mal de concevoir une lame pouvant se briser aussi aisément ».
Tetsuido (鉄井戸)
Voix japonaise : Atsushi Ono (ja), voix française : Gérard Surugue
Défunt forgeron du village caché créant les Sabres du Soleil pour les Pourfendeurs de démons, il était auparavant le forgeur attitré de l’épée du Pilier Muichirō Tokitō.
Vieil homme récemment décédé d’une crise cardiaque, il s’est soucié jusqu’à la fin de son Pourfendeur amnésique et avait confié son testament à Kōzō Kanamori.
Gantetsu (願鉄)
Fils du chef du Village caché des forgerons créant les Sabres du Soleil pour les Pourfendeurs de démons, il est le forgeur attitré de l’épée spéciale d’Obanai Iguro.
Tetsutani (鉄谷), Tetsudōji (鉄導寺) et Tetsumotonaka (鉄本中)
Voix japonaise : Wataru Hatano (Tetsutani) / Fukushi Ochiai (ja) (Tetsudōji) / Rikuya Yasuda (ja) (Tetsumotonaka)
Trio de résidents du Village caché des forgerons créant les Sabres du Soleil pour les Pourfendeurs de démons, ils deviennent la cible de la Quatrième Lune supérieure Hantengu.
Ils parviennent à s’abriter de l’attaque contre leur village pour protéger des Sabres du Soleil, mais sont repérés sur la fin dans une clairière par le démon (caché dans le Démon du Ressentiment), poursuivi par Tanjirō Kamado et affaibli, qui tente de les attraper pour reprendre des forces en les dévorant : ils récupèrent avec son nouveau sabre le jeune Pourfendeur, lui-même vidé de ses forces en éliminant leur assaillant, en le portant.
Empathiques, ils expriment leurs remords en pensant avoir causé le sacrifice de sa sœur démone, puis s’émeuvent avec lui quand ils réalisent la survie de Nezuko à la lumière du Soleil.
Tetsugorō (鉄悟郎)
Voix japonaise : Kōhei Yanagi (ja),
L’un des résidents du Village caché des forgerons créant les Sabres du Soleil pour les Pourfendeurs de démons.
Il fait partie des blessés de l’attaque orchestrée contre eux par Gyokko, étant sévèrement griffé au dos par l’un de ses monstrueux minions pisciformes, mais sauvé avec les autres par l’intervention du Pilier de l’Amour arrivant en renfort.
Kongōji (金剛寺), Tetsuo (鉄尾), Kanaike (鉄池), Kōtarō (鋼太郎) et (Oncle) Tetsuhiro (鉄広（叔父さん）, Tetsuhiro [ojisan]) / « Les Derniers Instants des Forgerons » (〝鍛人の断末魔〟, ‘Kanuchi no danmatsuma’) (par Gyokko)
Voix japonaise : Shinya Takahashi (ja) (Tetsuhiro)
Des forgerons du village caché créant les Sabres du Soleil pour les Pourfendeurs de démons. Le dernier d’entre eux est l’oncle de Kotetsu, ainsi que le guide de Tanjirō Kamado vers les sources thermales du village après ses salutations formelles à leur chef.
Ils font partie des victimes de Gyokko, la Cinquième Lune supérieure, commises durant l’attaque contre leur village : ayant été intégrés ensemble et toujours en vie avec leurs sabres à l’une de ses « œuvres d’art » malsaines, ils sont exposés au nez et à la barbe de Kanamori et de Kotetsu accompagnant Muichirō Tokitō. Le démon les achève en en rajoutant à leur calvaire, déclenchant les hostilités avec le Pilier de la Brume.
Le gardien de Tecchin (鉄珍の警護隊士, Tecchin no keigo‑taishi)
Voix japonaise : Kōhei Yanagi (ja),
L’un des résidents du Village caché des forgerons créant les Sabres du Soleil pour les Pourfendeurs de démons. Lancier de la garde rapprochée de Tecchin Tecchikawahara durant l’attaque du village par Gyokko.
S’il reste — même blessé — le seul gardien tenant encore (les Pourfendeurs présents étant déjà tombés et ses pairs, hors d’état) contre l’attaque d’un monstrueux minion pisciforme, il ne peut l’empêcher de s’en prendre au chef du village : mais il est lui aussi sauvé par le Pilier de l’Amour arrivant en renfort, et s’évanouit de soulagement à l’élimination de la menace.
Le gardien tombé sur la tête (頭から落ちた警護隊士, atama kara ochita keigo‑taishi)
L’un des résidents du Village caché des forgerons créant les Sabres du Soleil pour les Pourfendeurs de démons. Membre de la garde rapprochée de Tecchin Tecchikawahara durant l’attaque du village par Gyokko.
Blessé lors de l’assaut du monstrueux minion pisciforme, il tente après leur sauvetage de capter l’attention de Mitsuri Kanroji étreignant le chef, qui le chasse.
Les forgerons attaqués au village (里の襲われた刀鍛冶, sato no osowareta katanakaji)
Voix japonaise : Tasuku Kida (ja) (« Forgeron défiant ») / Hironori Shiojiri (ja) (« Forgeron ébahi [A] ») / Daisuke Nakamura (ja) (« Forgeron ébahi [B] »),
Des résidents du Village caché des forgerons créant les Sabres du Soleil pour les Pourfendeurs de démons.
Durant l’attaque du village par Gyokko, ils résistent tant bien que mal aux monstrueux minions pisciformes (le « Forgeron défiant » coordonnant ses pairs en tenant en respect à la faucille l’attaquant de Tetsugorō, aidé de deux congénères) jusqu’à être sauvés par le Pilier de l’Amour arrivant en renfort.
Le forgeron sorti des sources chaudes (温泉上がりの刀鍛冶, onsen agari no katanakaji)
Voix japonaise : Junichi Yanagita (ja),
L’un des résidents du Village caché des forgerons créant les Sabres du Soleil pour les Pourfendeurs de démons.
Première victime connue de Gyokko durant l’attaque du village, il tombe dans son piège au retour des sources en étant comprimé dans son vase, dressé au milieu du chemin, pour y être dévoré : écœurant cependant le démon par le goût de sa chair de forgeron, il est recraché encore en état de choc et désarticulé.
Le forgeron sonnant le tocsin (警鐘を響く刀鍛冶, keishō wo hibiku katanakaji)
Voix japonaise : Shinya Takahashi (ja),
L’un des résidents du Village caché des forgerons créant les Sabres du Soleil pour les Pourfendeurs de démons.
Durant l’attaque du village par Gyokko, il sonne le tocsin pour alerter tout le monde, mais finit dévoré par le monstrueux minion pisciforme attaquant sa vigie.

### Furtifs
Les Furtifs (隠, Kakushi) constituent la brigade de nettoyage de l’Armée des Pourfendeurs de démons. Membres non combattants et anonymisés demeurant, comme le suggère leur nom, dissimulés et prompts à agir aussi efficacement que discrètement, leur rôle essentiel à l’organisation consiste à passer derrière les affrontements et actions des Pourfendeurs, pour préserver le secret de leur existence et apporter une aide logistique (premiers secours et assistance médicale, transport d’individus et de biens, transmissions intermédiaires entre corps et/ou membres, effacement des traces et preuves…). Ils sont reconnaissables à l’uniforme de l’organisation — arborant toutefois dans le dos leur propre caractère, litt. « cacher » ; par ext. « dissimuler » (隠) — mais aussi et surtout, le masque cachant — à l’exception du regard — entièrement leur tête, pour protéger leur identité réelle.

#### Furtifs principaux
Gotō (後藤) / le « Furtif [A] » (隠（A）, Kakushi [Ē])
Voix japonaise : Makoto Furukawa (ja), voix française : Hugo Brunswick
Jeune homme de vingt-trois ans membre des Furtifs, la brigade de nettoyage des Pourfendeurs qui se charge des champs de bataille après les affrontements.
Il se présente comme celui qui aurait entre autres faits ramené et réveillé Tanjirō Kamado à la réunion des Piliers ou encore, l’aurait retrouvé comateux avec sa sœur, Zenitsu Agatsuma et Inosuke Hashibira après les combats au Quartier des Plaisirs.
Reconnaissable parmi ses pairs à ses petits yeux, il démontre une personnalité réfléchie et responsable en apportant des portions de castella au chevet du fils Kamado dans le Domaine des papillons : ce qui le pousse justement à s’énerver — au mépris même de la hiérarchie — quand est franchi un stade d’irresponsabilité ou de manque de réactivité qu’il juge trop grave pour le laisser passer. Il éprouve un profond respect envers ces cadets Pourfendeurs pour leur courage ainsi que leurs capacités (tout en assumant ne pas comprendre le « délire » de celui qui a une tête de sanglier).

#### Furtifs secondaires et tertiaires
La « femme Furtive » (女（性の）隠, jo[sei no] kakushi) / la « Furtive [A] » (女隠（A）, jokakushi [Ē]) / « Jeune et belle Furtive » (（隠のおねえさん, kakushi no onēsan) (par Zenitsu)
Voix japonaise : Hisako Tōjō
Apparaissant avec son corps après les combats au mont Natagumo, elle trouve avec Gotō le Pourfendeur Tanjirō Kamado, inconscient et blessé : elle accompagne son collègue — portant le jeune garçon — pour transporter elle‑même la démone en boîte jusqu’à la réunion des Piliers, puis au Domaine des Papillons où elle tente d’obtenir auprès de la Successeuse mutique une permission formelle de pénétrer les lieux.
Elle a une peau de mochi, de grands yeux délicats (qui suggèrent une certaine beauté) et semble timorée : en proie à une vive peur partagée avec Gotō et suscitée par les Piliers, elle réprimande hystériquement Tanjirō pour les troubles qu’il a causés à la résidence du Maître avec son attitude. Elle hésite également à approcher la démone Nezuko même après démonstration de sa bienveillance envers les Humains.
Les Furtifs de l’équipe de secours au mont Natagumo (那田蜘蛛山へ捜索救難隊の隠達, Natagumo‑yama he sōsaku kyūnan‑tai no kakushi‑tachi)
Voix japonaise : Ayaka Shimizu (ja) (« Furtive [B] » [女隠（B）]) / Shinya Takahashi (ja) (« Furtif [B] » [隠（B）]) / Yoshiaki Hasegawa (ja) (« Furtif [C] » [隠（C）]) / Yūsuke Tonozaki (ja) (« Furtif [D] » [隠（D）])
Une équipe de Furtifs avec laquelle Gotō ainsi que sa collègue sont dépêchés à la suite des combats contre la Famille araignée.
Deux d’entre eux (Furtive « B » et Furtif « D ») sont chargés avec d’autres collègues des survivants transformés en minions par le Frère araignée :
- La première discute avec Gotō du Pilier de l’Insecte ainsi que du Pourfendeur blessé qui a éliminé le démon, manifestant son désir de finir ce qu’ils ont à faire pour quitter les lieux au plus vite ;
- le second reçoit des instructions de la Successeuse Kanao Tsuyuri sur la marche à suivre.

Deux autres (Furtifs « B » et « C ») trouvent le Pourfendeur Inosuke Hashibira suspendu à un arbre, blessé et déprimé : après s’être assurés — à cause de son masque — qu’il était bien humain et des leurs, ils le détachent puis l’emmènent (au Domaine des Papillons).
Les Furtifs de l’équipe de secours au Quartier des Plaisirs de Yoshiwara (吉原遊廓へ捜索救難隊の隠達, Yoshiwara yūkaku he sōsaku kyūnan‑tai no kakushi‑tachi)
Voix japonaise : Shinya Takahashi (ja) (« Furtif [A] » [隠（A）]) / Junji Tachibana (ja) (« Furtif [B] » [隠（B）])
Une équipe de Furtifs avec laquelle Gotō est dépêché à la suite des combats contre la Sixième Lune supérieure.
Impressionnés comme leurs collègues par la résilience du Pilier du Son Tengen Uzui, qui — aidé de ses épouses — parvint à tenir sur ses deux jambes et marcher en dépit de son état, et n’osant pas l’approcher, deux d’entre eux commentent à quel point il est effrayant en le regardant s’en aller.
Les Furtifs de l’équipe de relais vers le Village caché des forgerons (刀鍛冶の里までご案内隊の隠達, katanakaji no sato made goannai‑tai no kakushi‑tachi)
Voix japonaise : Iori Saeki (ja) (« Furtive [A] » [女隠（A）]) / Yūsuke Tonozaki (ja) (« Furtif [A] » [隠（A）]) / Hayato Dōjima (ja) (« Furtif [B] » [隠（B）]) / Yukari Anzai (ja) (« Furtive [B] » [女隠（B）]) / Ryōtarō Kawaguchi (« Furtif [C] » [隠（C）]) / Moe Nagamuta (zh) (« Furtive [C] » [女隠（C）]) / Daitabi Abe (« Furtif [D] » [隠（D）]) / Yūki Nakajima (« Furtif [E] » [隠（E）]) / Yūichi Hose (ja) (« Furtif [F] » [隠（F）]) / Michiko Kaiden (ja) (« Furtive D » [女隠（D）])
Une équipe de Furtifs qui, avec l’accord du « Maître » et en respectant scrupuleusement le protocole de sécurité habituel, est chargée en coordination avec des Corbeaux de liaison de transporter — sur leur propre dos et en relais — la fratrie Kamado depuis le Domaine des papillons jusqu’au lieu tenu secret du Village caché des forgerons.
Tanjirō, qui en plus de sa vue et de son ouïe est contraint — à cause de son odorat surdéveloppé — de se faire boucher le nez le temps du trajet, touche certains de ses porteurs par sa gentillesse naturelle et son avenance.
La Furtive venant quérir Mitsuri (蜜璃のことが迎えに来る女隠, Mitsuri no koto ga mukae ni kuru jokakushi)
Voix japonaise : Nichika Ōmori (ja)
Une Furtive présente au Village caché des forgerons en même temps que la fratrie Kamado.
Représentée en chibi avec des yeux en forme de billes, elle se présente à Mitsuri Kanroji après que le Pilier de l’Amour ait fait plus formellement connaissance avec Tanjirō et Nezuko autour d’un repas, étant envoyée par l’atelier de forge afin de la quérir pour des ajustements de son Sabre du Soleil : peu avant de se quitter avec la fratrie, elle est témoin comme Mitsuri du monologue confiant et assuré du garçon (sur sa progression en tant que Pourfendeur ainsi que son vœu d’éliminer Muzan), qui leur provoque à toutes deux un coup de cœur.
Masao Maeda (前田 まさお, Maeda Masao) / le « pauvre type à lunettes » (ゲスメガネ, Gesu megane) (surnom)
Un Furtif à grandes lunettes rondes exclusif à des chapitres bonus ainsi qu’à l’Histoire parallèle : Kyōjurō Rengoku (煉獄杏寿郎外伝, Rengoku Kyōjurō Gaiden), commis de couture des uniformes de l’Armée des Pourfendeurs de démons.
Les tenues féminines qu’il confectionne, très explicites (comme celle caractéristique du Pilier de l’Amour), sont rapidement justifiées de longues excuses lorsqu’il est interrogé sur la question.
Il a peur du Pilier du Vent depuis qu’il l’a sévèrement puni après avoir été reconnu coupable de son comportement envers les membres féminins de l’organisation.

### Pourfendeurs tertiaires
Murata (村田)
Voix japonaise : Kōki Miyata, voix française : David Dos Santos
Un des aînés de Tanjirō, Zenitsu, Inosuke, Kanao et Genya au sein de l’Armée des Pourfendeurs de démons ; de la même promotion que Giyū Tomioka, Sabito et Makomo.
Envoyé avec d’autres frères d’armes au mont Natagumo, il fait partie des survivants de la mission qui avait pour but d’éliminer le clan de démons araignées qui y avait élu domicile : finalement pris au piège comme d’autres dans l’un des cocons mortels de la Sœur araignée, il est toutefois trouvé et sauvé à temps par le Pilier de l’Insecte, arrivé en renfort sur les lieux. Il devient ami avec son cadet durant leur convalescence avec Zenitsu et Inosuke au Domaine des papillons, puis réapparaît occasionnellement dans l’œuvre.
Reconnaissable à son affabilité, sa coiffure soyeuse ainsi que son attitude ordinairement exemplaire, Murata utilise comme le fils Kamado le Souffle de l’Eau, mais d’une maitrise si faible qu’il n’en voit pas les effets émaner de son sabre.
Takeuchi (竹内)
Voix japonaise : Shōya Chiba (ja)
Combattant de l’Armée des Pourfendeurs de démons apparaissant dès l’Entraînement des Piliers (dans l’adaptation animée), il participe à l’assaut du Château de l’Infini.
Faisant équipe avec son camarade Murata et le démon Yushirō, dont il ignore au début la véritable nature, il se fait hurler dessus par ce dernier même pour une simple suggestion. Après avoir rejoint la terre ferme, il sauve — en toute connaissance de cause — son allié démonique, enterré vivant dans la demeure, avec Murata et d’autres. Ses coéquipiers et lui se consacrent ensuite à soigner les Piliers et combattants blessés.
Yoshioka (吉岡)
Un des combattants de l’Armée des Pourfendeurs de démons participant avec Tanjirō et les autres à l’Entraînement des Piliers.
Nagakura (長倉)
Un des combattants de l’Armée des Pourfendeurs de démons participant avec Tanjirō et les autres à l’Entraînement des Piliers.
Shimamoto (島本)
Un des combattants de l’Armée des Pourfendeurs de démons participant avec Tanjirō et les autres à l’Entraînement des Piliers.
Noguchi (野口)
Un des combattants de l’Armée des Pourfendeurs de démons participant avec Tanjirō et les autres à l’Entraînement des Piliers.
Ozaki (尾崎)
Voix japonaise : Hisako Tōjō (ja)
Une des membres de l’Armée des Pourfendeurs de démons envoyés au mont Natagumo.
Prise au piège avec d’autres camarades dans les fils de la Mère araignée de la famille de Rui, la Cinquième Lune inférieure, et utilisée contre sa volonté comme une marionnette pour s’entretuer avec eux, elle prévient Tanjirō et Inosuke de leur situation à leur arrivée, et est finalement mise hors d’état de nuire comme les autres par une idée astucieuse du fils Kamado — et l’aide de son compagnon à tête de sanglier : toutefois, à peine secourue avec ses camarades survivants, elle est achevée à distance en se faisant briser la nuque par le démon qui les manipulait.
Rien n’est connu d’elle en dehors de son apparition, où elle fait preuve d’une extrême prévenance et d’un esprit de corps désintéressé, préférant renvoyer ses deux cadets chercher des renforts plutôt que de leur faire prendre le risque de la sauver.
Le combattant découpé par Rui (累に刻まれた隊士, Rui ni kizamareta taishi) / l’« aîné en dés de viande » (サイコロステーキ先輩, saikoro Sutēki senpai)
Voix japonaise : Taito Ban (ja)
Un des membres anonymes de l’Armée des Pourfendeurs de démons envoyés au mont Natagumo.
Apparaissant des fourrés durant la confrontation entre Tanjirō et Rui, qu’il sous-estime en imaginant pouvoir l’abattre avec sa « sœur » et se faire mousser sans grand risque, il approche et attaque le démon en pensant l’avoir aisément : il paie de sa vie sa présomption en se faisant instantanément découper en morceaux dans son élan par les fils de la Cinquième Lune inférieure.
Personnage opportuniste et ambitieux, il assume dans ses derniers instants n’être motivé que par l’idée de monter confortablement dans la hiérarchie de l’organisation et avoir un meilleur salaire, saisissant les occasions faciles de se faire bien voir : il trahit pourtant un manque de jugeote en s’en prenant seul et aussi ouvertement à une Lune démoniaque sans réaliser la menace.

### Pourfendeurs exclusifs à l’adaptation animée

#### Partie de l’Évolution de Kamado Tanjirō
Le meneur des Pourfendeurs (隊士達 役（A）, taishi‑tachi yaku [Ē])
Voix japonaise : Yoshiaki Hasegawa (ja)
Apparaissant dans les souvenirs de la Sœur araignée, il était à sa poursuite avec quatre autres camarades quand elle a rejoint la Famille araignée.
L’acculant près de leur demeure dans une clairière du mont Natagumo, en échange de rejoindre ladite « famille » elle est sauvée d’eux par Rui, qui les découpe tous instantanément en morceaux sans qu’ils n’aient pu réaliser leur mort.
Ses pairs et lui ne prennent visiblement à aucun moment conscience de la menace représentée par la Lune démoniaque, qu’ils ignorent le temps de s’occuper de leur cible.
Le Pourfendeur subordonné (隊士達 役（B）, taishi‑tachi yaku [Bī])
Voix japonaise : Yūsuke Tonozaki (ja)
Apparaissant dans les souvenirs de la Sœur araignée, il était à sa poursuite avec quatre autres camarades quand elle a rejoint la Famille araignée.
L’acculant près de leur demeure dans une clairière du mont Natagumo, en échange de rejoindre ladite « famille » elle est sauvée d’eux par Rui, qui les découpe tous instantanément en morceaux sans qu’ils n’aient pu réaliser leur mort.
Ses pairs et lui ne prennent visiblement à aucun moment conscience de la menace représentée par la Lune démoniaque, qu’ils ignorent le temps de s’occuper de leur cible.

#### Partie duTrain de l’Infini
Le Pourfendeur à veste bleue (青い羽織りの隊士, aoi haori no taishi) / le Pourfendeur anonyme (名もなき鬼殺隊士, namonaki kisatsu‑taishi)
Voix japonaise : Seīchirō Yamashita (ja), voix française : Damien Witecka,
Venant faire son rapport à Kyōjurō Rengoku chez un restaurateur de soba, il assiste le Pilier de la Flamme durant l’incident du Démon écorcheur.
Le démon ainsi éliminé, il est quitté par Rengoku avant son embarquement dans le Train de l’Infini.
La Pourfendeuse aux cheveux attachés (総髪の女性隊士, sōhatsu no josei‑taishi) / la Pourfendeuse en renfort (鬼殺隊士役, kisatsu‑taishi yaku)
Voix japonaise : Ayaka Nanase (ja)
Guidée par Kaname avec trois autres subordonnés jusqu’au garage du Train de l’Infini, ils précèdent les Furtifs en apparaissant promptement à la suite de Kyōjurō Rengoku pour sécuriser les lieux.
Elle prend diligemment ses instructions du Pilier, puis le laisse partir à la poursuite du Démon écorcheur pour prendre en charge le civil blessé.

#### Partie duVillage des Forgerons
Les deux (Furtifs) admiratifs de Mitsuri (蜜璃ちゃんのことが大好きな2人, Mitsuri‑chan no koto ga daisukina futari)
Voix japonaise : Shuri Miyumi
Duo de Furtifs apparaissant à travers les souvenirs de Mitsuri Kanroji.
Représentés en chibi avec des yeux en forme de billes, ils illustrent l’adhésion générale suscitée au sein des Pourfendeurs par le — tout nouveau à l’époque — Pilier de l’Amour en la félicitant avec une sincère admiration pour sa promotion.
Le Pourfendeur admiratif (脱帽の隊士, datsubō no taishi)
Voix japonaise : Kazuki Kyan (ja)
Un Pourfendeur apparaissant à travers les souvenirs de Mitsuri Kanroji.
Blessé avec deux autres camarades durant une mission de sauvetage à ses côtés, il contemple avec admiration le nouveau Pilier de l’Amour qui vient d’éliminer deux démons à elle seule.
La « Furtive » [retour du Village caché des forgerons] (隠（女）, kakushi [on’na])
Voix japonaise : Iori Saeki (ja)
La Furtive apparaissant discrètement dans le dos de Tanjirō Kamado à son départ du Village caché des forgerons avec Nezuko.
Première de l’équipe de relais du retour, elle prend en charge la charrette dans laquelle le Pourfendeur est alité et entrave ses sens : elle les libère toutefois temporairement pour le laisser apprécier l’ovation surprise de remerciement des villageois, le temps d’arriver hors de vue.

#### Partie de l’Entraînement des Piliers
Les deux Pourfendeurs du château (城の二名隊士, shiro no nimei tashi)
Voix japonaise : Shinya Takahashi (ja) (A) / Daisuke Nakamura (ja) (B)
Duo de Pourfendeurs subalternes épaulant les Piliers du Serpent et du Vent pour la mission d’infiltration dans un château abandonné (depuis au moins la Restauration).
Semés une première fois le jour précédent par un démon avec une victime villageoise, ils guident les Piliers jusqu’à l’endroit de sa disparition et les informent de la situation, puis les assistent dans la mission de sauvetage de sa nouvelle victime : mais devenant vite problématiques pour les Piliers en se faisant déborder par le nombre anormal de démons présents, ils sont sommés de se retirer par leurs supérieurs, qui préfèrent se charger du reste à deux.
Le premier se distingue par sa veste et sa chevelure à frange ; le second, par son écharpe et ses cheveux en bataille.

### Formateurs
Les Formateurs (育手, Sodate) sont des maîtres du Souffle dispersés à travers tout le pays et se dévouant à former de potentiels combattants pour l’Armée des Pourfendeurs de démons. Membres eux‑mêmes non combattants de l’organisation, généralement d’anciens Pourfendeurs (souvent Piliers à la retraite), ils préparent les candidats à leur futur test de la Sélection finale (最終選別, saishū senbetsu) au mont Fujikasane.
Sakonji Urokodaki (鱗滝 左近次, Urokodaki Sakonji)
Voix japonaise : Hōchū Ōtsuka, voix française : Éric Herson-Macarel
Le maître de Giyū Tomioka — puis de Tanjirō Kamado — auprès de qui le Pourfendeur de démons recommande le frère Kamado après la transformation de sa sœur en démon, Pourfendeur retiré également révélé plus tard comme un ancien Pilier de l’Eau dont l’élève a pris la suite.
En dépit de ses réticences de départ après l’avoir jaugé, craignant que la gentillesse du jeune homme puisse causer sa perte face aux démons, puis testé, il consacre les deux années qui suivent à former Tanjirō pour devenir à son tour Pourfendeur de démons, promettant de veiller sur Nezuko (après avoir considéré, comme son disciple, qu’ils n’étaient pas ordinaires) durant ses absences : par suggestion pendant son sommeil prolongé, il intégrera par précaution à cette dernière l’idée que tous les Humains seraient sa « famille ». Au fur et à mesure de la formation, il s’attache à la fratrie et appréhende avec une crainte palpable le test de sélection de son nouvel élève, qui en apprend la raison sur place : sur un demi-siècle, et à l’exception de Giyū, tous ses autres disciples — dont Sabito et Makomo — furent ciblés et massacrés durant leur propre test par le même démon qui, capturé par Urokodaki durant l’Époque d’Edo, était motivé par une vengeance personnelle envers lui, qui aimait ses disciples comme ses propres enfants. Afin de faire accepter dans l’organisation ainsi qu’aux Piliers la présence insolite de Nezuko auprès de son frère devenu Pourfendeur, il promet formellement auprès de leur chef Kagaya Ubuyashiki, dont il a toute la confiance, que si Nezuko venait à dévorer ne serait-ce qu’un seul être humain, son frère, Giyū et lui-même la tueraient, puis s’ouvriraient le ventre pour expier leur faute.
Devenu maître d’armes formant de futurs candidats pour l’organisation, il vit retiré au mont Sagiri et dissimule son visage sous un masque de tengu ; d’après une rumeur, à cause de la douceur de ses traits qui ferait une impression contreproductive auprès de ses adversaires.
Jigorō Kuwajima (桑島 慈悟郎, Kuwajima Jigorō) / « Maître » (師範, shihan) (par ses élèves) / « Papy » (じいちゃん, jiichan) (par Zenitsu) / le « maître de Zenitsu » (善逸の師範, Zenitsu no shihan)
Voix japonaise : Shigeru Chiba, voix française : Jean Barney
Ancien Pilier de la « Foudre » (鳴, Nari) balafré et vieillissant mais au caractère explosif devenu Formateur, il est le « grand-père » spirituel et maître de Zenitsu Agatsuma, qu’il a recueilli après l’avoir sauvé de problèmes de dettes dans lesquels il s’était retrouvé à cause d’une fille.
Il se consacra particulièrement à sa formation, ayant pu cerner (et objectivement constater de visu) son véritable potentiel comme Pourfendeur de démons, à l’insu de Zenitsu lui-même et a contrario de leurs pairs incrédules sur le jeune garçon. Ce dernier est très attaché à lui et soucieux — malgré ses propres lacunes et faiblesses ainsi que sa tendancielle lâcheté — de ne pas le décevoir, Jigorō ayant été le seul à croire en son « petit-fils » et à avoir eu la patience de s’occuper jusqu’au bout d’un « cas désespéré » comme lui, l’ayant empêché de s’enfuir ou d’abandonner — quitte à recourir à la violence ou à la ruse — à chacune de ses tentatives. Accablé par le chagrin en apprenant la transformation en démon — et le passage à l’ennemi — de l’un de ses deux favoris devenus Pourfendeurs, il se donne la mort.
Respecté et aimé de ses disciples pour qui il trahit réciproquement une forte affection, ainsi que de grands espoirs en ses deux héritiers potentiels comme prochain Pilier de la Foudre (Zenitsu et Kaigaku), il se montre en ce sens très sévère et intraitable, mais juste envers eux. En qualité d’ancien Pilier et seul maître d’armes connu de son style de Souffle, à l’instar de son homologue de l’Eau (et contrairement à même ses deux principaux disciples) il en maîtrise évidemment tous les Mouvements. Il prit sa retraite en tant que Pilier à ses trente‑cinq ans après avoir perdu durant une bataille sa jambe droite, qu’il a remplacée depuis par un membre en bois ainsi qu’une canne pour se déplacer.

### Animaux de Pourfendeurs

#### Corbeaux de liaison
Les Corbeaux de liaison (鎹鴉, kasugai garasu) sont des oiseaux peu ordinaires qui, comme le suggère leur nom, servent en tant qu’agents de liaison dans l’Armée des Pourfendeurs de démons. Après avoir passé comme ces derniers leur propre test de sélection pour en devenir un, ils sont individuellement assignés à un Pourfendeur, lui servant d’intermédiaire avec l’organisation pour communiquer, ou transmettre les informations et prochaines missions.
Matsuemon Tennōji (天王寺松衛門, Tennōji Matsuemon)
Voix japonaise : Takumi Yamazaki, voix française : Yann Le Madic
Un des Corbeaux de liaison de l’Armée des Pourfendeurs de démons, assigné à Tanjirō Kamado pour lui transmettre des informations et, notamment, ses prochaines missions.
Comme ses homologues, il n’est pas un oiseau ordinaire puisqu’il transmet ses missives en parlant le langage des Humains. Très intelligent, il démontre également un tempérament strict et pressant, limite impatient, n’hésitant à croasser ou mettre des coups de bec et de serres pour enjoindre son Pourfendeur à la tâche.
Ukogi (うこぎ) / « Chuntarō » (チュン太郎) (par Zenitsu)
Voix japonaise : Manaka Iwami (ja)
Le seul moineau connu parmi les Corbeaux de liaison, attribué à Zenitsu Agatsuma en lieu et place de l’un des corbeaux habituellement associés à un Pourfendeur de démons.
Contrairement à ses congénères, il ne sait pas parler le langage des Humains et apparaîtrait — presque — ordinaire pour un oiseau : toutefois, il semblerait qu’il arrive à se faire comprendre. Comme pour Tanjirō, sa propre famille fut elle aussi tuée par des démons. Son nom fait référence à sa variante de plat au riz favorite.
Ginko (銀子)
Voix japonaise : Rie Kugimiya, voix française : Joséphine Ropion
Le Corbeau de liaison assigné au Pilier de la Brume Muichirō Tokitō.
Reconnaissable à ses cils tape-à-l’œil et son air suffisant, la fierté excessive que lui inspire son Pilier la pousse à être ordinairement hautaine envers leurs congénères respectifs de l’organisation : l’adoration qu’elle voue à Tokitō la rendant aussi jalouse, il est ainsi incapable de garder d’autres animaux qu’elle.
Kanzaburo (寛三郎)
Le Corbeau de liaison assigné au Pilier de l’Eau Giyū Tomioka.
Comme il se fait très vieux, il lui arrive de mettre son Pourfendeur dans l’embarras en oubliant parfois de transmettre les messages, ou en confondant Tanjirō avec lui. Il fait souvent peur à Giyū en se baladant au milieu du champ de bataille.
Dongurimaru (どんぐり丸)
Le Corbeau de liaison assigné à Inosuke Hashibira.
Très intelligent, il est effrayé par son Pourfendeur, qui s’emporte facilement et menace régulièrement de le manger : il est ainsi devenu très doué pour se cacher.
Isuzu (五十鈴)
Le Corbeau de liaison assigné à la Successeuse Kanao Tsuyuri.
Elle s’inquiète secrètement pour sa Pourfendeuse à cause de son manque d’expressivité.
Hashibami (榛)
Le Corbeau de liaison assigné à Genya Shinazugawa.
Lors de son assignation, il aurait été brutalement repoussé par son Pourfendeur. Il est en mauvais termes avec son congénère Matsuemon.
En (艶)
Le Corbeau de liaison assigné au Pilier de l’Insecte Shinobu Kochō.
Il sert de messager circonstanciel entre Tanjirō Kamado et Kyōjurō Rengoku.
Kaname (要)
Voix japonaise : Susumu Chiba
Le Corbeau de liaison assigné au Pilier de la Flamme Kyōjurō Rengoku.
Il adore « Kyōjurō‑sama » (杏寿郎様), ainsi qu’il nomme son Pilier. Pleurant (littéralement dans la version filmique) sa mort et respectant sa volonté, il guide tranquillement le cadet de ce dernier vers sa demeure familiale.
Nijimaru (虹丸)
Le Corbeau de liaison assigné au Pilier du Son Tengen Uzui.
Tout comme son Pilier (mais sans qu’il ne soit précisé si c'est antérieur à leur rencontre ou dû à son influence), il aime être ostentatoire et se parer de bijoux. Il est connu auprès de ses congénères comme étant un corbeau à la mode.
Urara (麗)
Voix japonaise : Yui Horie
Le Corbeau de liaison assigné au Pilier de l’Amour Mitsuri Kanroji.
Reconnaissable à son ornement sur la tête — assorti à la garde de sabre de Mitsuri — et son air timide, elle paraît souvent nerveuse voire agitée. Elle aurait une préférence pour les choses sucrées du fait de prendre souvent le thé avec son Pilier.
Yūan (夕庵)
Le Corbeau de liaison assigné au Pilier du Serpent Obanai Iguro.
Il raconte à son Pilier la manière dont son homologue de la Brume a réussi à rougir la lame de son propre sabre.
Sōrai (爽藾)
Le Corbeau de liaison assigné au Pilier du Vent Sanemi Shinazugawa.
Tout comme son Pilier (mais sans qu’il ne soit précisé si c'est antérieur à leur rencontre ou dû à son influence), il a l’air féroce. Il signale rapidement l’assaut de la demeure du Maître par l’ennemi.
Zekka (絶佳)
Le Corbeau de liaison assigné au Pilier de la Roche Gyōmei Himejima.
Au Château de l’Infini, il tient informé de l’évolution de la bataille en criant la situation des combats en temps réel.
Le corbeau de Kagaya Ubuyashiki (産屋敷 耀哉の鴉, Ubuyashiki Kagaya no karasu)
Voix japonaise : Shō Hayami
Le Corbeau de liaison assigné au 97e chef de famille de l’Armée des Pourfendeurs de démons.
Enveloppé d’une espèce d’écharpe, il transmet ses messages avec exactitude, restituant fidèlement chaque mot.
Le(s) Corbeau(x) de liaison au mont Natagumo (那田蜘蛛山にいた鎹鴉, Natagumo‑yama ni kasugai garasu)
Voix japonaise : Wataru Takagi (A) / Nobuyuki Hiyama (B),
Le Corbeau de liaison intervenant à la fin des combats au mont Natagumo.
Envoyé en urgence depuis leur quartier général, il interrompt au moment salvateur une situation de crise (Tanjirō venant alors d’être assommé tandis qu’il tentait de déserter avec Nezuko, révélée en tant que démone et menacée par Shinobu Kochō avec sa Successeuse) pour ordonner impérieusement — avec leur description — la récupération « en vie » de la fratrie Kamado.

#### Autres familiers
Kaburamaru (鏑丸)
Le familier du Pilier du Serpent Obanai Iguro, un serpent albinos.
Très intelligent, il compense la mauvaise vue de son ami en l’assistant dans ses tâches. Lorsqu’Obanai développe des sentiments pour Mitsuri Kanroji, il le mord sous le coup d’une quelconque panique.
Compagnon d’avant leur entrée chez les Pourfendeurs de démons, il rencontra Obanai dans sa cage de bois, durant son projet d’évasion du clan dont il est originaire : demeuré depuis à ses côtés, il accompagne son vieil ami partout en restant entortillé autour de lui.
Les « Souris baraquées/Rats ultra‐musclés » (ムキムキねずみ, mukimuki nezumi) (surnom) / les « Shino‐Beast/Ninjanimaux » (「忍獣」, ‘Ninjū’) (par défaut)
Voix japonaise : Subaru Kimura (ja)
Les familiers du Pilier du Son Tengen Uzui, des souris shinobi et culturistes se tenant sur leurs pattes arrière.
Très intelligentes, elles assistent Uzui et ses alliés contre les démons : même si elles peuvent toujours se déplacer discrètement par les combles et recoins comme leurs congénères ordinaires, elles sont à l’image du Pilier très musculeuses pour leur gabarit, ayant développé leur force physique pour pouvoir transporter des armes de taille humaine jusqu’à leurs destinataires. Elles ont également toutes un côté narcissique qui les poussent à se la jouer et poser pour exhiber leur musculature.

## Démons
Les démons (鬼, Oni, appelés Ogres dans la première édition de Panini Manga) sont des créatures malveillantes qui se nourrissent principalement de chair humaine. Muzan Kibutsuji serait le premier d’entre eux et, avec son sang, peut transformer les Humains en de nouveaux démons, si ces derniers supportent la dose de sang qu’il leur injecte. Ils sont capables de changer leur structure corporelle à volonté, de guérir rapidement leurs blessures, et possèdent une force et une agilité surhumaines. Certains d’entre eux disposent de capacités spéciales appelés « pouvoirs sanguinaires » (血鬼術, kekkijutsu). Ils peuvent seulement être tués en les exposant à la lumière du soleil ou s’ils sont décapités en utilisant un Sabre du Soleil.
Muzan Kibutsuji (鬼舞辻󠄀󠄀 無惨, Kibutsuji Muzan) / le « Démon originel » (始まりの鬼, Hajimari no oni) (surnom)
Voix japonaise : Toshihiko Seki,, voix française : Lionel Tua
Antagoniste principal de l’histoire.
Il a transformé Nezuko Kamado en démon et tué le reste de la famille de Tanjirō en son absence. Âgé d’un millénaire, il serait le premier démon et l’ancêtre de la plupart d’entre eux. Craint par ses congénères et réputé imprenable auprès des Pourfendeurs de démons, qui peinent à l’identifier pour le débusquer, Tanjirō Kamado le retrouve cependant par hasard en flairant son odeur, et découvre qu’il vit caché au sein de la société en endossant de fausses identités humaines. Entre autres :
- Tsukihiko (月彦), forme adulte d’un père de famille et homme d’affaires (à qui nombre de lecteurs de la bande dessinée ont trouvé, dans son apparence, une ressemblance marquée avec le chanteur Michael Jackson tel qu’il apparaît dans la vidéo de sa chanson Smooth Criminal) ;
- une forme féminine de geigi ;
- Toshikuni (俊國), forme enfantine du fils adoptif d’un homme riche.

…
C'est à l’origine un médecin qui, en le soignant, l’a involontairement transformé en démon à l’époque de Heian. L’ayant tué, Muzan cherche depuis un moyen de se débarrasser de sa seule véritable faiblesse : la lumière du soleil.

### Les Douze Lunes démoniaques
Les Douze Lunes démoniaques (十二鬼月, Jū Ni Kizuki) sont les plus puissants démons servant Muzan Kibutsuji, ayant une marque de leur appartenance au niveau de leurs yeux. Juste après Muzan, ce sont les plus puissants démons qui existent. Au sein de ce groupe, ils sont divisés en deux sous-groupes de six, les inférieures (下弦, kagen), les plus faibles qui ont un seul œil gravé, et les supérieures (上弦, jougen), qui ont les deux yeux gravés. Après la mort de Rui, Muzan décide d’éliminer la majorité des Lunes inférieures (à l’exception d’Enmu), dissolvant par conséquent le sous-groupe.

#### Lunes supérieures

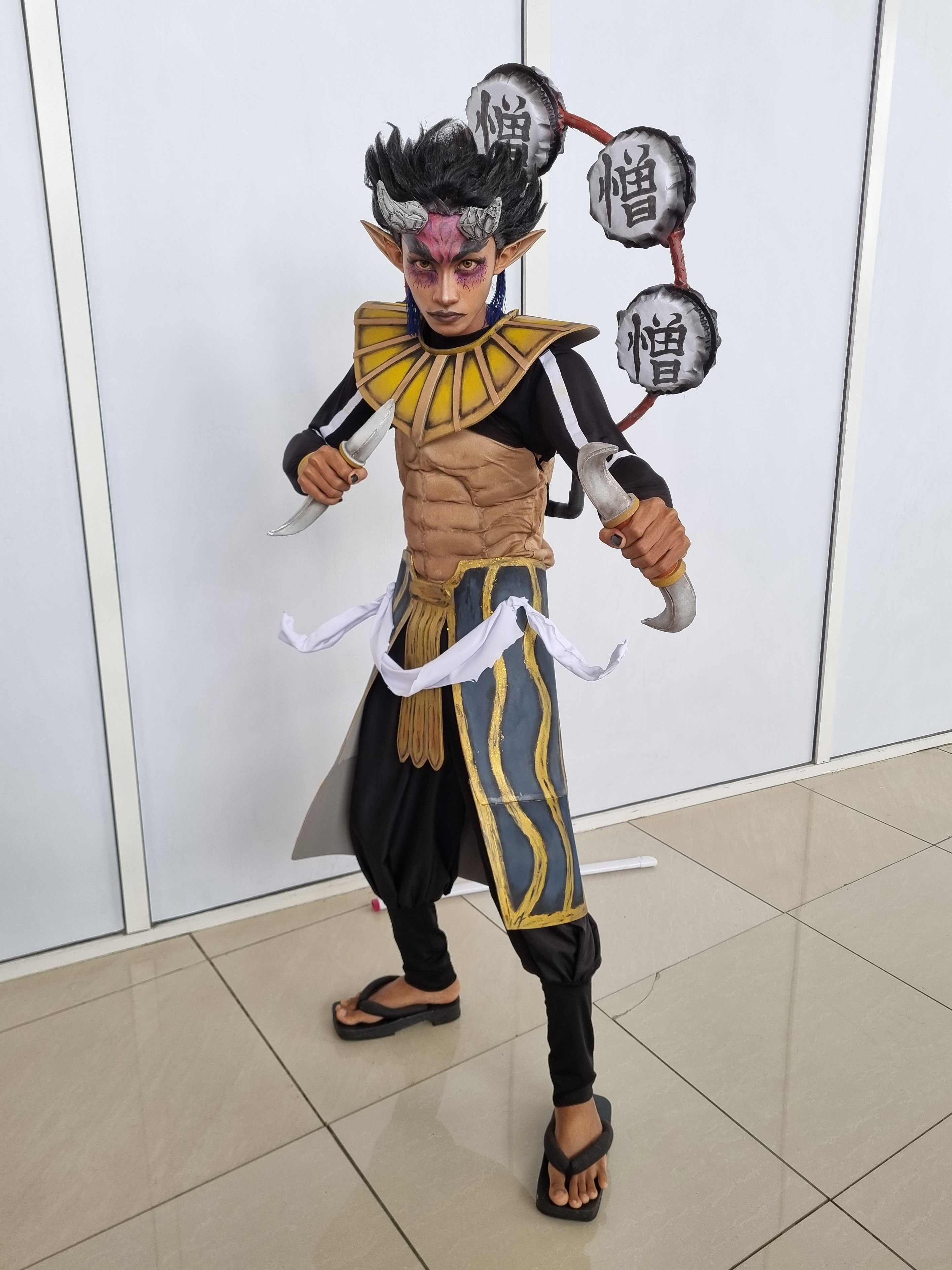
Costumade de Zōhakuten durant la Cosmania II dans le district de Johor Bahru (Malaisie).

Les Six Lunes supérieures (六鬼月上弦, Roku kizuki jōgen) sont les membres les plus puissants des Douze Lunes démoniaques. Chacun a déjà vécu au moins un siècle et tué une dizaine de Piliers parmi les Pourfendeurs de démons. La plupart d’entre eux ont tellement fait muter leur corps qu’ils ne peuvent plus, comme avec un démon ordinaire, être tués d’une simple décapitation. Parce qu’ils sont l’élite parmi les démons servant Muzan Kibutsuji, leurs membres sont restés — contrairement aux Lunes inférieures — inchangés durant des décennies, aucun Pourfendeur n’ayant réussi à en tuer jusqu’à l’intégration de Tanjirō Kamado et de ses amis dans l’organisation.
Kokushibō (黒死牟)
Voix japonaise : Ryōtarō Okiayu (ja), voix française : Eilias Changuel
Plus puissant des démons servant Muzan, il occupe le rang de Première supérieure (上弦の壱, Jōgen no ichi) parmi les douze Lunes.
Il a une apparence de samurai maléfique se distinguant par ses six yeux et une marque faciale ressemblant à celle de Tanjirō Kamado. Conservant un certain code de conduite, il est autodiscipliné, généralement d’un silence de mort et d’un calme effrayant. Accordant une importance stricte à l’ordre hiérarchique au sein de son groupe, il n’hésite pas à interférer s’il constate un trop grand débordement entre ses membres pouvant bouleverser cette harmonie. Il garde avec lui une vieille flûte cassée, qui aurait été autrefois précieusement conservée dans un sac conçu avec des morceaux d’un certain kimono.
Échouant lui aussi à maîtriser le Souffle originel, il fonda son propre style de Souffle : celui de la Lune. Son pouvoir sanguinaire a également créé « Kyokoku Kamusari » (「虛哭神去」), forme charnue et démoniquement altérée du Sabre du Soleil qu’il utilisait déjà avant de devenir un démon.
Antagoniste secondaire durant l’assaut de la Forteresse Dimensionnelle Infinie, après un combat dantesque en solitaire contre plusieurs Pourfendeurs (les Piliers Muichirō Tokitō, Gyōmei Himejima et Sanemi Shinazugawa avec son frère), il échoue ultimement à se régénérer à cause du Sabre du Soleil rougi de l’un d’entre eux resté fiché dans son corps et se désagrège, laissant derrière lui la fameuse flûte au milieu de sa tenue.
Humain, il était un Pourfendeur de démons de l’époque Sengoku du nom de Michikatsu Tsugikuni (継国巌勝, Tsugikuni Michikatsu), le jumeau aîné du créateur du Souffle du Soleil. Affreusement jaloux de son cadet et désireux de ne plus vieillir, pour continuer à devenir beaucoup plus fort et un jour le surpasser, il fut transformé par Muzan (qui voulait un Pourfendeur dans ses rangs) après avoir trahi l’organisation en ramenant au démon la tête de leur chef d’époque : mais malgré tous ses efforts pour perfectionner ses techniques et monter en puissance avec les années, il ne put jamais atteindre son objectif premier.
Dōma (童磨)
Voix japonaise : Mamoru Miyano,, voix française : Damien Boisseau,,
Un démon qui occupe le rang de Deuxième supérieure (上弦の弐, Jōgen no ni) parmi les douze Lunes. Introduit par les souvenirs de Gyūtarō, alors Humain agonisant avec sa petite sœur Ume dans ses bras, il fut la Lune supérieure — Sixième à l’époque — qui, tombant inopinément sur eux tandis qu’il écumait le Quartier des Plaisirs à fin de dévorer des jeunes femmes, prit l’initiative de les transformer en démons, les poussant à devenir assez forts pour être reconnus par Muzan comme des Lunes supérieures.
Il se démarque par ses yeux irisés, sa chevelure pâle ainsi que sa véritable nature, dérangeante et morbide : dissimulant sa psychopathie pure, nihiliste, indéniablement mortelle et calculatrice, derrière une façade excessivement amicale et d’une empathie feinte, il est si malsain et pervers (ayant par exemple la manie de se perforer innocemment la tempe avec le doigt pour titiller son propre cerveau) qu’il suscite même de l’antipathie auprès de ses homologues et de Muzan. Il est aussi révélé comme le meurtrier de Kotoha, la mère d’Inosuke Hashibira, et de l’ancien Pilier de la Fleur Kanae Kochō.
Antagoniste secondaire durant l’assaut de la Forteresse Dimensionnelle Infinie, il se désagrège après avoir été ultimement affabli par Shinobu Kochō avec de hautes doses de poisons, puis est finalement décapité grâce aux efforts conjugués de Kanao Tsuyuri et Inosuke Hashibira. Revoyant en tant que tête coupée son empoisonneuse après sa mort, il accepte de croire au paradis et à l’enfer quand il pense « tomber amoureux » d’elle durant leur échange : il se fait néanmoins éconduire quand il l’invite candidement à l’accompagner en Enfer.
Humain, bien qu’athée lui‑même il était déjà le psychopathique et charismatique dirigeant de sa secte, le Culte de la Foi paradisiaque, dont il s’est servi à dater de sa transformation pour se fournir en victimes humaines.
Akaza (猗窩座)
Voix japonaise : Akira Ishida,, voix française : Sébastien Desjours,,
Occupant le rang de Troisième supérieure (上弦の参, Jōgen no san) parmi les douze Lunes, il apparaît dans l’histoire après le déraillement du Train de l’Infini comme la Lune supérieure qui bat mortellement le Pilier de la Flamme Kyōjurō Rengoku en duel, tandis que ce dernier protégeait l’un de ses cadets blessé : Tanjirō Kamado.
D’apparence jeune, aux cheveux courts magenta et tatoué sur tout le corps, il est un combattant en arts martiaux aguerri usant de son corps comme d’une arme, et soucieux de développer sa propre puissance ; mais aussi celle d’adversaires qu’il juge dignes ou prometteurs, au point d’essayer de les recruter dans les rangs de Muzan au lieu de les tuer à vue. Alors qu’il ne ressent lui‑même pas spécialement de respect pour ce dernier (ainsi qu’une antipathie aussi franche que violente pour son supérieur direct), il fait pourtant partie de ses favoris pour sa force, son sérieux, sa loyauté ainsi que sa volonté de se dépasser perpétuellement pour devenir toujours plus puissant : ce qui lui vaut le privilège de son autorisation à ne pas dévorer de femmes, ce qu’il se refuse à faire (sans cependant s’en rappeler la raison).
Antagoniste secondaire durant l’assaut de la Forteresse Dimensionnelle Infinie, il reconnaît sa défaite contre Tanjirō et Giyū Tomioka après avoir recouvré ses souvenirs de sa vie humaine, puis tente de se suicider en s’empêchant de se régénérer quand il retourne son propre pouvoir contre lui‑même : malgré l’interférence de Muzan à travers leur lien sanguin, il se libère de son emprise grâce à une inattendue et parvient à rejoindre les siens, qui l’accompagnent en Enfer.
Humain, il était un jeune enfant qui se nommait Hakuji (狛治). Vivant dans des bidonvilles, il fut plusieurs fois arrêté pour vol afin de soigner son père malade, qui se suicida finalement par pendaison pour éviter à son fils de continuer sur cette voie : marqué physiquement comme criminel, banni d’Edo et sans plus aucune famille ni foyer où rentrer, il fut cependant pris comme disciple après une défaite et recueilli par Keizō, maître martial de l'École Fondamentale (style externe à mains nues) qui lui confia également le rôle de « gardien » de Koyuki, sa fille de santé naturellement très précaire, durant ses absences. Devenant avec le temps membre à part entière de leur famille, futur héritier du dōjō de Keizō et fiancé de bonne volonté à Koyuki, il perdit cependant tout brutalement quand son maître et la femme qu’il aimait furent lâchement assassinés en son absence (tandis qu’il se recueillait sur la tombe de son propre père pour lui annoncer leur mariage) par l’héritier et des membres d’une école d’escrime rivale : peu de temps après que le disciple ait appris leur sort à son retour, il fut découvert et transformé en démon par Muzan alors qu’il avait déjà vengé sa famille, massacrant seul et à mains nues les soixante‑sept membres de l’école responsable jusqu’à rendre ce qu’il restait d’eux méconnaissable.
Hantengu (半天狗)
Voix japonaise : Toshio Furukawa, voix française : Cyrille Artaux,
Un démon d’apparence faible et apeuré, qui occupe le rang de Quatrième supérieure (上弦の肆, Jōgen no shi) parmi les douze Lunes.
Il montre sa véritable force en se divisant en plusieurs alter ego aux apparences et capacités différentes, qui s’illustrent chacun par une émotion particulière :
- Son entité principale, démon de la « Peur » (「怯」) généralement vu gémissant à quatre pattes ou accroupi, qui privé des autres devient miniature et insaisissable en se cachant ;
- Sekido (積怒), démon de la « Colère » (「怒」, VO : Yūichirō Umehara) armé d’un bâton bouddhique faisant s’abattre la foudre ;
- Karaku (可楽), démon de la « Tranquillité » (「楽」, VO : Kaito Ishikawa, VF : Adrien Larmande) armé d’un éventail rigide de tengu en forme de feuille d’érable et créant des vents destructeurs ;
- Urogi (空喜), démon de la « Joie » (「喜」, VO : Shunsuke Takeuchi (ja)) semi-aviaire volant et armé de ses propres serres ainsi que d’une puissante onde vocale ;
- Aizetsu (哀絶), démon de la « Tristesse » (「哀」, VO : Soma Saito, VF : Yoann Sover) armé d’une lance en croix empalant ses ennemis ;
- le « Démon du Ressentiment » (「恨」の鬼, ‘Urami’ no oni), armé d’un corps grand et musclé (servant de réceptacle au premier) ;
- Zōhakuten (憎珀天), démon de la « Haine » (「憎」, VO : Kōichi Yamadera,  VF : Marc Arnaud) né en fusionnant les quatre premiers alter ego, qui armé de taiko fixés en cercle dans son dos invoque et contrôle cinq lézards hydriformes de bois avec une portée d’une vingtaine de mètres (possiblement, infinie par extension).

Antagoniste principal avec Gyokko dans l’incident du Village des Forgerons, où il est chargé (en tant qu’accompagnant) de tuer les plus puissants combattants présents sur place, il est finalement éliminé par Tanjirō Kamado grâce aux efforts conjugués avec ceux de sa sœur, de Genya Shinazugawa et de Mitsuri Kanroji, mais survit assez longtemps pour informer son maître de la nouvelle résistance de Nezuko à la lumière du soleil.
Humain, il était déjà la malhonnêteté incarnée : mentant pathologiquement sur lui et refusant d’assumer ce qu’il était (au point d’en oublier finalement lui-même ses véritables nom, âge et antécédents à force de mensonges), il devint un criminel prolifique lorsqu’il fonda sa première famille, la tuant (avec femme et enfants) lorsqu’il se fit confondre sur son vice pour en refonder une nouvelle, puis recommencer avec la suivante dans un cycle sans fin, clamant jusqu’au bout son innocence malgré sa condamnation par un magistrat avant d’être transformé en démon par Muzan. Le personnage renvoie explicitement par ses particularités à la figure du tengu.
Nakime (鳴女) / le/la « [Démon/dame] au biwa » (琵琶（鬼/女）, Biwa [oni/onna]) ; le « maître du biwa » (琵琶の君, Biwa no kimi) (par les Douze Lunes démoniaques)
Voix japonaise : Marina Inoue
Bien qu’elle ne fasse pas partie des Douze Lunes démoniaques à son apparition, Nakime en devient la Quatrième supérieure (上弦の肆, Jōgen no shi) à la suite de la mort d’Hantengu.
Mystérieusement introduite en compagnie de Muzan Kibutsuji durant la purge des Lunes inférieures, elle contrôle silencieusement l’espace multidimensionnel où, à sa demande, elle convoque ces derniers en jouant de son instrument de musique, un biwa : elle se révèle donc ultérieurement comme celle qui gère l’accès à leur repaire, la Forteresse Dimensionnelle Infinie.
Ténébreuse, asociale et peu loquace (même avec les Lunes supérieures) ainsi que vêtue d’un kimono sombre, sa peau est grisâtre et le haut de son visage, dissimulé sous les mèches d’une longue chevelure foncée.
Son pouvoir sanguinaire lui permet, par ses grandes capacités de détection et d’un seul jeu de son instrument, d’y convoquer ou révoquer dans l’instant des démons où qu’ils soient mais aussi, de maîtriser spatialement l’entièreté de la Forteresse Dimensionnelle Infinie (déplacement et interversion d’éléments, de pièces ou d’individus).
Antagoniste secondaire durant l’assaut de la Forteresse Dimensionnelle Infinie, elle gagne du temps pour son maître mais se fait finalement posséder par le pouvoir sanguinaire de Yushirō, qui manipule sa vision pour tromper Muzan et ramener la forteresse vers la surface. Échouant à reprendre le contrôle à cause des assauts répétés des Pourfendeurs, elle se fait exploser la tête par ce dernier : sa mort provoque l’effondrement définitif des lieux.
Humaine, elle était une sombre et pauvre musicienne de biwa dont l’époux ludomane gaspillait les gains et économies sans contribuer à leur subsistance, jusqu’à une nuit où elle le tua de rage au marteau pour avoir volé sa robe de spectacle avant une représentation : croyant sa performance gâchée par sa tenue de fortune et la nervosité dans ses mains due au meurtre, elle fut cependant surprise de susciter ce soir‑là l’adhésion pleine et entière de son public — qui lui offrit un rappel — et d’en être généreusement rétribuée par les organisateurs, pour la beauté unique du son provenant de son jeu particulièrement tendu. Elle fit dès lors sienne la sinistre routine de commettre des meurtres avant une représentation devant un grand public (recevant ces fois‑là et à tous les coups des retours extrêmement positifs sur sa performance) jusqu’à se choisir comme cible Muzan qui, l’appréciant malgré son échec à le tuer, la transforma d’un commun accord en ce qui deviendra l’un de ses plus fidèles démons.
Gyokko (玉壼)
Voix japonaise : Kōsuke Toriumi, voix française : Marc Saez,
Démon aux bouches et membres multiples mais atrophiés et dépourvu de jambes, il occupe le rang de Cinquième supérieure (上弦の伍, Jōgen no go) parmi les douze Lunes. Son pouvoir sanguinaire lui permet d’apparaître, de disparaître et se déplacer en surgissant de pots générés de nulle part et pouvant rouler d’eux-mêmes au sol, entraînant innocemment ses victimes imprudentes dans son réceptacle (quitte à les désarticuler dans la manœuvre) pour les dévorer ou, pire, en faire au gré de sa créativité malsaine des « œuvres d’art » toujours vivantes et sinistres.
Son pouvoir sanguinaire lui permet, en générant desdits pots un liquide noirâtre, de faire prendre vie à son imagination, créant par exemple divers minions pisciformes monstrueux contrôlés à distance ou encore, une prison aquatique mortelle annulant le Souffle du Pourfendeur pris au piège. Lui‑même acquiert, après avoir évolué par mue, une apparence de sirène qui lui confère une force supérieure, des écailles plus dures que le diamant et l’aptitude de transformer en poisson inoffensif tout ce qu’il frappe avec ses poings.
Antagoniste principal avec Hantengu dans l’incident du Village des Forgerons, dont il est l’instigateur (pour éliminer leur chef avec les meilleurs d’entre eux et ainsi, porter un coup dur aux Pourfendeurs de démons), il est finalement décapité en duel par Muichirō Tokitō.
Humain, il était un jeune enfant qui se nommait Managi (益魚儀), orphelin précoce de pêcheurs morts noyés en mer qui développa une fascination morbide pour leurs corps retrouvés en mauvais état : ostracisé par le reste du village qui le pensait fou, il fut un jour embroché à la fourche par d’autres parents pour avoir tué puis mis en bocal leur propre enfant venu l’embêter, puis laissé pour mort une demi-journée sur place avant d’être trouvé et transformé par Muzan, qui passait à ce moment-là par un pur hasard.
Daki et Gyūtarō (堕姫と妓夫太郎, Daki to Gyūtarō)
Un binôme de démons occupant la place de Sixième supérieure (上弦の陸, Jōgen no roku) parmi les Douze Lunes démoniaques.
- Daki (堕姫)

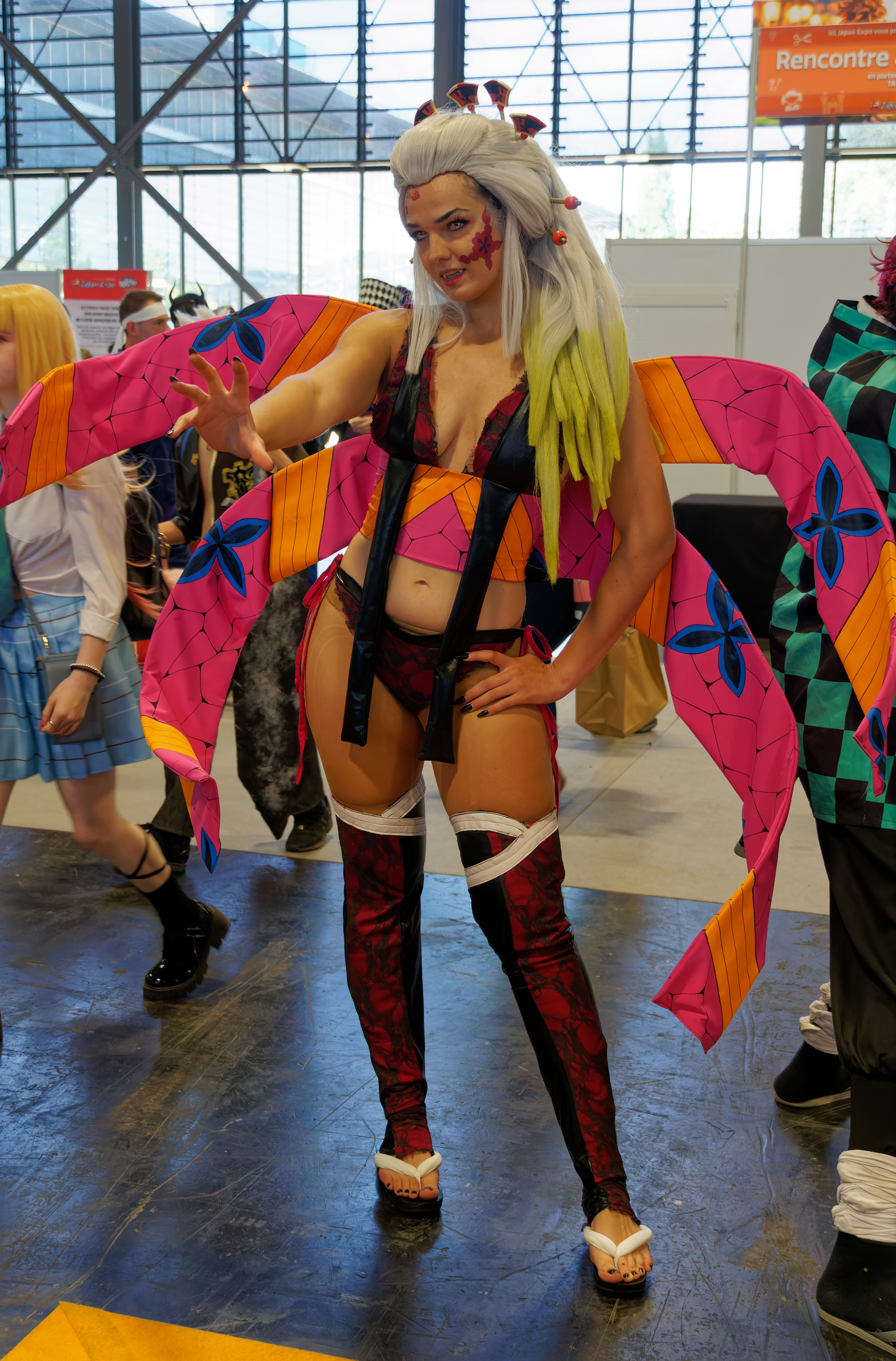
Costumade de Daki durant la Japan Expo 21e Impact (Jour 2) à Villepinte (France).

Voix japonaise : Miyuki Sawashiro (Daki) ; Shizuka Itō (Obi), voix française : Laura Blanc (Daki), ; Marie Giraudon (Obi)
Démone déguisée en oiran, elle occupe le rang de Sixième supérieure parmi les douze Lunes, place qu’elle partage avec son frère aîné Gyūtarō.
Se servant de son déguisement de courtisane, elle travaille dans le Quartier des Plaisirs pour offrir une source de revenus stable à leur maître Muzan, auquel elle est fanatiquement dévouée, mais aussi attirer et dévorer ses victimes. Pour n’attirer ni l’attention ni les soupçons, elle possède à cet effet plusieurs identités selon la maison où elle officie : Yatamahime (屋珠姫) et Warabihime (蕨姫).
Son pouvoir sanguinaire a créé « Obi » (「帯」), alter ego dans lequel Daki a séparé son pouvoir, qui est constitué littéralement de sa propre ceinture qui entrave ou absorbe ses victimes comme un serpent constricteur et peut s’animer, s’étendre à volonté ainsi que se faufiler dans les combles et autres recoins. Elle a pour habitude alimentaire de ne dévoer que de belles victimes, les vieilles et les laides la rebutant.
Lorsqu’elle récupère tout son obi, sa chevelure reprend sa couleur d’origine et elle retrouve sa véritable force. En qualité de Lune supérieure, il est très difficile de lui trancher le cou : dans son cas, elle le protège en le ramollissant, lui faisant prendre la consistance d’une bande de tissu souple ; de plus, même si la décapitation réussit, son lien avec Gyūtarō lui permet de se régénérer.
Antagoniste principale avec son frère dans l’incident du Quartier des Plaisirs, elle est finalement décapitée en même temps que lui (condition nécessaire pour les tuer tous les deux) grâce aux efforts conjugués de Zenitsu Agatsuma et Inosuke Hashibira. Après une dernière dispute en tant que têtes coupées puis leur mort, son frère pensant avoir eu une influence néfaste sur elle, tente de lui faire prendre un autre chemin que lui, mais elle refuse jusqu’aux larmes d’être séparée de lui, et ils finissent par s’en aller avec elle portée (comme auparavant) sur son dos.
Humaine, elle était une jeune fille des sous‑sections pauvres de Yoshiwara du nom d'Ume (梅), honnête et naïve dont la beauté singulière — incluant des yeux bleus — attirait le regard, protégée par son frère et qui fut vite surnommée « Shiraume‑chan » (白梅ちゃん, litt. « Petit Abricot blanc/d’argent ») d’après la couleur naturelle de sa chevelure : à ses treize ans cependant, dans le cadre de ses activités de maison close et en l’absence de Gyūtarō, elle fut immolée par un client samurai éborgné avec son épingle à cheveux pour avoir insulté son frère. Ce dernier, la trouvant ainsi agonisant dans la rue, la vengea en tuant le responsable et sa maîtresse de maison (de connivence), mais échoua par la suite à obtenir de l’aide : ils furent alors découverts dans la nuit froide et sauvés en étant transformés par la Sixième Lune supérieure de l’époque, tandis qu’elle finissait de mourir dans les bras de Gyūtarō mortellement blessé et épuisé.
L’origine de son prénom de naissance vient d’une abréviation (« bai ») pour la maladie qui finit par emporter leur mère (梅毒, baidoku).
- Gyūtarō (妓夫太郎)

Voix japonaise : Ryōta Ōsaka (ja), voix française : Cédric Dumond,
Le frère aîné de Daki, lui aussi démon et « véritable » Sixième Lune supérieure selon Muzan.
Partageant la même entité que sa sœur, qui se retrouve en difficulté après avoir été mise à mal par Nezuko puis Tengen Uzui, il apparaît face au Pilier du Son pour protéger sa cadette et prendre le relais dans la confrontation.
Contrairement à cette dernière, envers qui il est très protecteur et dont il se soucie de conserver la beauté qui fait sa fierté personnelle, sa propre apparence est aberrante et repoussante, ce qui nourrit son animosité envers ce Pilier qui accule sa sœur et a personnellement tout pour plaire.
Son pouvoir sanguinaire lui permet d’empêcher Daki de mourir par décapitation, étant celui dont dépend leur intégrité, et de faire prendre à son propre sang la forme de faucilles volantes et tranchantes.
Antagoniste principal avec sa sœur dans l’incident du Quartier des Plaisirs, il est finalement décapité en même temps qu’elle (condition nécessaire pour les tuer tous les deux) par Tanjirō Kamado aidé de Tengen Uzui : son pouvoir sanguinaire explosant alors de son corps dans l’instant qui suit, le démon achève de détruire ce qu’il restait du quartier. Après une dernière dispute en tant que têtes coupées puis leur mort, il tente de faire prendre un autre chemin que lui à sa sœur, pensant avoir eu une influence néfaste sur elle, mais finit à la suite de son refus d’être séparés, par s’en aller avec elle en la portant (comme auparavant) sur son dos.
Humain, il était un recouvreur né comme sa petite sœur Ume aux abords du Rashoumon (羅生門河岸, Rashoumon‑gashi) du Quartier des Plaisirs dans la plus pauvre de ses sous-sections, d’une prostituée qui tenta à plusieurs reprises de le tuer avant de mourir de la syphilis, et persécuté pour sa laideur ainsi que son manque d’hygiène. Malgré cela, il était personnellement fier de la beauté dont sa sœur avait héritée à la naissance : un jour cependant, dans le cadre de ses activités de maison close et en son absence, Ume fut brûlée vive par son client, éborgné par elle pour l’avoir insulté dans son dos. La trouvant ainsi agonisant dans la rue, il vengea sa sœur en tuant le responsable et la propriétaire de la maison close, qui était de mèche, mais échoua par la suite à obtenir de l’aide : ils furent alors découverts dans la nuit froide et sauvés en étant transformés par la Sixième Lune supérieure de l’époque, tandis qu’il finissait de mourir d’une blessure et d’épuisement en serrant Ume dans ses bras.
Il a pour tic de langage de ponctuer ses phrases de « pas vrai ? » (「〜なぁ」, `〜nā').
Kaigaku (獪岳) / l’« aîné de Zenitsu » (善逸の兄弟子, Zenitsu no anideshi)
Voix japonaise : Yoshimasa Hosoya (ja), voix française : Fabrice Josso
Bien qu’il ne fît pas encore partie des Douze Lunes démoniaques à son apparition dans l’histoire (par les souvenirs de Zenitsu Agatsuma), Kaigaku en devient la Sixième supérieure (上弦の陸, Jōgen no roku) à la suite de la mort de Daki et Gyūtarō.
Il a une notion du bien et du mal très auto‑centrée et narcissique : pour lui, le premier est qu’il soit reconnu — selon sa propre perception de lui‑même — à sa « juste » valeur et le second, d’être « sous-estimé ». Il cache derrière son arrogance affectée et ses bravades, une vision égoïste de l’existence ainsi qu’une lâcheté mue par son instinct de conservation, qui le pousseront tendanciellement à s’abaisser à tout (quitte à se soumettre ou s’humilier si nécessaire) face à plus fort que lui pour rester en vie.
Apprenti du Souffle de la Foudre comme Zenitsu, il peine lui aussi à le maîtriser en dépit de ses compétences d’escrime certaines mais, contrairement à ce dernier, n’arrive pas à en effectuer le premier Mouvement. Depuis sa transformation, il utilise une version dénaturée de son style de Souffle, par association avec ses nouveaux pouvoirs démoniaques.
Antagoniste secondaire durant l’assaut de la Forteresse Dimensionnelle Infinie, il est finalement décapité en duel avec Dieu du Feu et du Tonnerre (ja) (火雷神, Honoikadzuchi no kami), septième Mouvement personnel de Zenitsu : il disparaît en enrageant d’avoir été ainsi vaincu par lui.
Humain, il était — avant le début de l’histoire — un orphelin des rues obligé de manger des restes et voler pour survivre jusqu’à ce qu’il soit accueilli avec d’autres orphelins au sein du temple d’un moine aveugle, mais chassé une nuit par les autres enfants pour avoir volé de l’argent dédié aux lieux : croisant en chemin un démon, il se fit complice de son intrusion dans ledit temple (ordinairement sécurisé avec de l’encens de glycine) pour être épargné. Il devint par la suite l’un des disciples de l’ancien Pilier de la Foudre Jigorō Kuwajima, ainsi que l’un de ses deux héritiers potentiels à égalité avec son cadet (qu’il méprisait pour son absence d’audace ainsi que son apparente incompétence). Devenu Pourfendeur comme lui, il est cependant passé entretemps à l’ennemi durant une mission où tous ses autres camarades furent massacrés, acceptant pour avoir la vie sauve d’être transformé par la Première Lune supérieure, Kokushibō.

#### Lunes inférieures
Les Six Lunes inférieures (六鬼月下弦, Roku kizuki kagen) sont les membres les moins puissants des Douze Lunes démoniaques. Contrairement aux Lunes supérieures qui sont restées les mêmes pendant plus d’un siècle, leurs effectifs furent souvent remplacés ou renouvelés — car vaincus ou insuffisamment forts. Après la mort de Rui, la Cinquième Lune inférieure, Muzan les jugeant incapables de servir ses objectifs décide de tuer tous les membres restants, à l’exception de la Première inférieure Enmu qu’il juge prometteur.
Enmu (魘夢)
Voix japonaise : Daisuke Hirakawa (ja),,, voix française : Anatole de Bodinat,,,
Un démon sadique à l’air envoûté, calculateur et fortement dévoué à Muzan qui occupe le rang de Première Lune inférieure (下弦の壱, Kagen no ichi) parmi les douze Lunes. Jugé prometteur contrairement à ses homologues, il est la seule Lune inférieure survivant à leur purge lors de la convocation de Muzan à la suite de la défaite de Rui. Enmu se voit ainsi offrir plus de son sang par leur maître, le rendant plus puissant et difficile à décapiter.
Il dispose d’un pouvoir sanguinaire lui permettant de plonger ses victimes dans un profond sommeil, et de manipuler leurs rêves afin de les y perdre : il a pu ainsi asservir des Humains désespérés et en faire ses complices en leur promettant des rêves agréables. Toutefois, il aime ensuite faire tourner lesdits rêves en cauchemars pour jouir du désespoir de leur rêveur. À travers les bouches et yeux que possèdent ses mains (puis son corps muté), qu’il sait dissocier de son corps et animer indépendamment du reste, il peut s’exprimer et attaquer à distance en plongeant instantanément ses adversaires dans un sommeil inévitable.
Antagoniste principal dans l’incident du Train de l’Infini, locomotive à bord de laquelle plusieurs disparitions humaines sont signalées et qu’il finit par faire fusionner avec lui en mutant son propre corps, Enmu est tué au bout du compte par les efforts conjugués des Pourfendeurs Tanjirō Kamado et Inosuke Hashibira.
Humain, il était déjà enfant un dangereux psychotique ne faisant guère de différences entre l’onirique et le réel : se faisant passer pour un médecin, il usait de procédés frauduleux pour donner de faux espoirs à ses « patients » (usant par exemple d’hypnothérapie sur des malades condamnés pour les persuader — par suggestion — de leur guérison certaine), et persistait à les maltraiter bien après avoir été confondu sur sa malhonnêteté. Devant à l’origine servir de victime à Muzan quand il croisa sa route, il fut finalement transformé sur un coup de tête de ce dernier suscité par sa réaction insolite (dénuée de terreur et de douleur) quand il lui avait déjà dévoré la moitié du corps : ce genre d’attitude à l’idée d’être à nouveau tué et dévoré par leur maître, qu’il est seul parmi ses serviteurs à ressentir avec une euphorie morbide, est visiblement ce qui le sauve de la purge des Lunes inférieures.
Rui (累)
Voix japonaise : Kōki Uchiyama,, voix française : Hervé Grull
Un démon qui a l’apparence d’un garçon de petite taille à la coiffure arachnéenne. Il occupe le rang de Cinquième inférieure (下弦の伍, Kagen no go) parmi les douze Lunes. Avec l’autorisation exceptionnelle de Muzan, dont il a les faveurs, il s’est établi au mont Natagumo (那田蜘蛛山, Natagumo-yama) dans une demeure abandonnée et y a formé une « famille » avec d’autres démons araignées (蜘蛛の鬼, Kumo no oni).
- La Famille araignée du mont Natagumo (那田蜘蛛山の鬼一家, Natagumo‑yama no oni ikka)

D’anciens démons ordinaires transformés à son image par Rui avec le pouvoir de son propre sang. Possédant une idée psychorigide et tordue de ce qu’est censée être une « famille », il manipule ce petit monde comme bon lui semble — car ils sont effrayés par sa puissance — et assigne à chacun un rôle de substitution à tenir sans fausse note, punissant impitoyablement selon son humeur ou ce qu’il juge comme un manquement (par exemple, reprendre même involontairement son ancienne apparence) envers lui en tant que « frère cadet à protéger » — toujours selon une conception délirante de l’amour familial (et non la nécessité, puisqu’il est plus fort qu’eux tous réunis).
Membres actuels
Composée de huit membres (sans compter Rui) à l’arrivée du dernier en date, quatre d’entre eux sont encore en vie à leur apparition dans l’histoire :
- La  « Mère araignée » (「母」蜘蛛, ‘Haha’ kumo, VO : Ami Koshimizu,, VF : Lucille Boudonnat) à l’apparence d’une charmante femme pouvant manipuler comme des marionnettes les victimes prises dans les toiles tissées par ses minions et qui, en désespoir de cause, se laisse finalement tuer par Tanjirō Kamado ;
- le « Père araignée » (「父」蜘蛛, ‘Chichi’ kumo, VO : Tetsu Inada,) au corps immense et musclé ainsi qu’au visage arachnéen, physiquement fort mais brutal, privé de toute intelligence et froussard qui — après avoir mué et sévèrement blessé en duel Inosuke Hashibira — est finalement tué par Giyū Tomioka ;
- le « Frère araignée » (「兄」蜘蛛, ‘Ani’ kumo, VO : Shōtarō Morikubo (ja),, VF : Guillaume Lebon) à tête humaine et au corps arachnéen, pouvant transformer les Humains en semblables par morsure de ses minions et qui — après l’avoir pourtant fait mordre et affaibli — est tué par Zenitsu Agatsuma ;
- et la « Sœur araignée » (「姉」蜘蛛, ‘Ane’ kumo, VO : Ryōko Shiraishi,, VF : Emmylou Homs) pouvant créer des toiles comme la Mère araignée, pour enfermer ses victimes dans un cocon afin de les y dissoudre progressivement dans du suc digestif puis les dévorer, et qui est tuée par Shinobu Kochō.

Anciens membres
Seulement aperçus, ils ont vraisemblablement tous été exécutés par Rui pour avoir « failli » à leur rôle où s’être rebellés (ce qui est attesté dans l’adaptation animée par les souvenirs de la Sœur araignée actuelle) :
- Une première « sœur aînée » (exclusive à l’adaptation animée) ;
- une autre « sœur aînée », un autre « frère cadet » ainsi qu’une « sœur cadette » anecdotiques.

Après avoir affronté et battu Tanjirō — dont il envie le lien fraternel avec Nezuko, qu’il tente de lui ravir en pensant pouvoir en faire sa propre sœur et obtenir la même chose — qui (en dépit de ses meilleurs efforts pour la protéger) échoue à le vaincre et est alors sur le point d’être exécuté, Rui est finalement tué par le Pilier de l’Eau Giyū Tomioka arrivant à point nommé : annulant son attaque contre son cadet, il le décapite ensuite d’un coup avec Accalmie, son onzième Mouvement personnel.
Faible par sa santé fragile lorsqu’il était Humain, il a conservé de son ancienne vie l’habitude de s’occuper les mains en jouant à la ficelle avec sa propre soie.
Kamanue (釜鵺)
Voix japonaise : KENN (ja), voix française : Alexis Tomassian
Il fait partie des Douze Lunes démoniaques et en est la Sixième inférieure (下弦の陸, Kagen no roku).
Il est tué par Muzan lors de sa purge des Lunes inférieures : il meurt car il pensait qu’ils ne devraient pas être écartés pour leur faiblesse, ce que leur maître — qui a la capacité de lire dans leurs pensées — interprète comme un désaccord avec lui.
Mukago (零余子)
Voix japonaise : Kana Ueda, voix française : Magali Barney
Elle fait partie des Douze Lunes démoniaques et en est la Quatrième inférieure (下弦の肆, Kagen no shi).
Elle est tuée par Muzan lors de sa purge des Lunes inférieures : elle meurt car celui-ci déduit qu’elle a plus peur des Pourfendeurs que de lui, mais également pour son mensonge dans sa tentative de sauver les apparences.
Wakuraba (病葉)
Voix japonaise : Sōichirō Hoshi, voix française : Antoine Schoumsky
Il fait partie des Douze Lunes démoniaques et en est la Troisième inférieure (下弦の参, Kagen no san).
Il est tué par Muzan lors de sa purge des Lunes inférieures : il meurt parce qu’il a tenté — en considérant qu’ils allaient tous y passer — de fuir face à lui.
Rokuro (轆轤)
Voix japonaise : Taiten Kusunoki, voix française : Xavier Fagnon
Il fait partie des Douze Lunes démoniaques et en est la Deuxième inférieure (下弦の弐, Kagen no ni).
Il est tué par Muzan lors de sa purge des Lunes inférieures : il meurt parce qu’il fait à ce dernier la demande audacieuse de le rendre plus fort, chose que leur maître ne supporte pas.

### Anciennes Lunes démoniaques
Kyōgai (響凱) / le « Démon aux tambours » (鼓の鬼, Tsuzumi no oni) (surnom)
Voix japonaise : Junichi Suwabe,, voix française : Thierry Kazazian
Un démon anciennement Sixième Lune inférieure de Muzan Kibutsuji, déchu de son numéro par ce dernier pour avoir lentement perdu sa capacité de se renforcer en mangeant des Humains et atteint sa « limite ». Il est la cible de la deuxième mission de Tanjirō Kamado qui, accompagné de son homologue Pourfendeur Zenitsu Agamatsu, fait aussi à l’occasion la rencontre du « cinquième candidat » de leur promotion, Inosuke Hashibira. Il est également la première « Lune démoniaque » dont Tanjirō récupère le sang pour le compte de Tamayo.
Obsédé par l’idée de regagner sa place et voir sa valeur reconnue, il emporte des Humains dans sa Maison aux Tambours (鼓の屋敷, tsuzumi no yashiki) isolée en forêt pour les y dévorer avec ses deux complices :
- Le « Démon à langue » (舌の鬼, Shita no oni, VO : Tarusuke Shingaki (ja)) à la gestuelle désarticulée et rampante, possédant une longue langue pendante et qui se fait tuer par Zenitsu Agatsuma (le premier dans l’histoire) ;
- et le « Démon à corne » (角の鬼, Tsuno no oni, VO : Yoshihisa Kawahara (ja)) à l’apparence d’un bibendum avec une corne frontale, possédant une grande force et qui se fait tuer par Inosuke Hashibira (le premier dans l’histoire).

Après ces derniers, il est finalement intercepté — et éliminé en duel — par Tanjirō, qui se dressait entre lui et sa prochaine victime, un Rare-Sang.
Son pouvoir réside dans les tsuzumi greffés dans son corps, qui lui permettent de tourner sur trois axes le sens des pièces de sa demeure ainsi que d’intervertir leurs places pour en faire un véritable labyrinthe, déstabilisant ses adversaires et empêchant ses victimes de trouver une sortie. Le tambour situé sur sa poitrine peut également créer une attaque de griffes invisibles tranchant tout ce qui se trouve dans sa ligne de frappe.
Humain, il était un joueur de tambour reclus et écrivain raté dont l’absence de talent était moquée.
Hairō (佩狼, Hairō)
Une ancienne Seconde Lune inférieure, décédée avant le début de l’histoire.
À une époque où il était déjà transformé, il faillit périr par le Pilier de la Flamme Shinjurō Rengoku mais en réchappa, puis gagna en force jusqu’à devenir une Lune inférieure. Il mourut ironiquement de la main du fils de celui-ci, le Pourfendeur de premier rang Kyōjurō Rengoku : c'est à la suite de cette mission que ce dernier fut promu comme nouveau Pilier de la Flamme pour remplacer son père.
Il était vêtu d’un uniforme occidental blanc sous un manteau noir à cols protubérants, et arborait une casquette militaire avec un emblème de loup. Émotionnellement instable, il avait visiblement de graves problèmes de gestion de la colère lui provoquant des pulsions « suicidaires », n’arrivant à la calmer qu’en commettant un suicide — sans mort permanente cependant puisque démon — avec son arme à feu : la raison en est probablement due aux mauvais traitements subis dans son ancienne vie en tant que samurai au sein du Shinsen gumi. Mais en dépit de cette colère persistante, il conservait tout de même sa fierté de guerrier et pouvait faire gage d’humilité, admirant l’épéisme du fils Rengoku avant son décès et trépassant avec satisfaction.
Son pouvoir sanguinaire lui permettait de manipuler les ombres.
Humain, il était un samurai maître de la « voie du guerrier » et membre du Shinsen gumi qui fut harcelé par un groupe de tireurs d’élite dénigrant ses compétences à l’épée.
Ubume (姑獲鳥) / Yae (弥栄) (nom humain)
Une ancienne Première Lune inférieure, décédée avant le début de l’histoire.
Enlevant des enfants et soldats n’ayant pas bénéficié d’amour parental, elle manipulait leur esprit avec de l’encens pour prétendre jouer leur mère, élever les enfants dans l’autosatisfaction, les affaiblir puis les dévorer (sous prétexte de les « renvoyer dans le ventre ») : envers ceux qui n’acceptaient pas ses faveurs, elle se déchaînait puis s’en débarrassait impitoyablement. Elle périt finalement dans un combat à trois contre le Pourfendeur de premier rang Sanemi Shinazugawa et son homologue Masachika Kumeno qui, toutefois, y laissa également la vie : c'est à la suite de cette mission que le premier fut promu comme nouveau Pilier du Vent.
Elle était en apparence une petite femme en kimono possédant une longue chevelure coiffée en chignon tressé. Néanmoins, derrière ses allures innocentes elle était déjà — bien avant sa transformation en démon — une personne égoïste et tordue, atteinte du syndrome de Münchhausen par procuration et pouvant piétiner les autres afin d’être « heureuse avec sa famille » : sa propre fille, Sae, révèlait notamment à travers son journal qu’elle l’empoisonnait à dessein de pouvoir jouer « la mère dévouée en bonne santé ». De plus, Ubume avoua de sa propre bouche avoir tué sa fille pour sa tentative de s’échapper d’elle ; et son mari, qui avait tenté de s’enfuir avec une autre femme.
Son pouvoir sanguinaire lui permettait de créer des illusions en faisant inhaler de l’encens brûlant à ses victimes. Elle s’attaqua à nombre d’enfants, incluant des Rare-Sang.
Humaine, Il y a de cela plusieurs décennies, elle vivait une vie de mère de famille avec son époux et leur unique fille, avant d’être personnellement transformée en démon par Muzan Kibutsuji.

### Groupe de Tamayo
Un petit groupe restreint et très particulier de démons n’attaquant pas les Humains et s’opposant à Muzan Kibutsuji, se forme autour de l’une de ses plus anciens ennemis : Tamayo « la Fugitive ».
Tamayo (珠世) / Tamayo « la Fugitive » (逃れ者の珠世, nogaremono no Tamayo) (par les démons)
Voix japonaise : Māya Sakamoto,, voix française : Danièle Douet
Une belle et talentueuse femme médecin de dix-neuf ans en apparence (en réalité, âgée de plus de quatre siècles) qui est devenue en son temps un démon comme Nezuko Kamado et, constatant la bienveillance de son frère Tanjirō envers ses semblables malgré son statut de Pourfendeur, entra en contact avec eux à Asakusa avec l’aide de son protégé protecteur Yushirō.
Comme Tanjirō, elle souhaite éliminer Muzan Kibutsuji et trouver un remède pour guérir la transformation en démon, mais cela requerrait du sang spécial parmi ces derniers et toujours lié à Muzan : afin de réussir cette entreprise, elle sollicite donc l’aide du jeune Pourfendeur, qui accepte d’offrir une partie du sang de sa sœur pour analyse, puis tente d’obtenir pour son compte le sang de l’une des Douze Lunes. Kagaya Ubuyashiki serait, d’après ce qu’il laisse entendre au jeune homme après l’avoir rencontré, lui aussi en contact avec elle.
Surnommée « la Fugitive » par leurs semblables, elle fait partie des rares démons pouvant, comme Muzan, en engendrer d’autres avec son propre sang ; mais contrairement à lui, elle tient personnellement à ne le proposer et faire qu’en dernier recours pour ses patients mourants, sans aucune chance de survie ainsi qu’entièrement consentants et conscients du prix à payer pour devenir un démon : au début de l’histoire, seul Yushirō entre dans ce cas. Son pouvoir sanguinaire, qui est littéralement son propre sang et qu’elle enclenche en se saignant elle-même, possède de puissantes propriétés hallucinogènes pour les démons, mais pouvant être mortelles pour les Humains.
Humaine, elle était une mère de famille condamnée par une maladie mortelle et à la recherche d’un remède : croyant naïvement être seulement soignée, elle fut mystifiée et transformée comme bien d’autres par Muzan, l’amenant à commettre un massacre incluant sa propre famille. Elle en méprisa le démon et, réussissant à modifier ses propres cellules, parvint à se défaire totalement de son emprise et se désolidariser de lui, puis restreindre son besoin vital de chair humaine à une quantité raisonnable de sang qu’elle obtient auprès de volontaires nécessiteux.
Yushirō (愈史郎)
Voix japonaise : Daiki Yamashita,, voix française : Jérémy Prévost
Le seul démon connu au début de l’histoire pour avoir été créé par Tamayo (et donc, sans aucun lien avec Muzan Kibutsuji), dont il est le fidèle bras droit et protecteur zélé créant des cachettes pour eux deux — ainsi que les éventuels patients de la dame.
Caractériel d’apparence juvénile et attaché à sa maîtresse, qu’il idolâtre au point de lui obéir au doigt et à l’œil ainsi qu’en réagissant excessivement au moindre soupçon d’affront à son égard, il lui est dévoué corps et âme et ne se soucie que de sa sécurité, son seul désir étant de pouvoir demeurer pour toujours à ses côtés. Par son engeance, il a encore moins besoin de sang qu’elle pour subsister.
Son pouvoir sanguinaire lui permet, entre autres choses, de rendre visible l’invisible et d’effacer les présences avec des talismans : néanmoins, cette maîtrise est paradoxale car plus il s’évertue à cacher des personnes ou des choses, plus il est facile de les retrouver.
Humain, il était lui-même un patient de Tamayo mourant d’une maladie incurable, et qui accepta sa solution alternative d’être changé en démon.
Le couple d’Asakusa (浅草夫婦, Asakusa fūfu)
Un couple croisant par hasard une petite famille interpellée par un jeune garçon au milieu de la foule à Asakusa. L’époux se changeant en démon attaque sa femme, mais ils sont toutefois aidés, évacués des lieux et récupérés par Tamayo et son assistant, puis confiés aux bons soins de la femme médecin.
- Le « type/mari » d’Asakusa (浅草の「人 / 旦那さん」, Asakusa no ‘hito/danna‑san’)

Voix japonaise : Yūsuke Tonozaki (ja)
Un passant d’Asakusa encore humain à son apparition, victime malchanceuse de Muzan tandis qu’il vaquait innocemment à ses occupations avec son épouse à son bras.
Changé à son propre insu en démon par « Tsukihiko » à seule fin de servir de distraction pour fuir, il crée la confusion voulue en agressant aveuglément sa femme durant sa transformation : il est toutefois maîtrisé sans autre blessé par le jeune garçon scrupuleux qui confrontait le responsable. Évacués et récupérés avec son épouse grâce à l’aide de deux démons bienveillants (Tamayo et Yushirō), il est confié à la dame qui étudie la transformation. Il est ensuite révélé qu’il aurait recouvré sa lucidité et serait lui aussi soustrait à la « Malédiction » de Muzan grâce à un traitement expérimental à base de sang d’une autre démone singulière. Au Château de l’Infini, comme le reste de son groupe il prête ses forces à l’Armée des Pourfendeurs de démons.
En tant que démon, son pouvoir sanguinaire lui permet avec du matériau cellulaire prévu à cet effet, de faire jaillir instantanément des branches épineuses transperçant et immobilisant l’ennemi.
- La femme d’Asakusa (浅草の「妻」, Asakusa no ‘tsuma’)

Voix japonaise : Riho Sugiyama (ja)
Une passante d’Asakusa, victime malchanceuse de Muzan tandis qu’elle vaquait innocemment à ses occupations au bras de son époux.
Sans comprendre ce qu’il en retourne vraiment, elle voit son mari se sentir soudain mal (se changeant à son insu en démon), puis l’attaquer l’instant d’après : bien que blessée, elle est sauvée par l’intervention d’un jeune garçon (Tanjirō Kamado) qui maîtrise son époux devenu fou. Évacués et récupérés avec ce dernier grâce à l’aide de deux démons bienveillants (Tamayo et Yushirō), elle est confiée aux bons soins de la dame qui est médecin.

### Autres Démons
Le « Démon du refuge » (お堂の鬼, Odō no oni)
Voix japonaise : Hikaru Midorikawa, voix française : Thierry Kazazian
Le premier démon que Tanjirō et Nezuko Kamado rencontrent après la transformation de cette dernière, tandis qu’ils faisaient route vers le mont Sagiri pour rencontrer Sakonji Urokodaki sur recommandation de son disciple, Giyū Tomioka.
La fratrie Kamado le prend sur le fait, en train de dévorer les habitants d’un refuge qu’il vient de massacrer, et le vainc avant d’être rejointe par Urokodaki : entravé et incapable de s’enfuir, mais tout de même tardé à être achevé par le jeune homme à cause de ses scrupules, il est finalement consumé au matin qui suit en étant directement exposé au lever du Soleil.
Il sert au maître d’armes de premier test pour jauger Tanjirō, dont la bienveillance le rend sceptique à le former, et permet également à ce dernier d’en apprendre davantage sur les démons, leurs capacités ainsi que leur plus grande faiblesse : la lumière du jour.
Les « Démons des montagnes/du mont Fujikasane » (「山中 / 藤襲山」の鬼, Sanchū/Fujikasane-yama no oni) / les « Démons tertiaires » (モブ鬼, Mobu oni)
Voix japonaise : Jun Fukushima (ja) (A) / Satoshi Tsuruoka (ja) (B) / Kōhei Amasaki (C) / Chikahiro Kobayashi (ja) (D) / Yū Hayashi (ja) (E)
Des démons anecdotiques prisonniers du mont Fujikasane.
Ils croisent et attaquent le jeune candidat Tanjirō Kamado durant son test de la Sélection finale, mais sont assez aisément éliminés et certains, interrogés en vain sur la transformation en démon.
Le « Démon aux mains » (手鬼, Te oni) / le « Démon difforme »
Voix japonaise : Takehito Koyasu ; Aki Toyosaki (jeune), voix française : Pascal Casanova
Un démon rancunier qui fut capturé vivant durant l’ère Keiō (fin de l’époque d’Edo) par Sakonji Urokodaki — alors Pilier de l’Eau — et depuis, piégé avec d’autres congénères sur le mont Fujikasane, prison naturelle encerclée en tout temps de glycine (poison mortel pour les démons) afin de servir pour le test de sélection des candidats aspirant à devenir Pourfendeurs de démons.
Ainsi incapable de s’en évader et contraints de s’entredévorer avec ses semblables pour subsister, il se donna donc pour objectif — et vengeance personnelle envers celui qui le fit enfermer — de cibler, tuer et dévorer systématiquement tous les disciples d’Urokodaki (reconnaissables à leur masque de conjuration en forme de tête de renard, conçu pour l’occasion et confié par leur maître) qui se présenteraient à ladite sélection : démon prolifique n’ayant raté son coup qu’à deux reprises (Giyū Tomioka et, plus tard, Tanjirō Kamado), il est devenu de plus en plus puissant et monstrueux au fil de son demi-siècle de captivité à survivre aux sélections, comptabilisant selon ses dires treize victimes parmi les disciples — incluant Sabito et Makomo — et cinquante de plus parmi les autres candidats, avant d’être finalement décapité durant sa propre sélection par le dernier en date des élèves d’Urokodaki : Tanjirō.
Ayant progressivement acquis l’apparence tératogénique d’une masse organique difforme composée d’une multitude de bras, de deux yeux fixes et d’une bouche béante, il est sans doute le plus puissant des démons prisonniers sur le mont Fujikasane : son pouvoir est de rendre son corps — et plus particulièrement, lesdits bras — extensible et ses attaques vives, en dépit de sa lourdeur à se déplacer, et de se régénérer plus facilement que la plupart de ses congénères. Il a également un cou assez robuste, le rendant plus difficile à décapiter qu’un démon ordinaire.
Lorsqu’il était encore un Humain, il avait un grand frère qu’il aimait beaucoup et dont il voulait tenir la main à la moindre occasion.
Le « Démon des marécages » (沼（の）鬼, Numa [no] oni)
Voix japonaise : Ryōhei Kimura (ja),, voix française : Frédéric Popovic
Cible de la première mission de Tanjirō en tant que Pourfendeur de démons, il s’agit en vérité d’un unique démon dont l’entité s’est dissociée en trois corps aux personnalités distinctes, qui au sein d’un village enlèvent des jeunes filles venant d’atteindre leur seizième année pour les dévorer avant, selon lui, qu’elles ne « deviennent fadasses » :
- L’« unicorne » (一本角, Ikkaku) est calme, faisant preuve de raisonnement logique ; serein, perdant rarement son sang-froid ; et calculateur sociopathe, collectionnant leurs ornements de cheveux comme trophées de chasse ; il célèbre néanmoins prématurément ses victoires ;
- le  « bicorne » (二本角, Nihon kaku) a le même niveau d’intelligence que le premier ; mais est plus violent et impulsif, trahissant les sentiments que le chef cache avec facilité ; ainsi qu’émotif, passant facilement des larmes à la colère ;
- et le « tricorne » (三本角, Sanbon kaku) n’a pas d’émotions visibles a contrario de ses deux pairs ; et a une attitude à la fois plus instinctive et cynégétique, au point de ressembler à un chien de chasse n’articulant aucun mot.

Bien qu’il ait déjà fait de nombreuses victimes avant leur arrivée, il est mis hors d’état de nuire par la fratrie Kamado : se refusant cependant jusqu’au bout de céder la moindre information sur Muzan Kibutsuji, dont la seule mention le pétrit d’effroi, son dernier alter encore en vie est finalement exécuté par Tanjirō.
Son pouvoir lui permet d’apparaître — et disparaître — depuis n’importe quelle surface en y créant une substance noirâtre et boueuse, à l’intérieur de laquelle se trouve le repaire et garde-manger marécageux où il emmène discrètement ses victimes. Il a conservé de son ancienne vie humaine le tic de grincer des dents lorsqu’il est contrarié.
Yahaba (矢琶羽)
Voix japonaise : Jun Fukuyama,, voix française : Thomas Sagols
Un démon servant directement Muzan Kibutsuji et travaillant en binôme avec Susamaru, qu’il vient de rencontrer à leur apparition dans l’histoire : chargé avec elle de traquer Tanjirō Kamado — après son arrivée avec Nezuko à Asakusa — afin de l’éliminer, le Pourfendeur ayant inopinément rencontré Muzan et identifié son vrai visage, ils débusquent par là même Tamayo « la Fugitive » en compagnie de son protecteur Yushirō, qui ont entretemps accueilli la fratrie Kamado dans leur cachette secrète.
À l’issue de leur affrontement difficile qui laisse temporairement son adversaire avec des blessures incapacitantes, il est tout de même décapité par Tanjirō.
Bien qu’il soit persuadé du contraire, il ne fait en réalité pas partie des Douze Lunes démoniaques, n’ayant ni le rang ni le numéro caractéristiques dans ses globes oculaires. Son pouvoir consiste à manipuler le mouvement et la direction de tout corps à l’aide de flèches invisibles (pour les Humains). Il se sert également de ses yeux, situés dans les paumes de ses mains, pour pister ses cibles. Obsédé par la saleté, la moindre souillure reçue sur son propre corps le rend névrosé.
Susamaru (朱紗丸)
Voix japonaise : Mikako Komatsu,, voix française : Claire Baradat
Un démon servant directement Muzan Kibutsuji et travaillant en binôme avec Yahaba, qu’elle vient de rencontrer à leur apparition dans l’histoire : chargée avec lui de traquer Tanjirō Kamado — après son arrivée avec Nezuko à Asakusa — afin de l’éliminer, le Pourfendeur ayant inopinément rencontré Muzan et identifié son vrai visage, ils débusquent par là même Tamayo « la Fugitive » en compagnie de son protecteur Yushirō, qui ont entretemps accueilli la fratrie Kamado dans leur cachette secrète.
À l’issue d’un affrontement difficile où elle avait pourtant l’avantage, elle est finalement prise au piège par une ruse de Tamayo qui, utilisant son pouvoir sanguinaire pour engourdir sa vigilance, la pousse à la faute pour enclencher par son lien sanguin avec Muzan sa « Malédiction », qui punit dans l’instant par une mort effroyable toute trahison — même involontaire — sur l’existence de ce dernier.
Bien qu’elle soit persuadée du contraire, elle ne fait en réalité pas partie des Douze Lunes démoniaques, n’ayant ni le rang ni le numéro caractéristiques dans ses globes oculaires. Son pouvoir réside dans ses temari anormalement durs et lourds, qu’elle utilise comme projectiles (à l’instar de balles aux prisonniers ou de boules de démolition mortelles) à tête chercheuse avec la capacité de Yahaba : afin d’en utiliser six à la fois, elle peut aussi faire pousser de son corps quatre bras supplémentaires. Le seul plaisir semblant la motiver est l’envie de jouer.
Le « Démon transparent » (透鬼, Tōki)
Voix japonaise : Kenta Miyake (adaptation audiophonique),
Un démon musclé à double visage difforme et aux cornes épineuses poussant de la partie supérieure, complice de la Première Lune inférieure Enmu au sein du Train de l’Infini.
Massacrant quarante passagers d’une voiture de la locomotive avant l’embarquement des Pourfendeurs de démons, il est éliminé en attaquant le Pilier de la Flamme Kyōjurō Rengoku. Une version différente apparaît également dans l’adaptation audiophonique Hashibira Inosuke no chikarakurabe (嘴平伊之助の力比べ,) centrée sur les débuts d’Inosuke Hashibira, comme le premier démon à avoir confronté le garçon et la raison l’ayant poussé à rejoindre les Pourfendeurs de démons.
Son pouvoir sanguinaire lui permet — tant qu’il n’attaque pas — de se cacher en se rendant invisible et indétectable.
Le « Démon aux mains noires » (黒手の鬼, Kurote (ja) no oni)
Voix japonaise : Shinya Takahashi (ja) (épisode 5) / Kentarō Kumagai (ja) (épisode 8),
Un démon qui, un jour, apparut subitement à l’entrée de la cabane des jumeaux Yūichirō et Muichirō Tokitō.
Responsable d’avoir tué le premier, mort des conséquences de son bras arraché dans l’attaque, il fut consumé au matin suivant après avoir été violemment mis en charpie et hors d’état de nuire par le second dans un accès de rage.
Démon aux avant‑bras noirs et griffus tranchant leur cible comme des lames, il se démarque également par son sourire carnassier ainsi que sa cruauté.
Le « Démon du temple »  (寺の鬼, Tera no oni)
Un démon apparaissant à travers les souvenirs de Gyōmei Himejima, décédé dix ans avant le début de l’histoire.
Premier affronté par le Pilier de la Roche quand il n’était qu’un simple moine, il est responsable de sa cicatrice au front ainsi que du massacre des orphelins recueillis en son temple (normalement protégé avec de l’encens de glycine) : croisant une nuit la route d’un garçon qui se fit complice de son intrusion pour se sauver, il eut pu en tuer sept avant que l’homme, voulant à tout prix sauver la dernière, ne soit gagné par la fureur et ne le tienne hors d’état de nuire à la seule force de ses poings jusqu’à ce qu’il soit consumé au petit matin.
Démon cornu à longue crinière, aux épaules marquées, vêtu d’un simple pantalon et aux yeux rouges, son gabarit imposant ainsi que ses bras musculeux aux griffes acérées auraient dû en faire un adversaire hors de portée pour un Humain ordinaire, qui plus est aveugle et affaibli : il fit pourtant prendre conscience à Gyōmei de sa propre force au-delà de son handicap.
Le « Démon serpent » (蛇鬼, Jaki)
Une démone de l’ère Meiji apparaissant à travers les souvenirs d’Obanai Iguro, décédée avant le début de l’histoire.
Régnant depuis plus de trois siècles sur le clan Iguro, constitué de voleuses lui vouant un culte pour récupérer les richesses de ses victimes, elle se fit une obsession d’Obanai, enfant mâle (élément rare dans ce clan) et future victime sacrificielle programmée qu’elle traumatisa de diverses manières, passant par exemple des nuits à l’empêcher de dormir en rampant autour de sa cage en bois pour l’observer dans le noir ou encore, en lui mutilant la bouche à ses douze ans à seule fin qu’il lui ressemble un peu plus — puis récupérant avec une espèce de calice le sang de sa blessure pour s’en délecter comme si c’était de l’alcool. Mais le garçon réussit malgré l’angoisse permanente d’être dévoré à préparer patiemment sa propre évasion : la démone tuant au préalable la cinquantaine de femmes du clan (hormis une cousine de sa cible, qui en réchappa) en guise de punition, elle rattrapa Obanai mais fut elle‑même éliminée par le Pilier de la Flamme de l’époque, qui arriva de justesse pour sauver celui qui deviendra à son tour Pilier plusieurs années après.
Démone à visage et bas du corps ophidiens, sa préférence alimentaire allait aux bébés et elle a marqué l’actuel Pilier du Serpent, qui lui doit sa défiguration et qu’elle convoitait comme un sacrifice masculin exceptionnel à cause, entre autres, de son hétérochromie.
Le Roi démon (鬼の王, Oni no ō)
Le dernier démon créé à la défaite finale de Muzan Kibutsuji.
Voulant transmettre sa volonté de détruire les Pourfendeurs, ce dernier injecte l’un d’entre eux de tout son sang avant de disparaître. Naissant peu après, il se retourne contre les autres Pourfendeurs de démons encore aptes à combattre, mais est ultimement éliminé grâce à Nezuko Kamado ainsi que Kanao Tsuyuri, qui le fait redevenir humain avec l’une des doses du remède créé par Tamayo.
Démon à épines dorsales en guise d’appendices décrit par son créateur comme la « forme de vie parfaite » qu’il recherchait, il est le plus puissant des démons jamais créés, du fait du Pourfendeur dont il est issu ainsi que sa particularité d’être immunisé à la lumière du jour.

### Démons exclusifs à l’adaptation animée

#### Partie de l’Évolution de Kamado Tanjirō
La « Sœur aînée » de la Sœur araignée (蜘蛛鬼「姉」の姉, Kumo oni ‘Ane’ no ane)
Voix japonaise : Kanae Itō,, voix française : Lucille Boudonnat
Une démone de la Famille araignée du mont Natagumo apparaissant à travers les souvenirs de la Sœur araignée, décédée avant le début de l’histoire.
Déjà première « sœur aînée » à l’arrivée de cette dernière, après un aperçu dysfonctionnel de cette « famille » elle planifie une évasion en embarquant la nouvelle : elle est néanmoins trahie et livrée à Rui (qui devant normalement s’absenter, les attendait en chemin pour la prendre sur le fait), puis punie pour l’exemple et laissée attachée en évidence pour être consumée au lever du Soleil.
Elle illustre le sort probable de tous ceux qui « faillissent » ultimement à leur rôle au sein de la Famille araignée, ainsi que les considérations de sa suivante prête à tout (comme sacrifier les autres) pour survivre.

#### Partie duTrain de l’Infini
Le « Démon écorcheur/célère » (「切り裂き魔 / 音速」の鬼, Kirisakima/Onsoku no oni)
Voix japonaise : Kentarou Itou, voix française : Constantin Pappas,
Un démon chauve et tatoué aux comportements de tueur en série, prenant plaisir à défigurer ses victimes et sévissant aux alentours du Train de l’Infini, qui est traqué par le Pilier de la Flamme Kyōjurō Rengoku après que ce dernier ait sauvé de justesse une jeune femme agressée.
Débusqué auprès de la locomotive — en inspection et révision  — la veille de sa remise en service, par le Pourfendeur de démons tandis qu’il prenait en otage un ouvrier, il est poursuivi par le Pilier dans une course contre la montre pour se venger de lui sur deux Humaines (une veille boutiquière et sa petite-fille), localisées dans la gare à proximité et dont il reconnaît l’odeur par les plateaux-repas de Rengoku : il échoue toutefois de peu dans son entreprise et est éliminé par le Pourfendeur.
Présumé responsable des disparitions humaines liées au Train de l’Infini, il se révèle finalement n’avoir servi que de diversion.
Il a développé une répugnance pour la nourriture humaine (mais aussi, certains types de sang) depuis sa transformation, raison pour laquelle il mutile certaines victimes au lieu de les dévorer. D’une rapidité de déplacement déjà inhumaine, son pouvoir sanguinaire lui permet d’augmenter davantage celle-ci pour atteindre des vitesses de pointe.
Le « Démon aux longs membres » (手長足長鬼, Tenaga-ashinaga oni)
Un démon de forme étrange aux membres disproportionnés et articulés comme un crabe, complice de la Première Lune inférieure Enmu au sein du Train de l’Infini.
S’en prenant à un passager n’ayant pu fuir de la voiture à l’arrivée des Pourfendeurs de démons, il pare un assaut frontal d’Inosuke Hashibira puis se retourne sur le civil, mais est contré et éliminé par le Pilier de la Flamme Kyōjurō Rengoku.
Son pouvoir sanguinaire lui permet de faire jaillir du corps de nouveaux appendices acérés.

#### Partie duQuartier des Plaisirs
Le « Démon mante » (蟷螂鬼, Kamakiri oni)
Voix japonaise : Haruki Ishiya (ja)
Un démon caché dans un temple en montagne qui est débusqué par la fratrie Kamado, dépêchée en pleine averse depuis le Domaine des papillons via le Corbeau de liaison de l’aîné.
Simulant une statue bouddhique, il attaque par surprise ce Pourfendeur mais est débordé quand sa sœur démon se joint au combat, et mis en déroute : se réfugiant à proximité dans la dépendance d’un village, il est cependant vite rattrapé et éliminé par le garçon avant d’avoir pu s’en prendre aux propriétaires alertés par le bruit.
Démon aux appendices rappelant une mante, il a le déplacement réactif, peut bondir très haut et fait de grands sauts. Dans l’œuvre originale, les événements censées le concerner sont éludés et résumés à une mission en solitaire éreintante quand Tanjirō revient au Domaine des papillons.

#### Partie de l’Entraînement des Piliers
Le « Démon du château » (城の鬼, Shiro no oni) / le « Démon tertiaire » (モブ鬼(F), Mobu oni [F])
Voix japonaise : Kazuki Kyan (ja)
Un démon cornu à veste avec une marque distinctive sous chaque œil, débusqué avec une horde anormalement grande dans un château isolé et abandonné (vestige survivant de la Restauration) par l’équipe des Piliers du Serpent et du Vent, en mission avec deux subalternes.
Semant une première fois les deux derniers à l’intérieur des lieux la veille, il est repéré de nouveau — par l’équipe de sauvetage au complet — en chemin avec une nouvelle future victime : à l’issue de sa poursuite, de l’élimination de ses complices et de la récupération de son otage, il leur révèle l’existence du Château de l’Infini en s’échappant à nouveau de peu.
Démon aux traits carrés et pourvu d’une bonne constitution, s’il ne démontre ni puissance ni pouvoirs particuliers, il a une grande endurance lui permettant — encombré par sa victime — de courir sur de longues distances sans s’essouffler, ainsi que de se déplacer aisément.

### Démons exclusifs à l’adaptation audiophonique
Le « Démon tentaculaire » (触手鬼, Shokushu oni)
Voix japonaise : Takahiro Mizushima (ja),
Un démon apparaissant dans la dramatique audiophonique Wasureji no ittō (忘れじの一刀,) centrée sur le Pourfendeur de démons Tanjirō Kamado.
Le « Démon à chaîne » (鎖鬼, Kusari oni)
Voix japonaise : Kenichirō Matsuda,
Un démon apparaissant dans la dramatique audiophonique Yoakemae no kenkyū (夜明け前の研究,) centrée sur les recherches des démons Tamayo et Yushirō.
Le « Démon à faucille » (鎌鬼, Kama oni)
Voix japonaise : Kazuyuki Okitsu,
Un démon apparaissant dans la dramatique audiophonique Agatsuma Zenitsu no hatsu ninmu (我妻善逸の初任務,) centrée sur la première mission du Pourfendeur de démons Zenitsu Agatsuma.
Le « Démon de la pluie maudite » (呪雨鬼, Jūki)
Voix japonaise : Yūki Ono,
Un démon apparaissant dans la dramatique audiophonique Rengoku Kyōjurō no shimei (煉獄杏寿郎の使命,) centrée sur une mission de l’actuel Pilier de la Flamme Kyōjurō Rengoku.
Le « Démon boueux » (泥鬼, Doro oni)
Voix japonaise : aucun (bruitage)
Un démon apparaissant dans la dramatique audiophonique Rengoku Kyōjurō no shimei,.

## Familles des personnages

### La Famille Kamado
La famille de Tanjirō et Nezuko est issue depuis plusieurs générations d’une lignée de charbonniers. Après la mort du père, emporté par la maladie, le reste de leur famille — Nezuko étant transformée en démon et Tanjirō, absent au moment des faits — est massacré au début de l’histoire par Muzan Kibutsuji. Après leur mort, ils continuent d’apparaître à Tanjirō et Nezuko en tant qu’esprits ou projections abstraites.
Tanjūrō Kamado (竈門 炭十郎, Kamado Tanjūrō)
Voix japonaise : Shin'ichirō Miki, voix française : Marc Bretonnière
Le défunt mari de Kie ainsi que père de la fratrie de Tanjirō et Nezuko.
Il est décédé avant le début de l’histoire à cause de sa santé fragile, obligeant son fils aîné à prendre en charge leur famille en tant qu’homme malgré son jeune âge.
Tanjirō hérite de ses boucles d’oreilles en hanafuda et de la Danse du Dieu du Feu, qu’il pouvait exécuter sans effort avec une épée à sept branches, durant des heures et dans le froid nivéal malgré sa mauvaise santé.
Kie Kamado (竈門 葵枝, Kamado Kie)
Voix japonaise : Hōko Kuwashima, voix française : Magali Barney
La femme de Tanjūrō et mère de leurs six enfants, dont Tanjirō et Nezuko.
Après la mort de son mari, elle a dû s’occuper de ses enfants toute seule, son fils aîné l’aidant de son mieux.
Elle parvenait à subvenir aux besoins de sa famille et à la rendre heureuse, jusqu’à ce qu’elle soit tuée par Muzan Kibutsuji.
Tanjirō aurait hérité d’elle son crâne extrêmement solide ainsi que sa capacité à mettre de douloureux coups de tête : une rumeur familiale voudrait qu’elle ait ainsi battu un animal sauvage tandis qu’elle se déplaçait avec ses enfants et avait les mains prises.
Takeo Kamado (竈門 竹雄, Kamado Takeo)
Voix japonaise : Yō Taichi (ja), voix française : Lucille Boudonnat
Le troisième enfant des Kamado, frère cadet de Tanjirō et Nezuko âgé de dix ans.
Il est montré comme une personne introvertie et asociale, mais ressemblant en apparence à son aîné.
Il est tué par Muzan Kibutsuji.
Hanako Kamado (竈門 花子, Kamado Hanako)
Voix japonaise : Konomi Kohara, voix française : Clara Quilichini
La quatrième enfant des Kamado, sœur cadette de Tanjirō et Nezuko.
Elle adorait leur aîné et voulait le suivre lorsqu’il est parti vendre du charbon de bois, mais leur mère le lui a interdit : il lui dit alors d’attendre qu’il revienne.
Malheureusement, elle est tuée par Muzan Kibutsuji avant son retour.
Shigeru Kamado (竈門 茂, Kamado Shigeru)
Voix japonaise : Kaede Hondo, voix française : Gwenaëlle Jegou
Le cinquième enfant des Kamado, âgé d’environ six à huit ans.
Comme Hanako, il adorait leur aîné et voulait le suivre.
Il est tué par Muzan Kibutsuji.
Rokuta Kamado (竈門 六太, Kamado Rokuta)
Voix japonaise : Aoi Koga, voix française : Lola Krellenstein
Le benjamin des Kamado, âgé de trois ans.
Ayant très mal vécu la mort de leur père au point de ne pas arriver à en fermer l’œil, Nezuko avait l’habitude de le promener sur son dos pour le border et l’endormir : même longtemps après sa transformation, elle pense souvent à lui quand elle voit d’autres Humains.
Il est, lui aussi, tué par Muzan Kibutsuji.

### La Famille Hashibira
La famille d’Inosuke Hashibira, Pourfendeur de démons et frère d’armes de la même promotion que Tanjirō Kamado, se réduisit à lui seul avant le début de l’histoire. Après la mort du père et de la grand-mère paternelle, personnes abusives tuées puis abandonnées en montagne, ce fut au tour de la mère qui, juste après avoir abandonné son bébé — pour le sauver — durant leur fuite, fut dévorée par Douma, la Seconde Lune supérieure de Muzan Kibutsuji.
Kotoha Hashibira (嘴平 琴葉, Hashibira Kotoha) / la « femme mystérieuse » (謎の女性, nazo no josei)
Voix japonaise : Mamiko Noto
Très jeune femme apparaissant vaguement dans une subite et obscure réminiscence d’Inosuke Hashibira (alors à deux doigts de la mort face au Père araignée du mont Natagumo), qui était beaucoup trop jeune pour se rappeler d’elle auparavant et ne comprend pas sur le moment, Kotoha n’est ni plus ni moins que sa défunte mère.
Elle est décédée avant le début de l’histoire à la suite de son mari et de sa belle‑mère, tous trois tués par Douma : ayant fui vers 17-18 ans leur demeure familiale, en urgence et déchaussée dans la neige, peu après la naissance d’Inosuke afin de le protéger d’abus imminents (qu’elle subissait déjà elle‑même) de son époux et de la mère de ce dernier, elle fut protégée de ses poursuivants — éliminés pour leur bruyance puis leurs corps, abandonnés en montagne — et recueillie dans le Culte de la Foi paradisiaque, une secte dirigée par ce qu’elle pensait être un homme bienveillant et digne de confiance (le démon). Dans un premier temps heureuse avec son fils au sein de leur groupe, elle prit cependant conscience de son erreur en découvrant la véritable nature de leur meneur ainsi que la véritable raison d’être de son culte : le fournir en chair humaine, mangeant régulièrement des fidèles. Fuyant de nouveau avec son bébé à travers la forêt, elle fut malheureusement acculée au bord d’une falaise surplombant une rivière : se pensant vouée à une mort certaine, elle abandonna donc Inosuke au cours d’eau pour lui laisser une chance de survie, avant d’être à son tour tuée et dévorée.
Elle était une personne gentille et aimante qui chantait des berceuses à son bébé : dans ses derniers instants, elle s’excusera auprès de lui d’avoir échouée en tant que mère et protectrice. Inosuke, partageant une ressemblance frappante avec elle, a hérité de sa beauté bien que l’apparence de Kotoha était plus douce que la sienne, selon les dires de Douma. Même s’il la qualifie de « naïve et guère intelligente », ce dernier assume toutefois qu’il ne voulait pas la manger au départ mais bien au contraire, la garder à ses côtés jusqu’à sa mort comme il appréciait sa compagnie ainsi que son talent pour le chant.
Le mari de Kotoha Hashibira (嘴平琴葉の夫, Hashibira Kotoha no otto)
Le défunt époux de Kotoha et père d’Inosuke.
Il est décédé avant le début de l’histoire avec sa mère, tous deux tués par Douma : son épouse les ayant fui vers 17-18 ans en quittant en urgence leur demeure familiale peu après la naissance de leur fils afin de le protéger d’eux, ils les poursuivirent jusqu’à une étrange secte dans laquelle Kotoha s’était réfugiée avec Inosuke. Leur meneur charismatique, en réalité un démon, les trouvant trop bruyants élimina l’homme et sa mère, puis abandonna leurs cadavres en montagne.
Homme abusif qui maltraitait déjà Kotoha avec sa propre mère, il était aussi corrompu que cette dernière.
La belle‑mère de Kotoha Hashibira (嘴平琴葉の姑, Hashibira Kotoha no shūtome)
La défunte belle‑mère de Kotoha et grand‑mère paternelle d’Inosuke.
Elle est décédée avant le début de l’histoire avec son fils, tous deux tués par Douma : sa belle‑fille les ayant fui en quittant vers 17-18 ans leur demeure familiale en urgence peu après la naissance de son petit‑fils afin de le protéger d’eux, ils les poursuivirent jusqu’à une étrange secte dans laquelle Kotoha s’était réfugiée avec Inosuke. Leur meneur charismatique, en réalité un démon, les trouvant trop bruyants élimina la vieille femme et son fils, puis abandonna leurs cadavres en montagne.
Femme abusive qui maltraitait déjà Kotoha avec son propre fils, elle était aussi corrompue que ce dernier.

### La Famille Rengoku
La famille de l’actuel Pilier de la Flamme, Kyōjurō Rengoku, perdit de sa cohésion quand elle fut amputée d’un membre avant le début de l’histoire, la mère mourant de maladie peu après la naissance du second enfant. Elle a pour particularité d’avoir fourni — par tradition familiale — à l’Armée des Pourfendeurs de démons toute une lignée ininterrompue de Piliers de la Flamme, qui auraient jusqu’à présent toujours fait partie de chaque génération de Piliers : par là même, de précieuses informations actuellement oubliées — mais rapportées dans les mémoires des différents ancêtres de la famille — seraient conservées dans les archives personnelles des Rengoku.
Shinjurō Rengoku (煉獄 槇寿郎, Rengoku Shinjurō)
Voix japonaise : Rikiya Koyama,,, voix française : Stéphane Bazin,
Ancien Pilier de la Flamme, le père de Kyōjurō — qui a pris sa suite — et Senjurō.
Sombrant progressivement dans l’alcoolisme à dater de la mort de son épouse, il a finalement abandonné sa tâche de Pilier par défaitisme, et quitté l’Armée des Pourfendeurs de démons après avoir réalisé que son Souffle de la Flamme était moins puissant que le « Souffle originel ». Depuis lors, il a passé ses journées à s’enivrer dans sa maison et se laissait aller à négliger — ou malmener — ses enfants, jusqu’à ce qu’il reçoive les dernières paroles de Kyōjurō lui demandant de prendre soin de lui‐même.
De caractère colérique et brutal à son introduction, semblant indifférent à ses fils et insensible à la mort de Kyōjurō, il n’en est en réalité rien, Shinjurō pleurant seul sa perte après avoir entendu sa dernière volonté à son endroit, puis se reprenant en main pour la respecter et ne plus faire honte à leur famille.
Ruka Rengoku (煉獄 瑠火, Rengoku Ruka)
Voix japonaise : Megumi Toyoguchi,
La défunte épouse de Shinjurō, mère de Kyōjurō et Senjurō.
Elle est décédée avant le début de l’histoire, emportée par une maladie incurable développée peu après la naissance de son second fils. Elle apparaît ultimement dans les derniers instants du premier en tant qu’esprit ou hallucination, l’accompagnant dans la mort en le rassurant sur la fierté qu’elle éprouve pour lui en tant que mère.
Aussi douce que gracieuse même alitée, et demeurant digne ainsi que sage jusqu’à la fin, elle a transmis à Kyōjurō — qui l’aimait beaucoup et a hérité de sa personnalité — ses convictions empruntes de valeurs morales fortes et d’un sens marqué de la justice : peu avant de mourir, elle lui donna comme ultime volonté d’utiliser sa puissance non pour servir ses intérêts personnels, mais pour protéger ceux qui ne le peuvent pas, le pouvoir étant selon elle un « cadeau des dieux » devant être à ce titre le « premier devoir des forts envers les faibles ». C’est très vraisemblablement pour honorer cette promesse que son fils aura tout fait depuis sa mort pour ne jamais plus s’autoriser à pleurer ou faiblir, s’obligeant à cultiver ses vertus en toutes circonstances.
Senjurō Rengoku (煉獄 千寿郎, Rengoku Senjurō)
Voix japonaise : Junya Enoki,,, voix française : Benjamin Bollen,
Il est le fils cadet des Rengoku, et petit frère de Kyōjurō.
N’ayant ni les prédispositions de son aîné ni de compétences d’épéisme pour être Pourfendeur, il vit difficilement le fait de faire partie des faibles et de ne pouvoir honorer la tradition familiale.
À la suite de la mort de son frère, il se lie d’amitié avec Tanjirō Kamado — qui, venu tenir sa promesse de visiter la famille de son aîné pour transmettre ses dernières volontés et chercher sur sa recommandation des renseignements, finit par défendre sa mémoire contre leur propre père Shinjurō — et commence des recherches pour lui dans les mémoires de ses ancêtres afin de trouver des liens entre la Danse du Dieu du Feu des Kamado et le Souffle originel.

### La Famille Tomioka
La famille de l’actuel Pilier de l’Eau, Giyū Tomioka, se réduisit à lui seul avant le début de l’histoire. Sa grande sœur, une jeune mariée, fut tuée par un démon.
Tsutako Tomioka (冨岡 蔦子, Tomioka Tsutako)
La défunte sœur aînée de Giyū.
Elle est décédée avant le début de l’histoire : la veille de son propre mariage, elle sacrifia sa vie pour protéger son frère cadet d’un démon.
Semblant courageuse et aimante, Giyū ressent pour sa mort un chagrin et une culpabilité tels qu’il en a développé des pensées sombres.

### La Famille Uzui

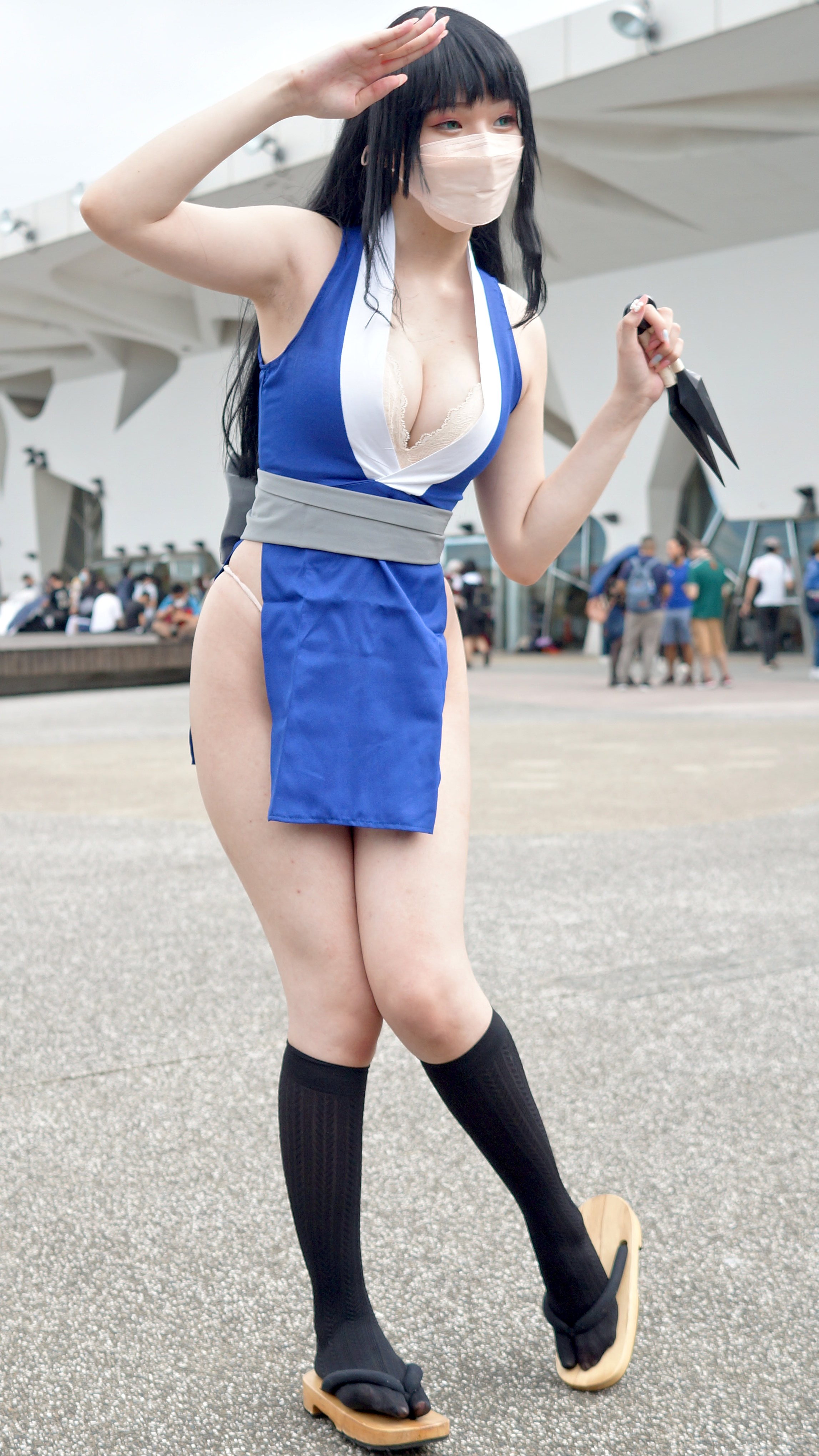
Costumade de Suma (avec un masque chirurgical) durant la In Comic Energy 8 à Taipei (Taiwan).

La famille de l’actuel Pilier du Son, Tengen Uzui, se réduisit à lui et ses — en l’occurrence — trois épouses avant le début de l’histoire. Issu d’un clan de shinobi impitoyables et polygames de tradition, leur espérance de vie étant pour des raisons évidentes fortement réduite, il est né dans une fratrie de neuf enfants qui ont presque tous péri les uns après les autres : ne voulant pas prendre la même voie, il quitta le clan et leur village avec ses compagnes pour suivre son propre chemin.
Le père Uzui (宇髄の父親, Uzui no chichioya)
Le chef de clan et père de famille de la fratrie de Tengen.
Mentionné par ce dernier, il paraît avoir le cœur froid et être fanatiquement dévoué à la voie des mercenaires de l’ombre, n’hésitant visiblement pas à sacrifier ses propres enfants dans des épreuves mortelles ou pour des raisons jugées absconses par Tengen (pour qui leur vocation est en train de tomber en désuétude avec l’époque).
Selon une tradition de leur clan polygame, ce fut lui qui choisit les épouses de son fils (même si cette règle aurait visiblement souffert d’une exception).
Les huit frères et sœurs de Tengen (天元の姉弟の八人, Tengen no kyōdai no hachinin)
Les huit autres enfants innomés de la fratrie de Tengen.
Sept d’entre eux sont décédés avant le début de l’histoire, tous morts en suivant dogmatiquement la voie impitoyable des mercenaires de l’ombre : pour trois d’entre eux, avant les dix ans de Tengen par la difficulté de leurs entraînements ; puis les quatre autres avant ses quinze ans, dont deux de ses propres mains, à cause d’un jeu de dupe cruel de leur père (qui les poussa, sous masque et à leur insu, à s’entre-tuer en guise d’épreuve).
Lorsqu’il partit de leur clan, il ne restait plus à Tengen qu’un seul frère de deux ans son cadet devenu selon lui une copie dudit père, aussi insensible qu’indifférent au fait d’avoir survécu en tuant les deux autres membres restants de leur fratrie, et qu’il se refusa (malgré l’intéressé) à affronter.
Les trois épouses Uzui (天元の3人の嫁, Tengen no sannin no yome)
Les femmes de Tengen Uzui, le Pilier du Son.
En qualité de kunoichi, elles sont envoyées par leur mari en infiltration dans le Quartier des Plaisirs : ne donnant toutefois plus signe de vie, ce dernier s’y rend au pied levé en embarquant avec lui des cadets (Tanjirō Kamado, Zenitsu Agatsuma et Inosuke Hashibira) afin de les retrouver.
Elles assistent Tengen et ses alliés dans leurs combats contre les démons : toutefois, en dépit de la contradiction évidente avec leur devoir, elles ont pour ordre cardinal de leur époux (d’après son échelle de valeurs personnelle), de faire passer leur propre vie avant la traque des démons et même, la survie des autres Humains et de la sienne.
- Suma (須磨)

Voix japonaise : Nao Tōyama, voix française : Laëtitia Godès,
La benjamine des épouses, âgée de dix-neuf ans.
Maladroite et manquant d’assurance, elle affirme d’elle-même être la plus faible et inutile au combat. Sa personnalité ressemble sur certains points à celle de Zenitsu Agatsuma, excessivement dramatique dans la plupart des situations et affectant une attitude effrayée — ou, à tout le moins craintive — face au danger.
Contrairement à ses deux aînées et à la coutume, les épouses devant normalement être choisies par le chef de la Famille Uzui, elle s’est volontairement proposée pour être la femme de Tengen.
- Makiwo (まきを)

Voix japonaise : Shizuka Ishigami (ja), voix française : Karine Foviau,
La cadette des épouses, âgée de vingt ans.
Entêtée comme Inosuke Hashibira, elle est audacieuse et confiante en ses actions.
- Hinatsuru (雛鶴) / « Poupée » (雛, Hina) (par Tengen)

Voix japonaise : Atsumi Tanezaki, voix française : Lydia Cherton,
L’aînée des épouses, âgée de vingt-et-un ans.
Au combat, elle est stratégique et intrépide. À l’instar de Tanjirō Kamado, elle est de nature calme, patiente et incroyablement gentille.
Malgré la consigne imposée par Tengen, elle demeure prête à mourir et préfèrerait être sacrifiée plutôt que de lui faire courir un risque.

### La Famille Shinazugawa
La famille de l’actuel Pilier du Vent, Sanemi Shinazugawa, ainsi que de son cadet Genya, Pourfendeur de démons et frère d’armes de la même promotion que Tanjirō Kamado, se réduisit à eux seuls avant le début de l’histoire. Après la mort du père, poignardé par un inconnu, le reste de leur famille — qui était en bons termes — fut massacré, la mère changée en démon se faisant éliminer après avoir elle-même tué ses cinq plus jeunes enfants.
Kyōgo Shinazugawa (不死川 恭梧, Shinazugawa Kyōgo)
Le mari de Shidzu ainsi que défunt père de la fratrie de Sanemi et Genya.
Il est décédé avant le début de l’histoire, poignardé à mort par un inconnu rancunier.
Homme imposant et brute épaisse qui battait le reste de sa famille, il était détesté des villageois.
Shidzu Shinazugawa (不死川 志津, Shinazugawa Shidzu)
Voix japonaise : Ryōka Yuzuki
La femme de Kyōgo et défunte mère de leurs sept enfants, dont Sanemi et Genya.
Elle est décédée avant le début de l’histoire à la suite de son époux, tuée par leur premier fils : alors transformée en démon en tardant à revenir à leur demeure, elle fut éliminée par Sanemi (qui découvrit sa spécificité de Rare-Sang en la désorientant tandis qu’elle venait de lui scarifier le visage) après qu’elle ait massacré sous leurs yeux impuissants les cinq derniers de la fratrie et pour sauver la vie de Genya, qui la pleura tandis qu’elle se réduisait en cendres dans ses bras à l’arrivée du soleil levant. Elle réapparaît après la bataille contre Muzan en tant qu’esprit quand son fils aîné, errant entre la vie et la mort, la retrouve et essaie de la rejoindre en Enfer : regrettant d’avoir tué ses plus jeunes enfants, elle est séparée de force de son garçon quand il est renvoyé dans le monde des vivants.
Humaine, elle était une mère travailleuse qui ne dormait jamais et aussi battue par son époux, mais les protégeait tout de même de lui en dépit de son gabarit plus petit que la moyenne. Elle inspirait l’admiration à ses deux premiers, qui après la disparition du paternel furent déterminés à s’occuper d’elle ainsi que du reste de la famille.
Sumi Shinazugawa (不死川 寿美, Shinazugawa Sumi)
Voix japonaise : Kaori Maeda (ja)
La troisième enfant des Shinazugawa, défunte sœur cadette de Sanemi et Genya.
Elle est décédée avant le début de l’histoire, violemment tuée sous les yeux impuissants de ces derniers par leur mère changée en démon.
Teiko Shinazugawa (不死川 貞子, Shinazugawa Teiko)
Voix japonaise : Azumi Waki (ja)
La quatrième enfant des Shinazugawa, défunte sœur cadette de Sanemi et Genya.
Elle est décédée avant le début de l’histoire, violemment tuée sous les yeux impuissants de ces derniers par leur mère changée en démon.
Koto Shinazugawa (不死川 こと, Shinazugawa Koto)
Voix japonaise : Aimi Tanaka (ja)
Le cinquième enfant des Shinazugawa, défunt frère cadet de Sanemi et Genya.
Il est décédé avant le début de l’histoire, violemment tué sous les yeux impuissants de ces derniers par leur mère changée en démon.
Hiroshi Shinazugawa (不死川 弘, Shinazugawa Hiroshi)
Voix japonaise : Maki Kawase (ja)
Le sixième enfant des Shinazugawa, défunt frère cadet de Sanemi et Genya.
Il est décédé avant le début de l’histoire, violemment tué sous les yeux impuissants de ces derniers par leur mère changée en démon.
Shūya Shinazugawa (不死川 就也, Shinazugawa Shūya)
Voix japonaise : Misato Matsuoka (ja)
Le dernier enfant des Shinazugawa, défunt benjamin de Sanemi et Genya.
Il est décédé avant le début de l’histoire, violemment tué sous les yeux impuissants de ces derniers par leur mère changée en démon.

### La Famille Tokitō
La famille de l’actuel Pilier de la Brume, Muichirō Tokitō (qui ne s’en rappelait pas à cause de son amnésie), composée à l’origine d’un bûcheron et de son épouse vivant en cabane avec leurs deux fils jumeaux (Muichirō et son aîné), se réduisit à lui seul avant le début de l’histoire. Elle descend en droite lignée de la Famille Tsugikuni par Michikatsu.
Le père de Yūichirō et Muichirō (有一郎と無一郎の父親, Yūichirō to Muichirō no chichioya)
Voix japonaise : Noriaki Sugiyama
Le défunt père des jumeaux Yūichirō et Muichirō.
Il est décédé avant le début de l’histoire : en voulant soigner sa femme malade avec des plantes médicinales, il fit une chute mortelle en montagne.
Bûcheron de métier, il était un homme gentil et altruiste.
La mère de Yūichirō et Muichirō (有一郎と無一郎の母親, Yūichirō to Muichirō no hahaoya)
Voix japonaise : Manami Numakura (ja)
La défunte mère des jumeaux Yūichirō et Muichirō.
Elle est décédée avant le début de l’histoire : tombée malade, elle succomba en persistant au mépris de son état à se dépenser pour ses fils et son mari, jusqu’à ce que son corps ne puisse plus le supporter.
Mère aimante, elle suscitait une profonde préoccupation à ses enfants : dévouée à sa petite famille, elle continuait de prendre soin d’elle-même en luttant contre sa maladie.
Yūichirō Tokitō (時透 有一郎, Tokitō Yūichirō)
Voix japonaise : Kengo Kawanishi, voix française : Julien Crampon
Le défunt jumeau aîné de Muichirō.
Il est décédé avant le début de l’histoire : enfant de personnes altruistes et très travailleuses, il survivait à deux avec son frère dans la cabane familiale à partir de leurs dix ans à la suite de la mort de leurs parents. La mère de famille Ubuyashiki apparut plus tard dans leur vie et les visitait régulièrement afin de les recruter pour leur armée, idée enthousiasmant Muichirō mais Yūichirō, qui se montrait peu accueillant, la chassait à chaque fois. Un jour, il mourut des suites d’une blessure mortelle reçue en protégeant son frère d’une attaque de démon, perdant son bras gauche dans la manœuvre : son cadet cependant mû par la rage, réussit à détruire leur agresseur (avec tous leurs outils ainsi que des bûches) avant de le rejoindre dans ses derniers instants.
Devenus orphelins très jeunes et livrés brutalement à eux-mêmes, à l’opposé de Muichirō qui avait hérité de leur père son émotivité, son altruisme ainsi que sa gentillesse, il eut pour sa part développé une attitude froide, implacable et indifférente aux autres : en vérité, par amour pour son cadet et souci de le protéger envers et contre tout, priant même à la toute fin le ciel pour la survie de son jumeau.

## Animaux
Chachamaru (茶々丸)
Le familier de Tamayo et Yushirō, un très inhabituel chat tricolore mâle.
Apparaissant pour la première fois de nulle part dans la Maison aux Tambours afin de rapporter à ces derniers le prélèvement de sang du démon Kyōgai effectué par Tanjirō Kamado, il repart comme il est venu pour faire son office.
Très intelligent, il participe aux recherches médicales de « la Fugitive » en servant, grâce à l’un des talismans de son assistant ainsi qu’un petit sac de rangement harnaché à son dos, d’intermédiaire entre le Pourfendeur de démons et eux, apparaissant et disparaissant en s’évaporant d’un miaulement.

## Autres

### Arc de laSélection finale
Saburō (三郎)
Voix japonaise : Masaki Terasoma (ja), voix française : Thierry Kazazian
Un vieil homme vivant en contrebas sur la même montagne que la famille de Tanjirō Kamado, dont il sauve indirectement la vie en l’obligeant avec insistance à passer la nuit chez lui (après sa vente de charbon au village) au lieu de rentrer directement, l’empêchant ainsi de subir le même sort qu’elle. Il réapparaît à la fin de l’histoire.
Cet homme vivant seul depuis qu’il a perdu sa famille, bienveillant et brave, est celui qui apprend au garçon l’existence des démons, raison pour laquelle il fut si prompt à l’accueillir.
Sabito (錆兎)
Voix japonaise : Yūki Kaji, voix française : Jim Redler
Apparaissant avec Makomo au mont Sagiri pour tester Tanjirō Kamado en le défiant durant son entraînement final, ils se révèlent peu après être des esprits comptant parmi les disciples décédés de Sakonji Urokodaki.
Il est mort lors de son propre test de la Sélection finale pour rejoindre les Pourfendeurs de démons, en voulant sauver d’autres élèves moins forts que lui (dont Giyū Tomioka) : Makomo et lui furent tués, comme tous les autres disciples d’Urokodaki avant Tanjirō, par un démon vengeur capturé par leur maître durant l’époque d’Edo. Demeurés toutefois auprès de ce dernier sur sa montagne en tant qu’esprits attendant de trouver le repos, ils sont tous libérés quand leur dernier cadet parvient à éliminer le monstre.
Il se montrait très soucieux de faire de Tanjirō « un vrai homme ». Particulièrement talentueux et fort, selon Giyū il serait devenu le prochain Pilier de l’Eau à la suite d’Urokodaki s’il avait survécu, raison pour laquelle il ne se considère pas lui-même comme un véritable Pilier.
Makomo (真菰)
Voix japonaise : Ai Kakuma (ja), voix française : Lola Krellenstein
Apparaissant avec Sabito au mont Sagiri pour aider Tanjirō Kamado en le conseillant durant son entraînement final, ils se révèlent peu après être des esprits comptant parmi les disciples décédés de Sakonji Urokodaki.
Elle est morte lors de son propre test de la Sélection finale pour rejoindre les Pourfendeurs de démons, en joignant ses forces à celles de Sabito : lui comme elle furent tués, comme tous les autres disciples d’Urokodaki avant Tanjirō, par un démon vengeur capturé par leur maître durant l’époque d’Edo. Demeurés toutefois auprès de ce dernier sur sa montagne en tant qu’esprits attendant de trouver le repos, ils sont tous libérés quand leur dernier cadet parvient à éliminer le monstre.
Comme son frère d’armes, elle avait beaucoup de talent : elle utilisait sa vitesse à son avantage au combat.
L’autre participant à la Sélection finale (最終選別の人, saishū senbetsu no hito)
Voix japonaise : Yoshiaki Hasegawa (ja)
Un candidat innomé parmi les vingt‐huit de même promotion que Tanjirō Kamado pour devenir Pourfendeur de démons.
Il croise sa route durant leur test de la Sélection finale tandis qu’il fuyait en panique un démon effroyablement difforme : alertant le fils Kamado, qui parvient à le sauver en coupant le membre qui l’avait saisi, il continue néanmoins de s’enfuir tandis que son homologue a engagé le combat avec le démon. Il est ensuite tué hors‑champ de manière inconnue, n’atteignant pas la fin de la sélection.
Le grand frère [du Démon aux mains] (（手鬼の）兄, [Te oni no] ani)
Voix japonaise : Makoto Koichi (ja)
Jeune garçon de l’ère Keiō apparaissant à travers les souvenirs du Démon aux mains, il était son frère aîné du temps où il était un Humain.
Aimé de son cadet qui voulait tout le temps lui tenir la main, il fit néanmoins partie de ses premières victimes après sa transformation en démon.

### Arc de laPremière mission
Kazumi (和己)
Voix japonaise : Koudai Sakai (ja), voix française : Benjamin Bollen
Le premier proche de victime que Tanjirō Kamado rencontre à sa toute première mission en tant que Pourfendeur de démons.
Jeune homme dont la fiancée Satoko vient de disparaître la veille à son nez et à sa barbe, il erre désemparé dans son village avant d’être interpellé par Tanjirō, qui est le seul à croire à son histoire d’enlèvement.
En entravant le responsable (un démon divisé en trois entités) durant son attaque nocturne suivante, il apprend avec effroi la mort déjà advenue de sa promise, puis est chargé de veiller sur sa nouvelle cible durant l’affrontement du meurtrier de Satoko contre le Pourfendeur de démons et la démone sortie de la boîte qui l’accompagne.
Peu avant de les quitter à la suite de leur victoire, toujours sous le coup d’un vif chagrin il se montre injuste envers Tanjirō, dont il confond la compassion avec de l’ignorance : mais à son regard mélancolique ainsi qu’au sourire triste offerts en réponse par le concerné, il réalise son erreur et implore son pardon tandis qu’il s’en allait.
- Satoko (里子)

La fiancée de Kazumi, jeune fille de seize ans enlevée sous le nez de celui-ci par le Démon des marécages.
Bien qu’il espérât la retrouver à temps avec Tanjirō, elle fut la dernière de ses victimes en date : le jeune homme reconnaît parmi la collection de « trophées » exhibés par le démon l’épingle à cheveux en nœud de tissu qu’elle portait à sa disparition.
Tokie (トキエ)
Voix japonaise : Misako Tomioka (ja)
La dernière cible du Démon des marécages, sauvée durant son enlèvement par le Pourfendeur Tanjirō Kamado.
Demeurée inconsciente lors de son sauvetage, Kazumi veille sur elle tandis que la fratrie Kamado affronte son ravisseur.

### Arc d’Asakusa
Toyo (豊)
Voix japonaise : Mitsuo Iwata (ja), voix française : Thierry Kazazian
Un marchand d'udon ambulant des rues d’Asakusa.
Il est sollicité par Tanjirō Kamado peu avant la rencontre du jeune Pourfendeur de démons avec Muzan Kibutsuji — dont le garçon flaire par hasard la piste, puis le sermonne à son retour (pour avoir fait tomber son premier plat sous le coup de l’émotion) et lui prépare une nouvelle commande avant les présentations formelles avec Tamayo et Yushirō.
Il adore son quartier ainsi que son métier, et ne tolère pas que l’on puisse gâcher un repas fait par ses soins. Il est vu fumant la pipe.
La famille de « Tsukihiko » (「月彦」の家族, ‘Tsukihiko’ no kazoku)
La petite famille humaine d’un homme d’affaires comptant parmi les fausses identités du démon Muzan Kibutsuji. Même si leur sort n’est pas précisé, la mère et la fille qui la composent auront vraisemblablement dû être éliminées par ce dernier après que cette couverture ait été grillée par le jeune Pourfendeur Tanjirō Kamado qui, à sa recherche en repérant son odeur, le rencontre pour la première fois en leur compagnie peu après son arrivée à Asakusa.
- Rei (麗)

Voix japonaise : Yūko Minaguchi
Femme citadine, moderne et aisée interrompue en famille par Tanjirō Kamado dans les rues d’Asakusa, elle est l’épouse de « Tsukihiko ».
Le jeune Pourfendeur horrifié comprend à leurs attitudes et présences avec sa fille aux côtés du démon, qu’elles servent à leur insu de couverture lui permettant de vivre innocemment caché parmi les Humains (ceci expliquant que l’organisation, ignorant son visage, n’ait jamais réussi à le débusquer auparavant) : Muzan se sachant — pour la première fois depuis longtemps — découvert, ne sort toutefois pas de son rôle et profite de l’incrédulité de la situation pour créer furtivement (avec un couple de passants) une diversion, puis évacuer benoîtement les lieux avec la dame et leur « enfant » en laissant le jeune inconnu pris par la confusion générée. Cette fausse identité étant néanmoins grillée à cause de ce dernier, elle n’est revue qu’une ultime fois avec son mari (parallèlement à l’incident du Quartier des Plaisirs) dans l’histoire, n’ayant vraisemblablement pas dû survivre à la colère du démon.
Humaine ordinaire ignorant visiblement la véritable nature de son époux, elle paraît être une femme aimante et dévouée.
- La fille [de Rei] (（麗の）娘, [Rei no] musume)

Voix japonaise : Haruka Shiraishi (ja)
Fillette interrompue en famille par Tanjirō Kamado dans les rues d’Asakusa, elle est la fille de Rei et de « Tsukihiko ».
Le jeune Pourfendeur est horrifié de la découvrir benoîtement dans les bras de Muzan, comme un père ordinaire qui porterait sa fille : cette situation frappe le jeune homme d’un dilemme dont profitera le démon pour créer furtivement une diversion, puis évacuer comme si de rien n’était les lieux avec sa mère et elle. Cette fausse identité étant néanmoins grillée à cause du garçon, elle n’aura — comme sa mère — vraisemblablement pas dû survivre à la colère du démon.
Ignorant visiblement la véritable nature de son père, elle l’interroge innocemment sur cet inconnu qui donne l’impression de le connaître.
La famille de Yacchan (やっちゃんの家族, Yacchan no kazoku)
Une famille peu recommandable victime de Muzan Kibutsuji en croisant sa route dans une ruelle sombre et isolée d’Asakusa, peu après la découverte du démon par un jeune Pourfendeur de démons à hanafuda en boucles d’oreille. Le couple ainsi que le frère qui la composent, tous trois visiblement festifs, avinés et inconscients, se font tour à tour éliminer pour avoir provoqué et contrarié le démon.
- Yacchan (やっちゃん)

Voix japonaise : Yoshiaki Hasegawa (ja)
Un homme ivre et peu recommandable bousculé par « Tsukihiko » dans une ruelle sombre et isolée d’Asakusa.
Exaspérant Muzan, qu’il tente d’extorquer, il meurt d’un revers de main qui l’envoie violemment s’écraser contre un mur.
- Le grand frère de Yacchan (やっちゃんの兄, Yacchan no ani)

Voix japonaise : Shinya Takahashi (ja)
Homme imposant et peu recommandable croisant la route de « Tsukihiko » dans une ruelle sombre et isolée d’Asakusa.
Attaquant ce dernier pour venger la mort de son frère, il est cependant abattu sans mal par le démon.
- La belle‐sœur de Yacchan (やっちゃんの兄嫁, Yacchan no aniyome)

Voix japonaise : Mitsuki Nakae (ja)
Femme désobligeante croisant la route de « Tsukihiko » dans une ruelle sombre et isolée d’Asakusa.
S’amusant auparavant avec son compagnon et son beau‐frère, elle constate la mort du second puis assiste impuissante à celle du premier. Pour une remarque mal reçue, Muzan lui injecte de son sang par le front : son corps n’en supportant pas la dose, elle se liquéfie dans la douleur.

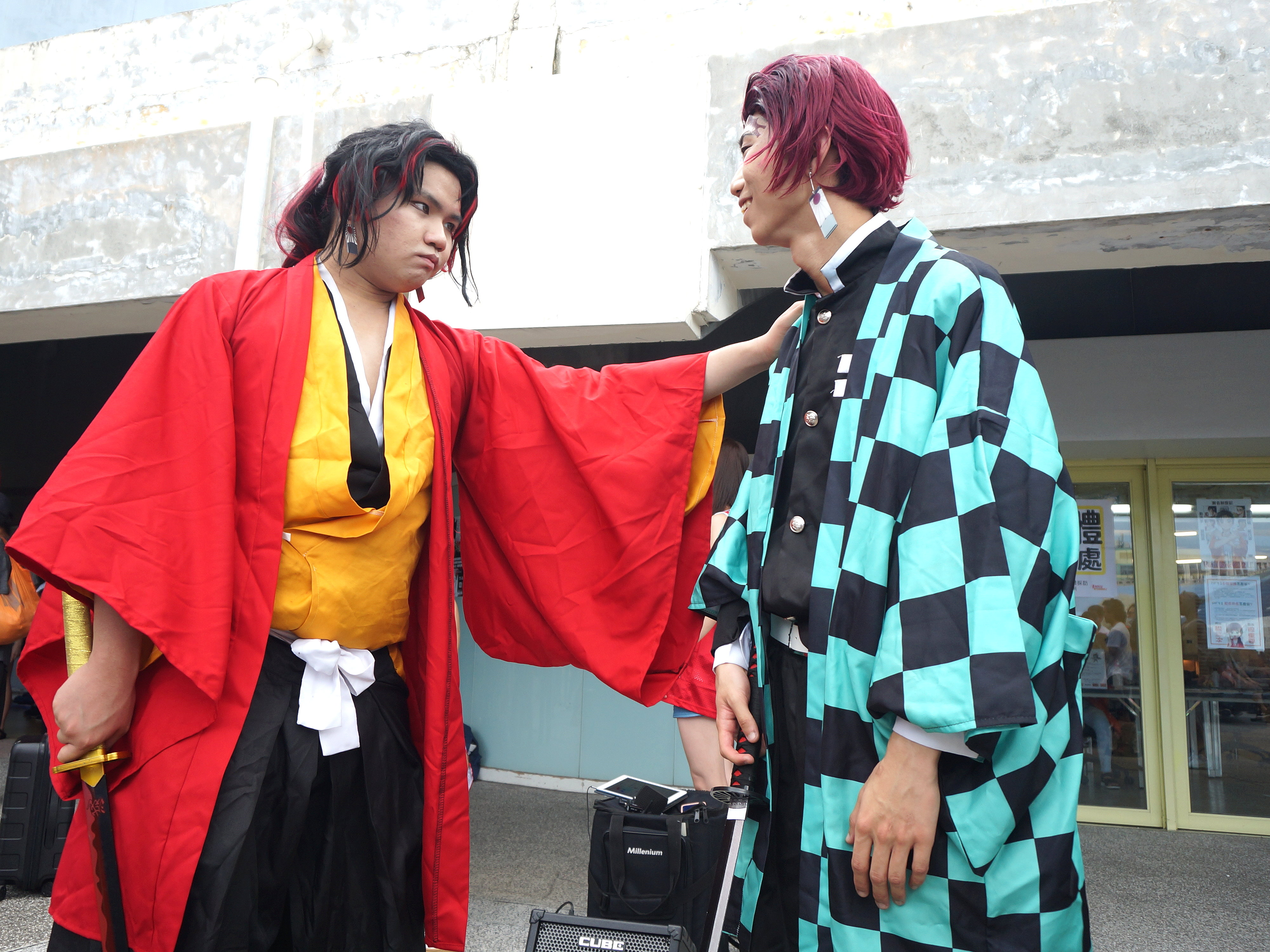
Costumade de Yoriichi Tsugikuni (à gauche dans l’image) durant la Petit Fancy 32 à Taipei (Taiwan).

Yoriichi Tsugikuni (継国 縁壱, Tsugikuni Yoriichi) / l’« Épéiste du Souffle originel » (始まりの呼吸の剣士, Hajimari no kokyū no kenshi) (surnom) / l’« Épéiste » (剣士, kenshi)
Voix japonaise : Kazuhiko Inoue,, voix française : Boris Rehlinger (saison 2) puis Laurent Maurel (depuis la saison 3),
Pourfendeur de démons légendaire de l’époque Sengoku aperçu à travers certains souvenirs (notamment, ceux de Muzan Kibutsuji), il fut le fondateur du Souffle du Soleil et donc, le premier utilisateur du Souffle.
Il était le cadet jumeau de Michikatsu Tsugikuni ainsi qu’une proche connaissance de Sumiyoshi.
Dépeint avec une solennité écrasante, son regard était calme et son visage, rarement expressif. Grand et musclé avec des cheveux longs et hérissés à pointes rouges attachés en queue-de-cheval, sa Marque du Pourfendeur de démon (鬼殺痣, Kisatsu aza) était localisée au même endroit que la marque frontale de Tanjirō Kamado et il possédait, tout comme lui, des hanafuda en boucles d’oreille — créés par sa mère — ainsi qu’un Sabre du Soleil à lame noire.
La fille [inconnue] (（知らない）女の子, [shiranai] onna no ko) / la personne concernée par Zenitsu (善逸の関係者, Zenitsu no kankeisha)
Voix japonaise : Yūki Takada
Une jeune fille innomée surprise par hasard sur le trajet de la seconde mission du Pourfendeur de démons Tanjirō Kamado, tandis qu’elle était indubitablement importunée au milieu du chemin par l’un de ses camarades de même promotion déjà croisés, Zenitsu Agatsuma.
Ayant eu pitié du garçon, qu’elle aurait découvert accroupi au bord de la route, elle aura voulu s’enquérir modestement pour l’aider : ce que le concerné surinterprétera comme un intérêt romantique, se pendant avec insistance à son kimono pour la harceler de demandes en mariage jusqu’à être écarté à l’arrivée de son comparse. L’incident se conclut finalement par une gifle ainsi qu’une éconduite de la demoiselle, qui réfute avoir jamais eu une quelconque intention de cette nature et s’en retourne à sa propre vie.
Possédant déjà un fiancé selon ses dires, son attention bienveillante pour le garçon était de toute évidence désintéressée ou, à tout le moins, motivée par l’affabilité.

### Arc de laMaison aux Tambours
Kiyoshi (清)
Voix japonaise : Toki Shunichi (ja), voix française : Grégory Laisné
Un jeune garçon aîné de sa fratrie, qui fut enlevé en forêt sous les yeux de son frère et de sa sœur par un démon et emporté avec lui dans sa « Maison aux Tambours » : explicitement destiné à être mangé par l’un des trois présents, il parvient par chance à profiter de leur dispute pour se saisir de l’un des tsuzumi de son ravisseur — qui s’avèrent être son pouvoir sanguinaire — et, ne pouvant trouver une sortie au véritable labyrinthe qu’est cette demeure, à s’en servir pour survivre en s’y téléportant aléatoirement pour se mettre temporairement à l’abri, jusqu’à être sauvé par l’intervention de trois aînés épéistes (les Pourfendeurs Tanjirō Kamado, Zenitsu Agatsuma et Inosuke Hashibira) accompagnés de ses cadets.
L’acharnement de ces démons à vouloir se l’accaparer, quitte à se battre entre eux, vient du fait qu’il est un « Rare-Sang », Humain dont la rare qualité du sang rendrait sa valeur nutritive équivalente à plusieurs victimes ordinaires pour leurs semblables.
Les frère et sœur cadets de Kiyoshi (清の弟妹, Kiyoshi no teimai)
Les deux cadets de la fratrie de Kiyoshi.
Présents à son enlèvement, ils ont suivi les traces de sang laissées par sa blessure jusqu’à la Maison aux Tambours : encore sous le choc et sans savoir quoi faire, ils guettaient à l’abri des arbres lorsqu’ils rencontrent des Pourfendeurs de démons — un aîné gentil ainsi qu’un blond peureux et lâche, plus tard rejoints par un fou furieux à tête de sanglier — envoyés en mission, qu’ils rejoignent à l’intérieur des lieux à cause d’un bruit inquiétant provenant de la caisse en bois de l’un d’entre eux.
Bien vite séparés dans deux groupes, ils sont cependant réunis avec leur aîné à la sortie de ce labyrinthe de pièces.
- Shōichi (正一)

Voix japonaise : Mitsuhiro Ichiki (ja), voix française : Jonathan Gimbord
Le petit frère — d’environ huit à dix ans — de Kiyoshi.
Séparé de Teruko et Tanjirō avec Zenitsu, ils se retrouvent poursuivis et acculés par le Démon à langue : toutefois, ce dernier est contre toute attente vaincu par le Pourfendeur tombé inconscient.
Il se montre protecteur, d’une grande loyauté fraternelle et même, plus courageux que le Pourfendeur qui l’accompagne.
- Teruko (てる子)

Voix japonaise : Miho Okasaki (ja), voix française : Emmylou Homs
La petite sœur de Kiyoshi.
Séparée de Shōichi et Zenitsu avec Tanjirō, elle retrouve leur aîné : cependant vite retrouvés eux-mêmes par le Démon aux tambours Kyōgai, elle aide Kiyoshi à s’abriter pendant que le Pourfendeur l’affronte.
Elle se montre attentionnée et très courageuse pour son jeune âge.
Hisa (ひさ) / « Madame » (par Tanjirō) ; « la revenante/le monstre/la sorcière » (お化け / 妖怪ばば, obake / yōkai baba) (par Zenitsu) ; « l’ancêtre/grand‑mère/la vieille bique » (ばば, baba) (par Inosuke) / la « vieille femme » (お婆さん, obāsan)
Voix japonaise : Ikuko Tani (ja), voix française : Magali Barney
Une vieille dame affable accueillant en bas de montagne les Pourfendeurs Tanjirō Kamado, Zenitsu Agatsuma et Inosuke Hashibira dans l’une des Maisons aux Glycines, leur auberge familiale mise gratuitement à leur disposition pour se soigner et se reposer après leur mission commune à la Maison aux Tambours.
Des Pourfendeurs ayant sauvée sa famille des démons par le passé, cette dernière accueille leurs membres afin de montrer leur reconnaissance et soutenir leurs efforts avec leurs propres moyens.
D’une sérénité imperturbable, serviable et incroyablement efficace en tant qu’hôte pour son âge avancé, ce qui attise dans un premier temps la suspicion du trio, sa gentillesse authentique ainsi que ses petites attentions atteignent malgré lui Inosuke, que les mauvaises manières couplées à sa grossièreté ne déstabilisent pas. Bien qu’humaine elle déjoue — involontairement — la capacité instinctive du garçon à détecter à travers son corps les présences et menaces, ce qui est dû selon lui à son absence totale d’intentions malveillantes.

### Arc duMont Natagumo
Les parents de Rui (累の両親, Rui no ryōshin)
La famille de l’actuelle Cinquième Lune inférieure, du temps où il était un Humain, vécut plus de trente ans avant l’histoire à l’ère Meiji. Rui étant fils unique, elle ne se composait qu’avec ses parents, des villageois aimant et chérissant un enfant dont la chétiveté de naissance le condamnait à ne pouvoir s’éloigner de la demeure familiale. Le fils commit cependant, peu de temps après sa transformation en démon par Muzan Kibutsuji et avoir déjà mangé de la chair humaine, un double parricide dans un geste d’autodéfense.
- Le père de Rui (累の父親, Rui no chichioya)

Voix japonaise : Shinnosuke Tachibana (ja)
Villageois de l’ère Meiji apparaissant à travers les souvenirs de Rui, il était son véritable père du temps où il était un Humain.
Bien que son fils chétif de naissance nécessitait une attention particulière, sa femme et lui semblaient malgré tout être des parents comblés : du moins, jusqu’à la transformation de leur enfant en démon afin d’obtenir un corps robuste. D’abord heureux de le voir en bonne santé, ils furent ensuite horrifiés du prix à payer en le surprenant avec une victime humaine déjà morte. Eux‑mêmes surpris plus tard dans la nuit au réveil de Rui tandis qu’il s’était faufilé avec un couteau sous les pleurs de son épouse, ils furent tous deux tués par leur fils. Les deux parents apparaissent ultimement à la mort de Rui en tant qu’esprits, l’ayant patiemment attendu afin de pouvoir rester tous trois réunis en Enfer.
Contrairement à ce que s’était convaincu son fils avec l’aide de Muzan, il l’aimait et le chérissait toujours après sa transformation : son intention n’était pas de le rejeter en se débarrassant de lui, mais de commettre en désespoir de cause un meurtre‑suicide à trois avec son épouse pour endosser à sa place la culpabilité de son crime, promettant durant sa tentative qu’ils le rejoindraient dans la mort.
- La mère de Rui (累の母親, Rui no hahaoya)

Voix japonaise : Natsuko Kuwatani (ja)
Villageoise de l’ère Meiji apparaissant à travers les souvenirs de Rui, elle était sa véritable mère du temps où il était un Humain.
Bien que son fils chétif de naissance nécessitait une attention particulière, son mari et elle semblaient malgré tout être des parents comblés : du moins, jusqu’à la transformation de leur enfant en démon afin d’obtenir un corps robuste. D’abord heureux de le voir en bonne santé, ils furent ensuite horrifiés du prix à payer en le surprenant avec une victime humaine déjà morte. Eux‑mêmes surpris plus tard dans la nuit au réveil de Rui tandis qu’elle pleurait sans empêcher son époux d’approcher ce dernier avec son couteau, ils furent tous deux tués par leur fils. Les deux parents apparaissent ultimement à la mort de Rui en tant qu’esprits, l’ayant patiemment attendu afin de pouvoir rester tous trois réunis en Enfer.
Contrairement à ce que s’était convaincu son fils avec l’aide de Muzan, elle l’aimait et le chérissait toujours après sa transformation : son intention n’était pas de le rejeter en se débarrassant de lui, mais elle s’était résignée en désespoir de cause au meurtre‑suicide à trois avec son mari pour l’empêcher de devenir définitivement un monstre par ses crimes, implorant son pardon dans son agonie pour ne pas avoir pu lui offrir un corps sain.

### Arc de laFormation en réadaptation
Kanae Kochō (胡蝶 カナエ, Kochō Kanae)
Voix japonaise : Ai Kayano, voix française : Fily Keita

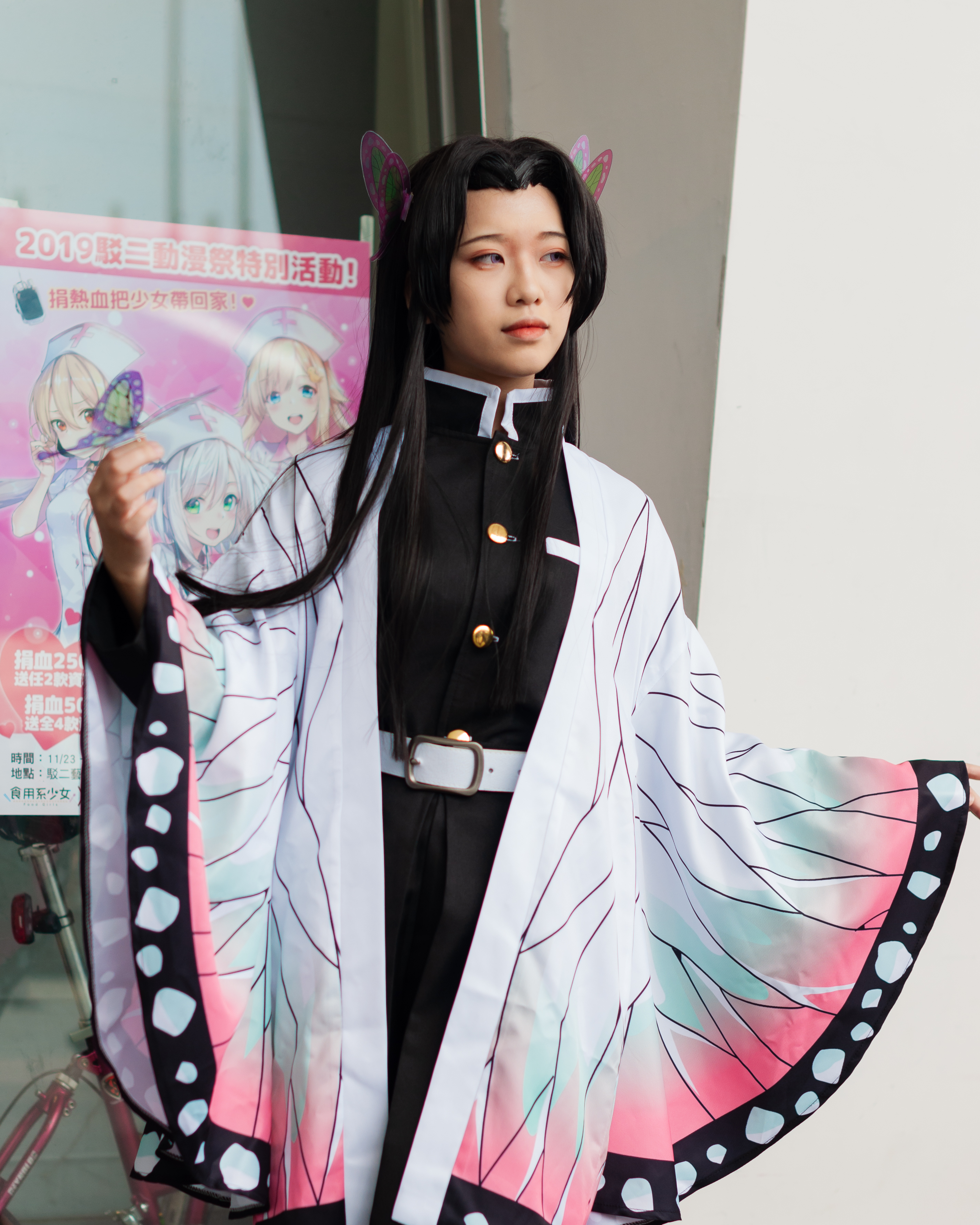
Costumade de Kanae Kochō durant la Comic Nova 10 à Taipei (Taiwan).

Ancien Pilier de la « Fleur » (花, Hana), décédée avant le début de l’histoire.
Elle était le chef de clan du Domaine des papillons, ainsi que maître et sœur aînée de l’actuel Pilier de l’Insecte, Shinobu Kochō : étant à l’initiative d’avoir recueillie leur benjamine adoptive Kanao Tsuyuri, alors fillette maltraitée et apathique vendue par ses propres parents, elle fut également celle qui lui proposa de tirer ses décisions personnelles à pile ou face pour pallier temporairement au blocage psychologique qui l’handicape.
Présentée comme étant d’un naturel très agréable et bon enfant, très observatrice ainsi que compatissante envers le malheur d’autrui, y compris des démons, afin d’honorer sa mémoire — en dépit de ses griefs personnels — sa cadette entretient depuis sa mort son idée d’une possible coexistence pacifique entre les Humains et ces derniers : toutefois, ses considérations ne l’empêchaient pas d’être stricte.
Leurs parents ayant été tués chez eux par un démon, sa sœur Shinobu et elles furent sauvées à l’époque par Gyōmei Himejima : c’est à fin de sauver potentiellement d’autres familles d’un tel drame qu’elles décidèrent ensemble de devenir Pourfendeuses de démons, Kanae atteignant le rang de Pilier et sa cadette devenant sa Successeuse. Elle mourut dans les bras de Shinobu, mortellement blessée durant un combat contre Dōma, la Seconde Lune supérieure. Elle réapparaît par la suite comme esprit aux côtés de cette dernière pour féliciter leur benjamine Kanao, avant de rejoindre toutes deux leurs parents.

### Arc duTrain de l’Infini
Le contrôleur du train (車掌, shashō)
Voix japonaise : Jun Kasama (ja),
L’un des complices humains de la Première Lune inférieure Enmu, conducteur et contrôleur du Train de l’Infini.
Il est chargé de piéger les Pourfendeurs de démons embarqués, les plongeant dans un sommeil profond en utilisant le poinçonnage des titres pour activer le pourvoir sanguinaire du démon. Suppliant une fois sa besogne faite pour recevoir sa récompense, il est à son tour endormi.
Ayant visiblement perdu sa femme ainsi que sa fille, il paraît mort à l’intérieur et incapable de faire son deuil, obsédé par l’idée de les « retrouver » en rêve.
Les subordonnés d’Enmu (魘夢配下, Enmu haika)
Un quatuor de complices humains désespérés (visiblement condamnés par la maladie) de l’actuelle Première Lune inférieure se mélangeant aux passagers du Train de l’Infini. Une fois ses victimes endormies avec son pouvoir sanguinaire, ils ont comme rôle de s’introduire oniriquement au cœur de leur Domaine subconscient (無意識領域, Muishiki ryōiki), à fin de trouver son Noyau spirituel (精神の核, Seishin no kaku) pour le détruire.
- Le jeune tuberculeux (結核の青年, kekkaku no seinen)

Voix japonaise : Takuya Eguchi,
L’un des quatre jeunes sbires humains de la Première Lune inférieure Enmu, passager du Train de l’Infini.
Il s’attache au Pourfendeur Tanjirō Kamado, plongé comme ses camarades dans un profond sommeil par le démon, pénètre ses rêves et cherche à localiser son subconscient à fin de détruire son Noyau : cependant bouleversé par l’ampleur du premier et la compassion du second, il renonce à accomplir sa besogne et se désolidarise de ses complices à son réveil. En dépit de ses propres blessures à la suite du déraillement du train, il aide sa comparse à tresses.
Condamné par la tuberculose, il a accepté d’aider le démon en échange de beaux rêves pour fuir la réalité et adoucir sa fin de vie : mais il se résigne à son sort au contact de Tanjirō, dont la pureté intérieure l’émeut au point de lui faire retrouver sa bonté perdue.
- La fille à tresses (三つ編みの少女, mitsuami no shōjo) / la « fille qui a pénétré le subconscient de Rengoku » (煉獄の無意識領域に侵入した少女, Rengoku no muishiki ryōiki ni shinnyū shita shōjo)

Voix japonaise : Sayaka Senbongi,
L’une des quatre jeunes sbires humains de la Première Lune inférieure Enmu, passagère du Train de l’Infini.
Elle s’attache au Pilier de la Flamme Kyōjurō Rengoku, plongé comme ses camarades dans un profond sommeil par le démon, pénètre ses rêves et cherche à localiser son subconscient à fin de détruire son Noyau : elle en est cependant empêchée par la volonté de sa cible qui, même resté endormi, sent d’instinct le danger et parvient à la maîtriser dans le réel. Au réveil de Tanjirō, elle tente de l’attaquer à l’alêne avec ses deux derniers compères et récrimine le tuberculeux pour son renoncement : le Pourfendeur profite de cette ouverture pour l’assommer furtivement avec les deux autres. Visiblement blessée à la suite du déraillement du train mais aidée par son comparse repentant, il semblerait qu’elle ait perdu son œil droit.
Si la raison de sa complicité n’est pas claire, elle est tout aussi désespérée que les autres mais bien moins scrupuleuse, n’hésitant pas à menacer l’un d’entre eux de dénonciation à leur commanditaire.
- La fille aux yeux plissés (糸目の少女, itome no shōjo) / la « fille qui a pénétré le subconscient d’Inosuke » (伊之助の無意識領域に侵入した少女, Inosuke no muishiki ryōiki ni shinnyū shita shōjo)

Voix japonaise : Hibiku Yamamura (ja),
L’une des quatre jeunes sbires humains de la Première Lune inférieure Enmu, passagère du Train de l’Infini.
Elle s’attache au Pourfendeur Inosuke Hashibira, plongé comme ses camarades dans un profond sommeil par le démon, pénètre ses rêves et cherche à localiser son subconscient à fin de détruire son Noyau : cependant désorientée par l’étrangeté sauvage et tortueuse dudit rêve puis débusquée par une sorte de « gardien » monstrueux et primitif, elle échoue à trouver son subconscient et est mise en déroute. Au réveil de Tanjirō, elle tente de l’attaquer à l’alêne avec deux de ses compères, le tuberculeux se désolidarisant : le Pourfendeur profite de cette ouverture pour l’assommer furtivement avec les deux autres. Visiblement blessée à la suite du déraillement du train, elle est secourue et soutenue par son comparse à cheveux courts.
Si la raison de sa complicité n’est pas claire, elle est tout aussi désespérée que les autres.
- Le jeune à cheveux courts (短髪の青年, tenpatsu no seinen) / le « jeune qui a pénétré le subconscient de Zenitsu » (善逸の無意識領域に侵入した青年, Zenitsu no muishiki ryōiki ni shinnyū shita seinen)

Voix japonaise : Yūya Hirose (ja),
L’un des quatre jeunes sbires humains de la Première Lune inférieure Enmu, passager du Train de l’Infini.
Il s’attache au Pourfendeur Zenitsu Agatsuma, plongé comme ses camarades dans un profond sommeil par le démon, pénètre ses rêves et cherche à localiser son subconscient à fin de détruire son Noyau : cependant repéré dans la part sombre dudit subconscient puis pourchassé par une sorte de « gardien » fou et meurtrier, il échoue à trouver ledit Noyau et est mis en déroute. Au réveil de Tanjirō, il tente de l’attaquer à l’alêne avec deux de ses compères, le tuberculeux se désolidarisant : le Pourfendeur profite de cette ouverture pour l’assommer furtivement avec les deux autres. Visiblement blessé à la suite du déraillement du train, il aide toutefois sa comparse aux yeux plissés — elle aussi blessée — en lui prêtant son épaule.
Si la raison de sa complicité n’est pas claire, il est tout aussi désespéré que les autres.
Le machiniste du train (機関士, kikanshi)
Voix japonaise : Shinya Takahashi (ja),
L’un des complices humains de la Première Lune inférieure Enmu, machiniste du Train de l’Infini.
Tentant d’entraver deux des Pourfendeurs (celui à boucles d’oreille et le sauvage à tête de sanglier) faisant irruption dans la voiture de tête et combattant le démon, armé d’une alêne il poignarde à l’estomac le premier, qui s’interposait pour préserver son camarade véritablement ciblé. Visiblement blessé à vie aux pieds à la suite du déraillement du train, et coincé sous des décombres, il n’est sauvé — de mauvaise grâce — par sa première cible que grâce à la grande compassion de sa victime.
Si la raison de sa complicité n’est pas claire, il est tout aussi désespéré que les autres et résolu au meurtre pour pouvoir continuer de rêver.

### Arc duQuartier des Plaisirs
La famille de « Toshikuni » (「俊國」の家族, ‘Toshikuni’ no kazoku)
La petite famille humaine d’un chef d’entreprise dont l’enfant adoptif compte parmi les fausses identités du démon Muzan Kibutsuji.
- Le père adoptif de « Toshikuni » (「俊國」の養父, ‘Toshikuni’ no yōfu)

Voix japonaise : Shinya Takahashi (ja)
Homme mûr et aisé à la tête de sa propre entreprise, recevant avec son épouse des invités chez eux et vantant les qualités de leur nouvel enfant adoptif « Toshikuni » (qui reçoit en secret la visite d’un démon).
À l’origine sans descendance, il manifeste son désir de faire de cet enfant son successeur et de trouver au plus vite, par son entreprise, un remède à cette « maladie de peau » qui l’empêcherait de sortir au grand jour.
Humain ordinaire ignorant visiblement la véritable nature de leur fils, il paraît être un homme calme et nouveau père comblé.
- La mère adoptive de « Toshikuni » (「俊國」の養母, ‘Toshikuni’ no yōbo)

Voix japonaise : Naoko Komatsu (ja)
Femme mûre et aisée recevant avec son époux des invités chez eux et vantant les qualités de leur nouvel enfant adoptif « Toshikuni » (qui reçoit en secret la visite d’un démon).
À l’origine sans descendance, elle est ravie de penser que leurs liens familiaux se tissent progressivement, ainsi que de constater à quel point cet enfant serait précoce et prévenant avec leurs domestiques.
Humaine ordinaire ignorant visiblement la véritable nature de leur fils, elle paraît être une femme patiente et nouvelle mère comblée.
L’invité des parents adoptifs (養父母のお客, yōfubo no o‑kyaku)
Voix japonaise : Teruyuki Tanzawa (ja)
L’homme invité avec les siens chez les nouveaux parents de « Toshikuni ».
Il assume sans honte considérer son propre fils comme un « ahuri », et plaisante sur l’idée de l’échanger contre le leur.
Le propriétaire de la Maison aux Glycines [du Quartier des Plaisirs] (（遊郭に）「藤の家」の旦那, [yūkaku ni] ‘fuji no ie’ no danna)
Voix japonaise : Shinya Takahashi (ja)
L’homme accueillant modestement Tengen Uzui avec ses cadets à leur Maison aux Glycines du Quartier des Plaisirs à Yoshiwara.
Il paraît aussi prévenant et bienheureux que son homologue précédemment croisée. Les membres anecdotiques de sa petite famille (une femme, une fille aînée et un petit garçon) n’apparaissent que dans l’œuvre originale.
La Maison Tokito (ときと屋, Tokito‑ya)
Établissement du Quartier des Plaisirs de Yoshiwara où Suma a disparu et infiltré par « Sumiko » (炭子).
- La courtisane Koinatsu (鯉夏花魁, Koinatsu oiran)

Voix japonaise : Chiwa Saitō, voix française : Barbara Beretta
Courtisane très réputée dans le Quartier des Plaisirs de Yoshiwara et fille principale de la Maison Tokito.
Elle sert sans le savoir de source d’informations précieuse pour le jeune Pourfendeur et se fait du souci pour les disparitions anormales des autres filles : elle a dès son arrivée, et contrairement à ce qu’il s’imaginait, percé à jour le secret de « Sumiko ». Peu avant les affrontements contre Daki, elle se réjouit d’avoir été choisie comme épouse par un homme respectable : elle est enlevée à peine quittée par cette dernière, mais sauvée par Tanjirō.
Observatrice et d’une personnalité aussi agréable que prévenante avec son entourage, elle est maternelle envers ses apprenties. Faisant honneur à son statut, elle est très gracieuse.
- Les apprenties courtisanes de la Maison Tokito (「ときと屋」の禿, ‘Tokito‑ya’ no kamuro)

Voix japonaise : Takako Tanaka (ja)
Un duo de fillettes innomées aux grands yeux de la Maison Tokito, toutes deux apprenties de la fille principle Koinatsu.
Apprêtées identiquement, elles adorent leur aînée qui leur consacre du temps et prend soin d’elles comme une grande sœur. L’une imiterait régulièrement l’autre et elles pourraient — nonobstant leurs styles d’yeux — presque passer pour des jumelles.
- La maîtresse de la Maison Tokito (「ときと屋」の女將, ‘Tokito‑ya’ no okami)

Voix japonaise : Machiko Toyoshima (ja)
La maîtresse vieillissante de la Maison Tokito.
Femme pouvant facilement s’emporter et influençable, elle a accepté d’engager « Sumiko » par simple coup de cœur pour l’homme grand et séduisant venu la placer : elle est vite prise au dépourvu par l’efficacité ainsi que la diligence — un peu excessive — de cette nouvelle venue qu’elle trouve impatiente.
- Le maître de la Maison Tokito (「ときと屋」の旦那, ‘Tokito‑ya’ no danna)

Voix japonaise : Mitsuru Ogata (ja)
L’époux de la gérante.
Il est terriblement sceptique en voyant les trois « jeunes filles » à placer affreusement maquillées et amenées par un bel homme : mais sa femme, charmée par ce dernier, accepte d’en prendre une.
- La jeune assistante à manches pendantes de la Maison Tokito (「ときと屋」の振袖新造, ‘Tokito‑ya’ no furisode shinzō)

Voix japonaise : Naoko Komatsu (ja)
Une jeune courtisane assistant la maîtresse de la Maison Tokito.
Sollicitant l’aide de « Sumiko » pour transporter un lot imposant de présents jusque dans la chambre de leur fille principale Koinatsu, elle se surprend avec une consœur de la force physique de la nouvelle venue.
- L’autre courtisane de la Maison Tokito (その他の「ときと屋」の遊女, sonohoka no ‘Tokito‑ya’ no yūjo)

Voix japonaise : Emiri Suyama (ja)
L’une des courtisanes de la Maison Tokito.
Sollicitant l’aide de « Sumiko » pour transporter un lot imposant de présents jusque dans la chambre de leur fille principale Koinatsu, elle se surprend avec une consœur de la force physique de la nouvelle venue.
La Maison Ogimoto (荻本屋, Ogimoto‑ya)
Établissement du Quartier des Plaisirs de Yoshiwara où Makiwo a disparu et infiltré par « Inoko » (猪子).
- La propriétaire de la Maison Ogimoto (「荻本屋」の部屋持, ‘Ogimoto‑ya’ no heyamochi)

Voix japonaise : Naoko Komatsu (ja)
La propriétaire vieillissante de la Maison Ogimoto.
Femme aux yeux de renarde ayant repérée « Inoko », elle a spontanément tenu à l’engager dans sa maison en dépit d’apprêts ridicules : en qualité d’ancienne courtisane expérimentée, elle a su déceler d’un regard (mais sans percer sa vraie nature) la beauté naturelle du visage d’Inosuke sous son affreux maquillage, et se voit déjà en faire une rivale sérieuse pour les filles des autres établissements concurrents.
- La jeune assistante de la Maison Ogimoto (「荻本屋」の新造, ‘Ogimoto‑ya’ no shinzō)

Voix japonaise : Mayuko Kazama (ja)
Une jeune fille assistant la propriétaire de la Maison Ogimoto.
Elle est émerveillée en découvrant la beauté naturelle de la nouvelle venue « Inoko » dissimulée — sauf à l’œil aguerri de sa maîtressse — sous un affreux maquillage, mais se surprend tout de même de sa constitution.
- La courtisane de la Maison Ogimoto (「荻本屋」の遊女, ‘Ogimoto‑ya’ no yūjo) / Yae (八重)

Voix japonaise : Hana Satō (ja)
L’une des courtisanes de la Maison Ogimoto.
Elle est épiée par « Inoko » durant une conversation avec une consœur près de la chambre de Makiwo, qui n’en serait visiblement plus sortie depuis un moment. Elles sont également toutes deux prises d’effroi en assistant à une attaque inexplicable commise sur un client par la nouvelle venue.
- L’autre courtisane de la Maison Ogimoto (その他の「荻本屋」の遊女, sonohoka no ‘Ogimoto‑ya’ no yūjo)

Voix japonaise : Rikako Aikawa
L’une des courtisanes de la Maison Ogimoto.
Elle est épiée par « Inoko » durant une conversation avec une consœur près de la chambre de Makiwo, qui n’en serait visiblement plus sortie depuis un moment. Elles sont également toutes deux prises d’effroi en assistant à une attaque inexplicable commise sur un client par la nouvelle venue.
- Les trois courtisanes de la Maison Ogimoto (「荻本屋」の遊女三人組, ‘Ogimoto‑ya’ no yūjo sanningumi)

Voix japonaise : Riho Sugiyama (ja) (A) / Emiri Suyama (ja) (B) / Mayuko Kazama (ja) (C)
Un trio de courtisanes de la Maison Ogimoto.
L’une d’elles, hurlant subitement et en panique, court avertir les deux autres qu’une « sorte de sanglier monstrueux défonce les sols et les planchers » : d’abord incrédules, elles sont à leur tour effrayées par l’énergumène qui, pour réussir à se faufiler dans un trou trop étroit, se désarticule les membres.
La Maison Kyōgoku (京極屋, Kyōgoku‑ya)
Établissement du Quartier des Plaisirs de Yoshiwara où Hinatsuru a disparu et infiltré par « Zenko » (善子).
- Omitsu (お三津) / « Maîtresse » (女將, okami, propriétaire) (par Warabihime et ses autres employés)

Voix japonaise : Kaoru Katakai (ja)
La défunte maîtresse de la Maison Kyōgoku.
Elle est décédée deux jours avant l’arrivée des Pourfendeurs dans le quartier : après avoir trop longtemps fermé les yeux, armée d’un couteau elle rejoignit sa fille principale Warabihime dans sa chambre et l’accusa des disparitions récentes d’autres filles — dont certaines qu’elle aurait persécutées ou poussées au suicide. Ayant percée à jour sa véritable nature, elle fut alors éliminée par Daki qui la fit mortellement chuter depuis les hauteurs de la demeure.
Enfant, une vieille dame un peu sénile d’un salon de thé lui parlait de ce type de courtisanes très belles, mais cruelles et au regard noir, qui intégraient couramment le caractère pour « princesse » (姫, hime) dans leur surnom. Elle a témoigné d’un fort caractère mais aussi, d’un manque de jugeotte en confrontant la démone entre quatre yeux.
- Le mari [d’Omitsu]/maître de maison (（お三津の）旦那, [Omitsu no] danna)

Voix japonaise : Atsushi Imaruoka (ja)
Le patron de la Maison Kyōgoku et veuf de la maîtresse de maison, décédée deux jours auparavant dans des circonstances suspectes.
Se doutant de la culpabilité — ainsi que de la vraie nature — de leur fille principale Warabihime mais la craignant, il fait profil bas et tente de fermer les yeux sur ses agissements : son ressentiment prend finalement le dessus quand une espèce d’assassin se faufile discrètement dans son dos pour lui tirer les vers du nez en promettant la mort de la responsable.
Ayant conservé le dernier kimono porté par sa femme, il est authentiquement affecté par sa perte, mais trop peureux pour se risquer personnellement à contrarier sa meurtrière.
- La vieille gérante de la Maison Kyōgoku (「京極屋」の遣り手婆, ‘Kyōgoku‑ya’ no yaritebaba)

Voix japonaise : Riho Sugiyama (ja)
La gérante vieillissante de la Maison Kyōgoku.
Femme au moins aussi influençable que la maîtresse de la Maison Tokito, elle a accepté d’engager « Zenko » bouche bée par la beauté de l’homme venu la placer.
- La jeune assistante de la Maison Kyōgoku (「京極屋」の新造, ‘Kyōgoku‑ya’ no shinzō)

Voix japonaise : Rin Kusumi (ja)
Une jeune fille assistant le maître de la Maison Kyōgoku.
Elle avertit leur patron de la disparition suspecte de « Zenko » peu après son incident avec Warabihime : le patron faisant rapidement le calcul et voulant étouffer le problème, s’emporte sur elle pour son insistance à vouloir la retrouver, lui ordonnant impérieusement de l’oublier et de faire passer sa « conclusion » officielle aux autres filles.
- Les trois courtisanes de la Maison Kyōgoku (「京極屋」の遊女三人組, ‘Kyōgoku‑ya’ no yūjo sanningumi)

Voix japonaise : Rin Kusumi (ja) (A/B) / Mayuko Kazama (ja) (C)
Un trio de jeunes courtisanes de la Maison Kyōgoku.
Elles se surprennent du talent de la nouvelle venue « Zenko » au shamisen compensant son allure repoussante, et piaillent sur la beauté de l’homme qui l’aurait amenée à leur vieille gérante.
- La courtisane à pipe (煙管と遊女, kiseru to yūjo)

Voix japonaise : Kaede Yuasa (ja)
Une courtisane aînée de la Maison Kyōgoku.
Élégamment munie d’une pipe, posée et témoignant d’une certaine finesse d’esprit ainsi que de son expérience, elle fait part d’impressions sur « Zenko » plus positives et pertinentes (malgré la méprise) que celles de ses cadettes.
- Les apprenties courtisanes de la Maison Kyōgoku (「京極屋」の禿, ‘Kyōgoku‑ya’ no kamuro)

Voix japonaise : Minami Tanaka
Un trio de fillettes innomées en furisode de la Maison Kyōgoku.
Chargée de nettoyer la chambre de la fille principale Warabihime, l’une d’elles y est trouvée blessée et en pleurs par la nouvelle venue « Zenko » : se faisant cruellement battre par son aînée sur un coup d’humeur, elle est toutefois sauvée par l’intervention de Zenitsu, qui perçoit la nature démonique de la courtisane et se fait assommer en protégeant la petite (ce qui attire l’attention et met fin à la situation), tandis que les deux autres essayaient de leur sauver la mise. Dans l’adaptation animée, pour s’être soucié d’elles le trio s’en montre reconnaissant à son réveil.
Comme les apprenties de la Maison Tokito, elles sont assorties entre elles et pourraient — nonobstant leurs styles d’yeux — presque passer pour de vraies sœurs.
L’homme frappé par Inosuke (伊之助にぶつかられた男性, Inosuke ni butsukarareta dansei)
Voix japonaise : Shūgo Nakamura (ja)
Un personnage anecdotique au physique grotesque vu au Quartier des Plaisirs.
Client type semblant faire la tournée des « bonnes adresses » avec son carnet (dans l’adaptation animée) et à l’air euphorique, il apparaît à la Maison Ogimoto pour être la victime hasardeuse d’un comique de situation avec Inosuke.
L’homme aux yeux plissés du Quartier des Plaisirs (遊郭の糸目男性, yūkaku no itome dansei)
Voix japonaise : Shinya Takahashi (ja)
Un homme officiant dans le Quartier des Plaisirs à Yoshiwara, comptant parmi les victimes collatérales des affrontements contre Daki.
Entendant le calme de la rue troublé par un combat (entre Tanjirō Kamado et la Lune supérieure), il se dirige vers sa source et récrimine le jeune homme au katana sans réaliser la menace posée par la démone, qui provoque dans l’instant qui suit des dommages collatéraux sur le voisinage en lançant avec ses ceintures tranchantes une attaque dévastatrice pour les habitations environnantes : même s’il fut averti et partiellement protégé de son corps par l’épéiste, il se fait lui‐même trancher la main gauche dans l’action. Invité par Tanjirō à se faire un garrot, il change d’attitude et avertit à vive voix de ne pas sortir. Dans l’adaptation animée, il est revu plus tard à l’entrée du Quartier des Plaisirs parmi les victimes ayant réussi à évacuer avec l’aide de deux inconnues (Suma et Makiwo).
La courtisane de « Hiro » (「弘」の遊女, ‘Hiro’ no yūjo)
Voix japonaise : Riho Sugiyama (ja)
Une jeune femme innomée officiant dans le Quartier des Plaisirs à Yoshiwara, comptant parmi les victimes collatérales des affrontements contre Daki.
Alertés par les remontrances dans la rue d’un membre du quartier, elle était en compagnie d’un certain « Hiro » dans une chambre avoisinant le combat de Tanjirō lorsque la démone lance son attaque de zone destructrice avec ses ceintures tranchantes : l’homme étant mort pour s’être pris de plein fouet le coup — peut‑être en la protégeant, la courtisane en état de choc hurle à côté de son corps — au crâne partiellement découpé — et supplie après de l’aide pour le sauver en l’enserrant contre elle (provoquant par coup de sang la rage transcendante de Tanjirō envers la responsable, qui indifférente aux vies prises).
La courtisane blessée (怪我花魁, kega oiran)
Voix japonaise : Kaede Yuasa (ja)
Une jeune femme innomée officiant dans le Quartier des Plaisirs à Yoshiwara, comptant parmi les victimes collatérales des affrontements contre Daki.
Saignant à grosses gouttes par une entaille profonde infligée au bras dans l’éjection de la Lune supérieure à travers leur maison, elle croise par hasard la route de l’autre démone qui la combat : la démonification de cette dernière ayant proportionnellement progressée avec sa montée brutale en puissance, et le sang de sa blessure provoquant sa faim, la créature tente de l’attaquer mais en est empêchée de justesse par un jeune épéiste semblant la connaître et traversant le sol avec elle en tentant de la raisonner. Dans l’adaptation animée, elle est revue plus tard à l’entrée du Quartier des Plaisirs parmi les victimes ayant réussi à évacuer avec l’aide de deux inconnues (Suma et Makiwo).
La mère de Daki et Gyūtarō (堕姫と妓夫太郎の母親, Daki to Gyūtarō no hahaoya)
Femme prostituée de la rive du Rashoumon (sous-section la plus pauvre du Quartier des Plaisirs) à l’époque d’Edo apparaissant à travers les souvenirs de Daki et Gyūtarō, elle était leur mère du temps où ils étaient des Humains.
Ayant probablement eu ses deux enfants non désirés de clients non identifiés, elle tenta à plusieurs reprises de tuer son fils et était sur le point d’étrangler à mort sa fille encore bébé (trouvant ses couleurs d’yeux et de cheveux effrayantes), mais cette dernière fut sauvée par son frère. Elle finit par mourir de la syphilis.
L’homme d’armes à l’œil crevé (隻眼を抉られた武士, sekigan wo egurareta bushi)
Voix japonaise : Shinya Takahashi (ja)
Samurai de l’époque d’Edo apparaissant à travers les souvenirs de Daki et Gyūtarō, il fut responsable de l’immolation d’Ume et de la blessure mortelle de son recouvreur du temps où ils étaient des Humains.
À l’origine un client de sa sœur en son absence, il fut éborgné par cette dernière avec son épingle à cheveux pour avoir insulté son frère. Visiblement soudoyé par sa maîtresse de maison, il se vengea en brûlant vive Ume et tendit un piège au recouvreur à son retour : sérieusement blessé dans le dos tandis qu’il se lamentait sur le sort de sa sœur, Gyūtarō prit tout de même sa revanche en l’exécutant à la suite de sa complice.
La maîtresse de maison d’Ume (梅の女將, Ume no okami)
Voix japonaise : Saeko Akiho (ja)
Propriétaire d’une maison close des abords du Rashoumon à l’époque d’Edo apparaissant à travers les souvenirs de Daki et Gyūtarō, elle était la maîtresse de maison d’Ume du temps où ils étaient des Humains.
Employant visiblement cette dernière mais n’appréciant pas les méthodes de son frère recouvreur, elle se fit complice de son immolation en engageant un client samurai blessé par sa fille, et du piège tendu à son frère : bien que blessé par surprise, Gyūtarō vengea tout de même sa sœur en exécutant la femme avant de s’occuper de son complice.

### Arc duVillage des Forgerons
Les ancêtres Kamado (産屋敷家の先祖, Kamado-ke no senzo)
Les ancêtres charbonniers de la Famille Kamado.
Tanjirō Kamado fait l’expérience d’une réminiscence d’aïeuls de l’époque Sengoku, liés à la genèse de la Danse du Dieu du Feu et contemporains du Pourfendeur de démons légendaire.
- Sumiyoshi Kamado (竈門 炭吉, Kamado Sumiyoshi)

Voix japonaise : Hirofumi Nojima, voix française : Arthur Pestel,
Charbonnier de l’époque Sengoku apparaissant à travers les souvenirs héréditaires de Tanjirō Kamado, il était un ancêtre de la Famille Kamado duquel elle hérita de génération en génération (pour tenir la promesse faite à leur propriétaire originel) des hanafuda en boucles d’oreille ainsi que de la Danse du Dieu du Feu : il codifia lui-même cette dernière en apprenant la maîtrise du Souffle ainsi que les Mouvements du « Souffle originel » par le Pourfendeur de démons légendaire Yoriichi Tsugikuni, qui sauva sa famille — vraisemblablement d’une attaque de démon — à un moment de sa vie et dont il était devenu une proche connaissance.
Avant leur rencontre, il avait déjà emménagé avec sa femme Suyako dans le taudis qui servait autrefois de demeure au Pourfendeur ainsi qu’à sa propre épouse Uta.
Il ressemblait à s’y méprendre à son lointain descendant, Tanjirō.
- Suyako Kamado (竈門 珠彌子, Kamado Suyako)

Voix japonaise : Misato Fukuen, voix française : Marie Facundo
Jeune femme de l’époque Sengoku apparaissant à travers les souvenirs héréditaires de Tanjirō Kamado, elle était une ancêtre de la Famille Kamado, femme de Sumiyoshi ainsi que la mère de leurs deux enfants, Sumire et un petit garçon.
Son mari et elle furent sauvés d’un démon par Yoriichi Tsugikuni alors qu’elle était encore enceinte de sa fille : le Pourfendeur devint ainsi un ami de la famille leur rendant parfois visite dans leur taudis (qui fut autrefois la demeure de ce dernier et de sa femme). Elle demanda avec enthousiasme à ce dernier de leur montrer les Mouvements du Souffle du Soleil.
Elle était de nature joyeuse.
- Sumire Kamado (竈門 瑾禰, Kamado Sumire)

Fillette de l’époque Sengoku apparaissant à travers les souvenirs héréditaires de Tanjirō Kamado, elle était une ancêtre de la Famille Kamado, fille de Sumiyoshi et Suyako ainsi que sœur d’un second enfant (un petit garçon innomé).
Lorsque Yoriichi Tsugikuni (qui permit sa naissance en sauvant sa mère — alors déjà enceinte d’elle — et son père d’une attaque de démon) rendit à nouveau visite aux Kamado, elle créa une opportunité de sauver le cœur pesant du Pourfendeur en lui demandant un câlin, affichant un sourire innocent lorsqu’il la prit en charge.
Elle ressemblait à s’y méprendre à sa mère ainsi qu’à sa lointaine descendante, Nezuko.
La famille Kanroji (甘露寺家, Kanroji‑ke)
La famille de l’actuel Pilier de l’Amour, Mitsuri Kanroji. Fille d’une famille épanouie et nombreuse, cette dernière se compose avec ses parents ainsi que sa fratrie de six enfants (cinq frères et sœurs).
- Le père Kanroji (甘露寺の父親, Kanroji no chichioya)

Voix japonaise : Kenji Nojima
Homme apparaissant à travers les souvenirs de Mitsuri, il est le père de sa fratrie.
Individu aux biceps saillants, il se fit (dans l’adaptation animée) avec son épouse du souci pour leur fille lorsqu’en grandissant, elle se mit à mal vivre ses particularités et tenta de les cacher — en se teignant les cheveux, simulant la faiblesse et restreignant son appétit — pour espérer se trouver un nouveau fiancé.
Ses enfants ont hérité de ses grains de beauté uniques sous chaque œil.
- La mère Kanroji (甘露寺の母親, Kanroji no hahaoya)

Voix japonaise : Junko Minagawa
Femme apparaissant à travers les souvenirs de Mitsuri, elle est la mère de sa fratrie.
Épanouie, elle se fit (dans l’adaptation animée) avec son époux du souci pour leur fille lorsqu’en grandissant, elle se mit à mal vivre ses particularités et tenta de les cacher pour espérer se trouver un nouveau fiancé.
Elle‑même réputée forte et sans peur, fut prise au dépourvu pour la première fois de sa vie alors qu’elle était enceinte du petit frère de Mitsuri, qui révéla à ses quatorze mois sa force hors du commun en soulevant seule une pierre à macération de quinze kilos.
L’ancien fiancé de Mitsuri (蜜璃の元見合い相手, Mitsuri no moto miai aite)
Voix japonaise : Shinya Takahashi (ja)
Homme à lunettes apparaissant à travers les souvenirs de Mitsuri, il la rencontra à ses dix‑sept ans dans l’optique d’un mariage arrangé.
Celui‑ci assumant toutefois ne pas vouloir que les étrangetés de la dame (sa force anormale, son appétit vorace ainsi que sa couleur de cheveux) soient transmises à ses futurs enfants, il rompit leurs fançailles.
Individu stoïque à l’air sérieux, il marqua la jeune fille en la rejetant bien cruellement à cause de ses particularités, estimant que seule une bête sauvage quelconque pourrait la prendre pour femme.
Le propriétaire du restaurant de soba [réminiscence de Mitsuri Kanroji] (（甘露寺蜜璃の走馬灯）蕎麦屋の店主, [Kanroji Mitsuru no sōmatō] soba‑ya no tenshu)
Voix japonaise : Chado Horī (ja)
Le cuisinier d’un restaurant de soba apparaissant à travers les souvenirs de Mitsuri Kanroji.
Il fut impressionné de voir cette enfant (de cinq ans dans l’adaptation animée) manger autant que trois autres clients lutteurs.
Les lutteurs (力士, rikishi)
Voix japonaise : Kazuki Kyan (ja) (« Lutteur [A] » [力士（A）]) / Daisuke Egawa (ja) (« Lutteur [B] » [力士（B）])
Trio de lutteurs apparaissant à travers les souvenirs de Mitsuri Kanroji.
Voisins de table de sa famille se rassasiant chez le même restaurateur, ils furent impressionnés de voir cette petite fille manger autant qu’eux réunis : dans l’adaptation animée, ils sont charriés par le cuisinier, puis l’un des trois (Lutteur « A ») subit une défaite cuisante contre Mitsuri au bras de fer.
Le magistrat qui jugea Hantengu  (半天狗を裁いた奉行, Hantengu wo sabaita bugyō)
Voix japonaise : Daisuke Egawa (ja)
Magistrat local de l’époque d’Edo apparaissant à travers les souvenirs d’Hantengu, il le confronta à ses crimes du temps où il était un Humain.
Au nom de la justice et de la vérité, il fit preuve d’une intransigeance à toute épreuve et tint tête à un malhonnête pathologique comme lui, même lorsqu’il revint après sa transformation en démon pour se venger.
Homme de loi et de principes, intraitable avec les menteurs et droit jusqu’à la fin, il laissa une forte impression à la Quatrième Lune supérieure.
L’homme aveugle  (盲人, mōjin)
Voix japonaise : Taketora (ja)
Infirme de l’époque d’Edo apparaissant à travers les souvenirs d’Hantengu, il fut sa dernière victime du temps où il était un Humain.
Compagnon auprès du même protecteur, il découvrit cependant ses méfaits et menaçait de le dénoncer : il fut alors tué de panique par Hantengu pour se couvrir, mais cela l’amena devant le magistrat.
Homme reconnaissant, il était ecœuré de le savoir abuser du kengyō en feignant la cécité, tout en osant voler leur riche et généreux bienfaiteur.
La domestique  (メイド, Meido)
Voix japonaise : Mitsuki Nakae (ja)
Jeune femme de maison au service de la famille de « Toshikuni ».
Suivant sa maîtresse pour apporter le thé à la bibliothèque (au moment même où Muzan apprend par Hantengu l’immunité de Nezuko à la lumière du soleil et ricane sur un « Lycoris bleu »), elle tarde à réaliser la décapitation soudaine de la dame par son « fils » adoptif : prise de panique en voyant le démon prendre forme adulte, elle n’a le temps que de hurler au meurtre et en appeler au mari avant d’être brutalement tuée à son tour.
Humaine ordinaire et inconsciente du danger planant sur cette famille, elle semblait si professionnelle que seule sa mort lui aura fait lâcher son plateau.
Le bon docteur (善良な医者, zenryōna isha)
Voix japonaise : Shinya Takahashi (ja)
Médecin innomé de l’époque de Heian apparaissant à travers les souvenirs de Muzan Kibutsuji, il fut son guérisseur du temps où il était un Humain mais aussi, le responsable de sa transformation en démon.
Muzan ayant déjà failli mourir plusieurs fois avant même sa naissance dû à sa fragilité congénitale, et étant depuis en état de survie perpétuelle, son médecin chercha à tout prix un moyen de le sauver définitivement : ce qu’il parvint un jour à accomplir en faisant prendre à son patient un étrange remède, mais qui changea aussi sa nature en lui rendant la lumière du jour insupportable et le poussant à se nourrir d’Humains. Cependant soupçonné à tort de charlatanisme par un Muzan aussi aigri qu’impatient, le docteur fut tôtivement tué par son patient avant qu’il n’ait pu constater les résultats de son traitement.
Étant le seul individu connu au fait de l’existence de ce remède et de son ingrédient principal, il emporta son secret dans la tombe. En dépit de ses intentions louables et d’une nature profondément altruiste, son acharnement thérapeutique découlant de la frustration face au cas de Kibutsuji le poussa à un acte qui aura de lourdes conséquences sur bien des vies même un millénaire plus tard, le démon consacrant dès lors son existence à tenter — sans succès — de reproduire son traitement en écumant le pays.

### Arc de l’Entraînement des Piliers
Les (huit) enfants du temple (寺の（八人の）子（供達 / どもたち）, tera no [hachinin no] kodomo‑tachi)
Voix japonaise : Yūki Sakakihara (ja), Natsumi Fujiwara (ja), Aya Yamane (ja), Tomoyo Takayanagi (ja), Atsushi Tamaru (ja), Yurina Amami (ja), Konomi Inagaki (ja)
Neuf jeunes orphelins furent recueillis par Gyōmei Himejima du temps où il était moine puis devenu Pourfendeurs de démons, dix ans avant le début de l’histoire.
Trahis par l’un d’entre eux, qui — chassé à l’insu de leur aîné par les autres pour avoir volé de l’argent dédié à leur foyer — se fit complice de l’intrusion nocturne d’un démon dans le temple (protégé chaque nuit avec de l’encens de glycine) pour avoir la vie sauve, les enfants restants furent presque tous massacrés dans l’attaque : l’homme aveugle, qui en désespoir de cause réussit à les venger en protégeant la petite dernière, fut pourtant condamné à tort pour leur meurtre sur une méprise. Ils réapparaissent au Pilier dans ses derniers instants en tant qu’esprits qui, l’ayant patiemment attendu, se tiennent à ses côtés (en parallèle métaphysique des Furtifs présents) pour l’accompagner dans la mort.
L’actuel Pilier de la Roche, qui les aimait et en prenait soin, les voyaient comme une famille et s’imposait (dû à leur pauvreté) sa propre discipline spirituelle jusqu’à la privation pour leur bien : ce dont (à une exception près) ils étaient, contrairement à ce qu’il a longtemps cru, tous conscients et reconnaissants.
- Sayo (沙代)

Voix japonaise : Yukina Shutō (ja)
Orpheline apparaissant à travers les souvenirs de Gyōmei Himejima, elle est la plus jeune (de quatre ans à l’époque) des enfants recueillis en son temple du temps où il était moine.
Seule survivante du massacre des orphelins par un démon introduit dans les lieux, elle fut sauvée par l’homme aveugle qui s’acharna jusqu’au lever du jour sur le monstre avec ses poings pour l’empêcher de l’atteindre : cependant confuse et traumatisée, ainsi qu’en l’absence de corps laissé par le démon, elle le fit condamner à mort pour les meurtres en provoquant un malentendu. Elle en garde une grande culpabilité et souhaite toujours demander son pardon, même dix ans après ces faits.
Des indices indirects suggèrent qu’elle pourrait être la Furtive qui, dans le temps présent, se tient aux côtes du Pilier dans ses derniers instants en lui prenant la main — en parallèle métaphysique des esprits des orphelins déjà décédés (semblant plus intimement affectée que ses camarades présents ainsi que prise de regrets, et lui témoignant une anormale familiarité en l’appelant par son prénom).
- Les trois autres enfants (他の三人の子供たち, hoka no san’nin no kodomo‑tachi) / Kazunori, Ryōtarō et Asami

Trois des orphelins apparaissant à travers les souvenirs de Gyōmei Himejima, enfants de son temple décédés avant le début de l’histoire.
Ils furent les derniers massacrés durant l’attaque du démon en désobéissant à l’homme aveugle, ne restant pas cachés derrière lui avec Sayo alors qu’il se faisait leur rempart avec son corps.
Ces enfants tenaient néanmoins à lui comme les autres : contrairement à ce qu’a longtemps mésinterprété le Pilier, qui l’imputait à son handicap ainsi que la faiblesse supposée par sa maigreur d’alors, il n’en firent pas à leur tête ce soir‑là pour se désolidariser de Gyōmei, mais par initiative commune de le sauver en tentant de l’aider contre le monstre.
- Les quatre enfants tués sur le coup (すぐに殺された四人, sugu ni korosareta yonin)

Quatre orphelins innomés apparaissant à travers les souvenirs de Gyōmei Himejima, enfants de son temple décédés avant le début de l’histoire.
Ils furent les premiers massacrés durant l’attaque du démon, qui les tua dès son intrusion.

### Arc de laBataille finale
Les parents de Kanae et Shinobu (カナエとしのぶの両親, Rui no ryōshin)
La famille des sœurs Kochō, l’ancien Pilier de la Fleur Kanae et l’actuel de l’Insecte Shinobu, se réduisit à elles seules avant le début de l’histoire. Leurs parents furent tous deux tués dans une attaque de démon.
- Le père de Kanae et Shinobu (カナエとしのぶの父親, Kanae to Shinobu no chichioya)

Apparaissant à travers les souvenirs de Shinobu, il était le défunt père des sœurs Kochō.
Il est décédé avant le début de l’histoire : sa femme et lui furent tués dans leur propre demeure par un démon.
Il était visiblement aimant et joyeux avec sa famille.
- La mère de Kanae et Shinobu (カナエとしのぶの母親, Kanae to Shinobu no hahaoya)

Apparaissant à travers les souvenirs de Shinobu, elle était la défunte mère des sœurs Kochō.
Elle est décédée avant le début de l’histoire : son mari et elle furent tués dans leur propre demeure par un démon.
Elle était visiblement aimante et joyeuse avec sa famille.
La famille d’Hakuji (狛治の一族, Hakuji no ichizoku)
La famille de l’actuelle Troisième Lune supérieure, du temps où il était un Humain, vécut deux siècles avant l’histoire à l’époque d’Edo. Hakuji étant fils unique d’un foyer monoparental, elle ne se composait qu’avec son père, un homme des bidonvilles d’Edo honnête mais malade qui se pendit finalement pour libérer son dévoué garçon de la criminalité dans laquelle il était tombé à seule fin de le soigner. Marqué et banni de la ville pour sa dernière récidive, il fut inopinément adopté dans une nouvelle famille quand il rencontra ses futurs maître martial et beau‑père ainsi que fiancée, fille chétive du premier dont il fut également le « gardien ». Le jeune disciple et futur héritier de l'École Fondamentale commit cependant, peu de temps avant sa transformation en démon par Muzan Kibutsuji, le massacre d’une école rivale d’escrime pour venger leur meurtre perpétré en son absence.
- Le père d’Hakuji (狛治の父親, Hakuji no chichioya)

Homme des bidonvilles d’Edo apparaissant à travers les souvenirs d’Akaza, il était son père du temps où il était un Humain.
Élevant seul mais honnêtement Hakuji, il tomba un jour malade : la piété poussa alors le garçon à voler de l’argent à seule fin de le soigner. Après avoir été pour la dernière fois attrapé par le magistrat local, Hakuji découvrit à sa sortie son suicide par pendaison. Il apparaît ultimement à son fils après sa mort en tant qu’esprit.
Père aussi aimant qu’aimé de son fils, et homme intègre en dépit de la nécessité induite par sa maladie ainsi que leur précarité, il justifia dans son testament préférer le suicide au déshonneur d’obtenir ses médicaments par une voie frauduleuse, mais vouloir aussi libérer Hakuji de ce poids motivant sa criminalité et lui permettre de vivre sa vie.
- Koyuki (恋雪)

Jeune fille de l’époque d’Edo apparaissant à travers les souvenirs d’Akaza, elle était la fille de Keizō (le maître de ce dernier) ainsi que sa protégée — puis fiancée — du temps où il était un Humain.
Chétive depuis sa naissance au point de ne pouvoir sortir de la demeure — au risque d’en tomber mortellement malade, elle fut entretenue par son seul père quand sa mère, défaitiste et angoissant à l’idée de la voir mourir à cause de sa constitution fragile, se donna la mort en se noyant : n’ayant que peu d’espérance de vie au vu de sa très mauvaise santé et perdant foi en l’avenir, Koyuki trouva cependant un salut le jour où son père ramena chez eux Hakuji, ancien criminel d’Edo de deux ans son aîné et orphelin sans foyer, pris par Keizō comme disciple — à la suite de leurs rencontre et duel — ainsi que gardien personnel chargé de prendre soin d’elle et la veiller durant ses absences de la maison, pour gagner leur vie. Hakuji se dévouant diligemment à sa tâche, lui qui protecteur offrant compagnie et soins, lui redonna de l’espoir, permettant même une amélioration de son état à long terme et acceptant volontiers de l’épouser sur proposition de son père, qui voulait en faire également son héritier pour le dōjō : peu de temps après malheureusement, Keizō et elle furent brutalement assassinés en l’absence d’Hakuji par l’héritier sans scrupules et ses complices d’une école rivale convoitant leur terrain, et qui empoisonnèrent à leur insu l’eau de leur puits — où ils avaient l’habitude de boire tous les deux. Elle en mourut dans les bras de son père sur le chemin pour voir un médecin, sans avoir pu revoir une dernière fois le jeune homme qu’elle aimait : ce dernier fut transformé en démon par Muzan Kibutsuji après avoir appris leur sort à son retour, puis les avoir vengé en massacrant seul et à mains nues tous les membres de l’école responsable. Elle apparaît ultimement à son aimé dans son dernier combat en tant qu’esprit, lui ravivant ses souvenirs pour le convaincre de cesser sa lutte en tant que démon, puis le libérant de l’emprise de Muzan afin de pouvoir être tous deux réunis en Enfer.
Elle était une belle et fragile jeune fille pourvue d’une personnalité délicate et émotive, pouvant pleurer facilement quelle qu’en soit la raison.
- Keizō (慶蔵)

Maître en arts martiaux de l’époque d’Edo apparaissant à travers les souvenirs d’Akaza, il était le père de Koyuki et devint le maître — puis beau‑père — de ce dernier du temps où il était un Humain.
Représentant de l’École Fondamentale (素流, soryū) et propriétaire de son propre dōjō, il devait s’occuper seul de sa fille, à la santé fragile de naissance, après le suicide par noyade de sa femme — qui craignait l’idée d’assister à la mort de leur enfant : jusqu’au jour où il rencontra Hakuji, jeune criminel orphelin et banni d’Edo sans plus aucune famille ni attache, qu’il vainquit sans effort en duel puis recueillit pour en faire son disciple ainsi que le gardien de Koyuki durant ses absences de leur foyer, pour subvenir à leurs besoins par des travaux de bricolage.
Hakuji permettant par son rôle une amélioration significative et à long terme de l’état de santé de cette dernière, et souhaitant l’intégrer définitivement à sa famille pour en faire le futur héritier de son dōjō, il proposa la main de sa fille à son disciple, qui accepta volontiers : peu de temps après malheureusement, Koyuki et lui furent brutalement assassinés en l’absence d’Hakuji par l’héritier sans scrupules et ses complices d’une école rivale convoitant leur terrain, et qui empoisonnèrent à leur insu l’eau de leur puits — où ils avaient l’habitude de boire tous les deux. Il en mourut plusieurs heures après sa fille (décédée dans ses bras avant d’arriver chez le médecin), lentement et dans la souffrance, sans avoir pu revoir une dernière fois son disciple : ce dernier fut transformé en démon par Muzan après avoir appris leur sort à son retour, puis les avoir vengé en massacrant seul et à mains nues les soixante‑sept membres de l’école responsable. Il apparaît ultimement à son disciple après sa mort en tant qu’esprit, le garçon implorant son pardon pour n’avoir pas pu protéger Koyuki.
Il était un homme fort pourvu d’une personnalité joyeuse, optimiste et tournée vers les autres. Il avait également assez d’empathie pour confier avec confiance à Hakuji, pourtant ancien criminel à la violence avérée, les bons soins ainsi que la compagnie de son propre enfant.
Le magistrat [d’Edo] (江戸町奉行, Edo‑machi bugyō)
Magistrat d’Edo apparaissant à travers les souvenirs d’Akaza, il fut le samurai responsable de ses tatouages reçus du temps où il était un Humain.
Ayant plusieurs fois arrêté et fait passer à tabac Hakuji pour vol à la tire, il le marquait physiquement comme criminel et menaça, à sa dernière récidive, de lui couper les bras s’il se faisait de nouveau attraper.
Son courroux et ses avertissements ne dissuadaient pas le jeune homme, qui se fichait éperdument de son propre sort si ses méfaits lui permettaient de soigner son père.
Le fils héritier du dōjō voisin (隣の道場の跡取り息子, Tonari no dōjō no atotori musuko)
Futur successeur à l’époque d’Edo, d’une salle d’entraînement à l’escrime rivale et installée à côté de l’École Fondamentale du maître Keizō.
Ayant toujours eu des vues sur le terrain de ce dernier, il s’arrangeait pour l’empêcher d’avoir des élèves avant l’arrivée de son nouveau disciple, Hakuji. Il se rendit un jour responsable d’avoir mis en danger la fille de Keizō, Koyuki, en la contraignant à sortir à l’extérieur malgré sa mauvaise santé, puis l’abandonnant par panique durant une crise d’asthme qui aurait pu la tuer : le père et son disciple vinrent alors à mains nues battre neuf d’entre eux au sein de leur propre salle dans une expédition punitive, leur interdisant définitivement de s’approcher d’elle et de se mêler de leur école. Mauvais perdant, il lança alors son sabre vers Hakuji, qui brisa l’arme d’un coup de poing et humilia l’héritier, ses condisciples émus par le geste reconnaissant leur art et se confondant en excuses pour son attitude. Cette défaite personnelle permit à l’École Fondamentale de se développer dans les deux années qui suivirent : entendant parler du mariage d’Hakuji et Koyuki, il rassembla des condisciples en colère pour combattre son homologue, mais ils perdirent encore. Prêt à tout, il causa sa propre perte en profitant de l’absence d’Hakuji pour commettre l’irréparable, assassinant Keizō et Koyuki en empoisonnant leur puits dans lequel ils avaient l’habitude de boire : apprenant leur mort à son retour et enragé, Hakuji revint alors seul pour les venger en les massacrant tous jusqu’au dernier, ses soixante‑six condisciples et lui, rendant leurs corps méconnaissables.
Il était un homme violent et arrogant, ainsi qu’un héritier rancunier et dénué du moindre scrupule.
Les parents de Dōma (童磨の両親, Dōma no ryōshin)
La famille de l’actuelle Seconde Lune inférieure, du temps où il était un Humain, vécut deux siècles avant l’histoire à l’époque d’Edo. Dōma étant fils unique, elle ne se composait qu’avec ses parents, fondateurs du Culte de la Foi paradisiaque (万世極楽教, Bansei Gokuraku‑kyō), secte érigée autour de leur enfant dont les particularités innées le faisaient passer pour un être surnaturel. Sa mère commit cependant, quand il était encore petit, un meurtre‑suicide en se donnant la mort après avoir violemment tué son père.
- Le père de Dōma (童磨の父親, Dōma no chichioya)

Homme de l’époque d’Edo apparaissant à travers les souvenirs de Dōma, il était son père du temps où il était un Humain.
Leur fils passant pour surnaturel, sa femme et lui fondirent un culte sectaire autour de lui : toutefois, il en profita pour avoir des aventures avec des disciples féminins de leur secte jusqu’à ce que son épouse ne finisse, dans une crise de folie, par le tuer en le poignardant à mort avant de le rejoindre.
Contrairement à ce que laisserait à penser un tel évènement, leur fils psychopathe n’en fut nullement marqué : son seul souci à la vue de cette scène sanglante ainsi que de leurs corps, était la gêne occasionnée par le désordre ainsi que l’odeur du sang, souhaitant aérer la pièce avant que la puanteur ne s’incruste pour de bon sur le mobilier.
- La mère de Dōma (童磨の母親, Dōma no hahaoya)

Femme de l’époque d’Edo apparaissant à travers les souvenirs de Dōma, elle était sa mère du temps où il était un Humain.
Leur fils passant pour surnaturel, son mari et elle fondirent un culte sectaire autour de lui : toutefois, ne supportant plus l’infidélité de son époux avec d’autres femmes de la secte, elle tua violemment ce dernier dans une crise de folie, puis le rejoignit dans la mort en s’empoisonnant elle‑même.
Contrairement à ce que laisserait à penser un tel évènement, leur fils psychopathe n’en fut nullement marqué : son seul souci à la vue de cette scène sanglante ainsi que de leurs corps, était la gêne occasionnée par le désordre ainsi que l’odeur du sang, souhaitant aérer la pièce avant que la puanteur ne s’incruste pour de bon sur le mobilier.
Masachika Kumeno (粂野 匡近, Kumeno Masachika)
Jeune Pourfendeur de démons apparaissant à travers les souvenirs de Sanemi Shinazugawa, il était son ami proche ainsi que l’aîné qui l’introduisit au sein de l’Armée des Pourfendeurs de démons.
Il est décédé avant le début de l’histoire : ayant rencontré Sanemi du temps où ce dernier — encore civil avec son frère cadet — s’était mis tout seul à traquer erratiquement les démons (à la suite du massacre du reste de leur famille et à la découverte de sa particularité sanguine), il lui apprit l’existence de l’organisation et s’arrangea même personnellement pour lui trouver un Formateur afin qu’il apprenne à combattre efficacement leurs ennemis. Leur amitié fut cependant fauchée quand il périt de son combat à ses côtés contre la Première Lune inférieure de l’époque, qui fut elle aussi tuée à l’issue de cet affrontement et permit par là même à son ami de devenir le nouveau Pilier du Vent.
Bien que peu de choses soient connues de lui et de son propre passé, il était également identifié comme un pratiquant du Souffle du Vent. Il semblait être un garçon très gentil et fortement attaché aux siens : ayant lui‑même eu un frère cadet, qui fut tué par les démons, il considérait (d’après le contenu de son testament) Sanemi comme un frère et souhaitait le meilleur pour ses proches. L’intéressé fut si amer de sa perte qu’il se confronta alors à leur maître.
La Famille Tsugikuni (継国家, Tsugikuni‑ke)
La famille des jumeaux Michikatsu et Yoriichi Tsugikuni était issue de la noblesse militaire de l’époque Sengoku.
- Le père Tsugikuni (継国の父親, Tsugikuni no chichioya)

Noble guerrier innomé de l’époque Sengoku et chef de famille apparaissant à travers les souvenirs du Pourfendeur de démons légendaire et de la Première Lune supérieure, il était l’époux d’Akeno ainsi que le père des jumeaux Michikatsu et Yoriichi.
Même s’il pouvait être un homme sévère, voire injuste, il était un époux aimant authentiquement sa femme, se laissant convaincre et influencer par elle : pour respecter sa dernière volonté laissée dans son testament, il tentera en vain de retrouver leur second enfant afin de se rabibocher avec lui et vivre en famille heureuse à trois avec son frère. N’ayant jamais soupçonné l’état d’Akeno (gardé pour eux — avec leur fils cadet — jusqu’à la fin) qui lui manquait cruellement, il ne se remariera jamais et lui restera fidèle jusqu’à sa propre mort.
- Akeno Tsugikuni (継国 朱乃, Tsugikuni Akeno)

Jeune femme noble de l’époque Sengoku apparaissant à travers les souvenirs du Pourfendeur de démons légendaire et de la Première Lune supérieure, elle était la mère de Michikatsu et Yoriichi, ainsi que la créatrice des hanafuda en boucles d’oreille.
Gardant secrète (hormis à son second fils, qui tenta de l’aider) une maladie dégénérative et incurable qui l’infecta progressivement du côté gauche avant de s’étendre à tout le corps, elle mourut finalement à la septième année de ses jumeaux, Yoriichi disparaissant alors en fuyant la demeure le matin même pour ne plus revenir.
Femme au cœur pur et très pieuse, priant essentiellement la divinité du Soleil, ainsi que mère de famille s’inquiétant constamment pour ses fils (ayant conçu des hanafuda montés en boucles d’oreille pour bénir son second garçon, dont elle confondit un mutisme tardif avec de la surdité), Akeno défendit farouchement la survie de Yoriichi contre les superstitions d’époque (la naissance de jumeaux faisant craindre des luttes de succession) et avait une influence vertueuse sur son mari. Elle consignait ses impressions et pensées dans un journal intime.
- Uta Tsugikuni (継国うた, Tsugikuni Uta)

Jeune orpheline de l’époque Sengoku apparaissant à travers les souvenirs du Pourfendeur de démons légendaire, elle était l’épouse de Yoriichi.
Elle le rencontra dans une rizière en montagne quand ils étaient encore enfants, après qu’il eut perdu sa mère et quitté sa demeure : alors seule au monde comme sa propre famille venait d’être emportée par la peste, il resta à lui tenir compagnie jusqu’au Soleil couchant, puis lui proposa de la raccompagner. Il commencèrent ainsi à vivre ensemble dans l’ancienne maison familiale d’Uta et furent mariés dix ans plus tard. Quand elle était enceinte de leur premier enfant et approchait de l’accouchement, Yoriichi la laissa temporairement seule chez eux pour quérir une sage-femme en prévoyant de revenir avant le coucher du soleil, mais fut retardé en aidant un vieil homme à rejoindre son fils blessé à la guerre : malheureusement, son enfant à naître et elle furent entretemps tués par un démon. Son mari, qui garda son corps contre lui, en fut tellement marqué qu’il fallut dix jours avant qu’il ne se laisse convaincre de l’enterrer près de leur demeure. Un type insolite de fleur à la floraison très rare pousserait à l’endroit de sa tombe.
De prime abord très calme et solitaire, elle était en réalité de nature joyeuse, bavarde et empathique : son compagnon dit d’elle qu’elle « aimait parler du matin au soir ». Ils étaient très proches et elle semblait — malgré leurs personnalités opposées — l’aimer ainsi que se soucier profondément de lui. Elle était également très perspicace : même si le visage de Yoriichi demeurait généralement figé, elle pouvait aisément détecter ses changements émotionnels.
La cousine Iguro (伊黒従姉妹, Iguro itoko)
Apparaissant à travers les souvenirs d’Obanai Iguro, elle est sa cousine innomée et l’unique survivante parmi la cinquantaine de femmes du clan Iguro.
Lorsque la démone ophidienne qu’elles vénéraient les massacrèrent toutes (sauf elle) pour punir l’évasion d’Obanai, puis fut tuée par un puissant chasseur de démons qui sauva son cousin et tenta — afin de les aider à gérer la situation en croyant bien faire — de les réunir tous deux pour qu’ils se soutiennent en tant que famille, elle y réagit violemment et finit de marquer Obanai en le blâmant de la perte du clan, pour s’être enfui et avoir survécu au lieu d’accepter son sort. Plus tard après ces faits et s’être enquis d’elle, son cousin a découvert — avec un certain choc — qu’elle était mariée avec des enfants et vivait en toute innocence une vie aussi heureuse que confortable avec la fortune restante de leur clan.
Sans la détester, Obanai craint comme il envie sa capacité toute féminine à ignorer complètement la source sale de sa richesse et de continuer à vivre dans le luxe comme si de rien n’était.
Les cinq épouses anonymes de l’époque de Heian (5人の無名の平安時代の妻, gonin no mumei no Heian‑jidai no tsuma)
Femmes innomées de l’époque de Heian apparaissant à travers les souvenirs de Muzan, elles furent ses épouses du temps de ses premières années en tant que démon.
Elles comptèrent parmi ses premières victimes indirectes après sa transformation involontaire (par la faute de son médecin) en démon : Muzan s’installa avec elles cependant, en raison du manque d’empathie et de l’insensibilité induits par sa nouvelle nature, il abusa verbalement d’elles au point de les pousser toutes au suicide.

### Épilogue
Le dernier chapitre de l’œuvre originale prend place au XXIe siècle, nonante‑deux ans après la fin de l’histoire, et dépeint la situation des personnages encore en vie ainsi que des descendants ou réincarnations de certains autres décédés.
Les descendants de l’Armée des Pourfendeurs de démons (鬼殺隊の末裔の人々, Kisatsu‑tai no matsuei no hitobito)
Principaux
- Sumihiko Kamado (竈門 炭彦, Kamado Sumihiko)

Jeune lycéen de quinze ans et protagoniste de l’épilogue, il est l’arrière‑arrière‑petit‑fils de Tanjirō Kamado et Kanao Tsuyuri.
Gentil et joyeux de nature, tardant à se lever pour aller à l’école et montrant de grandes capacités athlétiques en chemin, il ressemble à s’y méprendre à son trisaïeul. Son grand frère Kanata et lui ont une mère innomée, ainsi qu’une grand‑mère récemment décédée dont il croyait l’histoire à propos de leurs ancêtres.
- Kanata Kamado (竈門 カナタ, Kamado Kanata)

Jeune lycéen de seize ans, il est le frère aîné de Sumihiko.
Beau garçon, sérieux dans les études et badinant avec sa cousine éloignée Tōko, il ressemble à s’y méprendre à sa trisaïeule. Son frère cadet et lui ont tous deux hérités de la Danse du Dieu du Feu, qu’ils exécutent chaque année dans un temple dédié et aménagé par la famille Ubuyashiki.
- Yoshiteru Agatsuma (我妻 善照, Agatsuma Yoshiteru)

Jeune lycéen de dix‑sept ans, il est l’arrière‑petit‑fils de Zenitsu Agatsuma et Nezuko Kamado.
Excessif dans ses réactions, montrant un intérêt — un peu trop — prononcé pour les filles et lisant passionnément le livre autobiographique La Légende de Zenitsu (善逸伝, Zenitsuden), il ressemble à s’y méprendre à son bisaïeul. Sa grande sœur Tōko et lui ont une mère ainsi que deux petites sœurs innomées.
- Tōko Agatsuma (我妻 燈子, Agatsuma Tōko)

Jeune lycéenne de dix‑huit ans, elle est la sœur aînée de Yoshiteru.
Sévère avec son cadet et badinant — d’une tout autre attitude — avec son cousin éloigné Kanata, elle ressemble à s’y méprendre à sa bisaïeule.
- Aoba Hashibira (嘴平 青葉, Hashibira Aoba)

Botaniste réputé de vingt‑huit ans, il est l’arrière‑petit‑fils d’Inosuke Hashibira et Aoi Kanzaki.
Aîné d’une fratrie de deux fils, en dehors de sa constitution mince, sa grande intelligence ainsi que sa personnalité timide, il ressemble à s’y méprendre à son ancêtre. Ayant commis une erreur dans ses recherches sur le Lycoris bleu et se voyant déjà disgracié, il présente des excuses publiques en conférence de presse et énonce son souhait de se retirer pour vivre isolé au fin fond des montagnes : il devient ami avec Sumihiko en s’épanchant sur la perte de son emploi dans le même parc que lui et en jouant au badminton.
- Tōjurō (桃寿郎)

Jeune lycéen de dix‑sept ans, il est le descendant de Senjurō Rengoku (peut‑être, la réincarnation de Kyōjurō Rengoku).
Condisciple enthousiaste et ami optimiste de Sumihiko obsédé d’escrime, il ressemble à s’y méprendre à ses ancêtres.
- Gīchi Tomioka (冨岡 義一, Tomioka Gīchi)

Élève du primaire, il est le descendant de Giyū Tomioka.
Réservé mais joyeux et généreux avec ses deux meilleurs amis condisciples d’une école de natation, il ressemble à s’y méprendre à son ancêtre. Il est obsédé par des jouets à collectionner en forme de masque de renard.
- Tenma Uzui (宇髄 天満, Uzui Tenma)

Gymnaste professionnel de vingt ans, il est le descendant de Tengen Uzui.
Visiblement illustré comme un effronté ayant néanmoins remporté une médaille d’or olympique, il ressemble à s’y méprendre à son ancêtre. Il fait partie d’une fratrie de sept frères et sœurs.
- Sanehiro (実弘)

Policier de métier, il est le descendant de Sanemi Shinazugawa.
Aperçu en voiture avec son coéquipier tandis qu’ils tentent de réprimer Sumihiko pour sa conduite dangereuse sur le chemin vers l’école, il ressemble à s’y méprendre à son ancêtre.
Secondaires
- Les garçons du primaire (男子小学生二人組, danshi shōgakusei futarigumi)

Duo de garçons munis de leurs cartables, ils sont les descendants des forgerons Kotetsu et Kōzō Kanamori.
Aperçus à discuter avec Kanata avant la rencontre avec Tōko, les traits de leurs visages rappellent le masque de Hyottoko de leurs ancêtres respectifs.
- Les filles du primaire (女子小学生三人組, joshi shōgakusei sanningumi)

Trio de fillettes munies de leurs cartables, elles sont les descendantes des soigneuses Sumi Nakahara, Naho Takada et Kiyo Terauchi.
Aperçues tandis qu’elles manquent d’être percutées par « le gars qui court », elles ressemblent à s’y méprendre à leurs ancêtres respectives. Bien qu’elles partagent les mêmes codes couleurs vestimentaires respectifs (rouge, bleu et vert) ainsi que leurs coiffures, deux de ces dernières sont toutefois interverties.
- Les lycéens Gotō et Takeuchi (（男子高校生）後藤と竹内, [danshi kōkōsei] Gotō to Takeuchi)

Amis et condisciples fréquentant le même établissement scolaire que les fratries Kamado et Agatsuma, ils sont les descendants du Furtif Gotō et du Pourfendeur combattant Takeuchi.
Le premier aperçu à admirer le portrait d’une très belle dame faite par un mystérieux peintre dont il apprécie le travail (et le second, à le dévisager avec suspicion), ils ressemblent à s’y méprendre à leurs ancêtres.
- Le professeur à la porte de l’école (校門にいる教師, kōmon ni iru kyōshi)

Enseignant à l’établissement scolaire des fratries Kamado et Agatsuma, il est l’arrière‑petit‑fils du Pourfendeur combattant Murata.
Aperçu en train de tenter de refermer l’entrée pendant que « le dangereux toxicomane de l’école » et son ami se précipitent pour aller en cours, il ressemble à s’y méprendre à son ancêtre.
Les contemporains de l’Armée des Pourfendeurs de démons (鬼殺隊の現代の人々, Kisatsu‑tai no gendai no hitobito)
- M. Ubuyashiki (産屋敷さん, Ubuyashiki‑san)

Toujours en vie, le 98e chef de famille et dernier dirigeant historique de l’Armée des Pourfendeurs de démons est devenu centenaire.
Libéré par la mort de Muzan, de la malédiction qui frappait sa famille, il a obtenu une longue durée de vie : il est ainsi demeuré ami et en contact avec Yushirō Yamamoto depuis tout ce temps.
Aperçu tandis qu’il reçoit l’attention de la télévision comme celui « qui a battu le record de la personne la plus âgée du Japon », il a conservé trois cheveux.
- Yushirō Yamamoto (山本 愈史郎, Yamamoto Yushirō)

Après la bataille finale, il a remercié Tanjirō pour ses réalisations puis choisi de vivre comme peintre sous un nouveau nom, continuant de créer des portraits de Tamayo.
Il vit toujours avec Chachamaru (devenu lui aussi un démon à l’époque du combat contre Muzan, et resté depuis à ses côtés), mais est aussi demeuré ami ainsi qu’en contact avec M. Ubuyashiki depuis tout ce temps.
Les réincarnations (転生の人々, tensei no hitobito)
- Un certain couple (とある夫妻, toaru fusai)

Couple marié innomé, ils sont les réincarnations de Yoriichi et Uta Tsugikuni.
Aperçus brièvement en famille avec deux enfants, leur apparence rappelle leur vie antérieure.
- Les jumeaux nouveau‑nés (双子の赤ちゃん, futago no akachan)

Nourrissons de sexes indéterminés dormant lors d’une promenade avec leur mère, ils sont les réincarnations de Yūichirō et Muichirō Tokitō.
Les motifs de leurs couvertures sont brumeux.
- Les sœurs de l’Académie pour filles des Bergeronnettes (鶺鴒女学院の姉妹, Sekirei jogakuin no shimai)

Étudiantes rieuses et d’une grande beauté, elles sont les réincarnations de Shinobu Kochō et Kanae Kochō.
Observées avec concupiscence par Yoshiteru, elles sont — d’après lui ainsi que leur uniforme — scolarisées dans un établissement voisin au leur.
- Le gardien d’enfants imposant (大柄な保育士, ōgarana hoiku‑shi)

Jardinier d’enfants à forte carrure, il est la réincarnation de Gyōmei Himejima.
Aperçu en train de se soucier d’une dispute entre enfants, il est de suite remarquable à son gabarit et très gentil.
- Le couple propriétaire du restaurant à viande (定食屋の夫婦, teishoku‑ya no fūfu)

Couple marié tenant un restaurant à viande, ils sont les réincarnations d’Obanai Iguro et Mitsuri Kanroji.
Leur établissement est connu pour sa décoration sur la thématique des serpents ainsi que ses grandes portions. Épanouis, ils ont eu cinq enfants ensemble. Yoshiteru craint de retourner manger chez eux depuis que le mari (avec son masque et ses couteaux) l’aurait surpris à observer avec insistance la poitrine de sa femme.
- Le duo de vieillards pointant au jeu des généraux (将棋を指している老人二人組, shōgi wo sashite iru rōjin futarigumi)

Vieux hommes en pleine partie de shōgi, ils sont les réincarnations de Sakonji Urokodaki et Jigorō Kuwajima.
Interrompus par le passage abrupt de Sumihiko, les motifs respectifs de leur kimono rappellent ceux qu’ils arboraient dans leur ancienne vie.
- Le cadet de Sanehiro (実弘の後輩, Sanehiro no kōhai)

Coéquipier plus jeune de Sanehiro, il est la réincarnation de Genya Shinazugawa.
Aperçu en voiture avec lui tandis qu’ils manquent de renverser Sumihiko, ils sont devenus des frères spirituels depuis qu’ils partagent une même balafre au visage faite durant l’appréhension d’un suspect armé d’un couteau.
- Les deux condisciples du primaire avec Gīchi (義一と一緒にいる小学生二人組, Gīchi to issho ni iru shōgakusei futarigumi)

Condisciples et meilleurs amis de Gīchi Tomioka, ils sont les réincarnations de Sabito et Makomo.
Croisant tous trois la route de Sumihiko vers l’école, ils discutent de porte‐bonheurs difficiles à obtenir qui ressemblent aux masques de conjuration à tête de renard qu’ils portaient dans leur ancienne vie : Gīchi offre le sien à la fille, qui en est émotionnellement troublée.
Autres
- Les « services de maintenance Haganedzuka » (鋼鐡塚整備, Haganedzuka seibi)

Un panneau apparaissant sur le parcours scolaire de Sumihiko fait vraisemblablement allusion à un descendant — ou la réincarnation — du forgeron attitré de son trisaïeul.
- Le « jeune Kazumi » (和己くん, Kazumi‑kun)

Condisciple des descendants de Gotō et Takeuchi mentionné en arrière‑plan, il serait lui‑même le descendant — ou la réincarnation — de Kazumi.

### Arlésiennes
Les « Épéistes utilisateurs de Souffle originels » (始まりの呼吸の剣士たち, Hajimari no kokyū no kenshi‑tachi)
Cinq Pourfendeurs légendaires innomés de l’époque Sengoku mentionnés (et illustrés anecdotiquement), assumés comme les disciples du fondateur du Souffle originel et eux‑mêmes fondateurs des Souffles primordiaux.
Ils auraient été comme lui, les premiers utilisateurs du Souffle et — par résonance — « Porteurs de Marque » (「痣（の）者」|‘Aza[ no mono/‑sha]’). Ils se confondent dans l’intrigue avec un autre groupe d’Épéistes mythiques.
Les anciens Piliers de la Flamme (歴代炎柱, Rekidai En‑bashira)
De fait, tous les ancêtres Pourfendeurs innomés de la Famille Rengoku qui furent, de génération en génération comme le veut leur tradition, le Pilier de la Flamme de leur temps.
Ils tinrent successivement un journal historique conservé avec les autres par leurs descendants comme des archives familiales, les Chroniques des Piliers de la Flamme (『歴代炎柱ノ書』, “Reki‑dai En‑bashira no sho”).
- Le 21e Pilier de la Flamme (二十一代目炎柱, Nijūichi‑daime En‑bashira)

Un ancêtre Pilier de la Flamme des Rengoku, vingt‑et‑unième du nom en son temps.
Son livre des Chroniques des Piliers de la Flamme, qui contiendrait des informations sur le « Souffle originel », est consulté (sur recommandation du Pilier de son époque) par Tanjirō Kamado lors de sa visite à leur demeure familiale : précieusement conservé avec les autres, il fut pourtant détérioré.
- Le Pilier de la Flamme de l’époque Sengoku (戦国時代の炎柱, Sengoku‑jidai En‑bashira)

Un ancêtre Pilier de la Flamme des Rengoku, qui fut un contemporain du Pourfendeur de démons légendaire.
À la suite de nouvelles trouvailles dans les archives familiales, Senjurō envoie à Tanjirō Kamado une lettre lui rapportant une conversation que son aïeul de l’époque aurait eu avec le fondateur du Souffle originel sur un moyen élaboré par le concerné pour vaincre Muzan au combat, mais qui aurait découragé le Pilier de la Flamme.
Le père de Kotetsu (小鉄の父親, Kotetsu no chichioya)
Défunt forgeron du village caché créant les Sabres du Soleil pour les Pourfendeurs de démons, il est mentionné par son fils.
Décédé peu avant la venue au village du Pourfendeur de démons Tanjirō Kamado, Kotetsu a hérité de lui la garde de Yoriichi type Zéro ainsi que la charge de perpétuer la tradition familiale malgré ses lacunes.
L’« Épéiste mangeur de démons » (鬼を喰らう剣士, Oni wo kurau kenshi)
Mentionné par l’actuelle Première Lune supérieure, il serait le dernier cas d’« Épéiste dévoreur de démons » diégétiquement recensé depuis plus de trois siècles avant l’ère Taishō.

### Hors‐série
Chapitre bonus (番外編, Bangai‑hen)
Premier chapitre bonus du septième volume centré sur le passé de Kanao Tsuyuri.
- Le trafiquant d’esclaves (人買いの男, hitokai no otoko)

Voix japonaise : Chado Horī (ja)
L’homme à qui Kanao Tsuyuri fut vendue après des maltraitances par ses parents durant son enfance, avant le début de l’histoire.
S’en allant à fin de revendre l’enfant mutique et pleine de puces comme esclave en la gardant attachée au bout d’une corde (pour l’empêcher de fuir), ils furent cependant interrompus dans leur trajet par deux sœurs passant par là (le chef de clan d’époque du Domaine des papillons et sa cadette), qui le prennent au dépourvu en rachetant la petite à la volée et l’emmenant avec elles sans lui laisser l’occasion de contester (Shinobu ayant jetée à dessein l’argent en l’air pour l’obliger à le rassembler). Il réapparaît dans la dramatique audiophonique Kochō sanshimai no yūbe (胡蝶三姉妹の夕べ,) centrée sur les trois sœurs : croisant ultérieurement Kanao, venue à la foire du temple avec ses nouvelles sœurs adoptives, il tente de remettre la main sur elle pour la revendre, mais en est empêché et vaincu par Kanae Kochō.
Peu recommandable, désagréable et cupide, il souhaite faire payer pour pouvoir ne serait‑ce qu’adresser la parole à la petite fille.
Chapitre bonus La légende d’Inosuke (番外編 伊之助御伽草子, Bangai‑hen Inosuke Otogi Zōshi)
Second chapitre bonus du dixième volume centré sur le passé d’Inosuke Hashibira.
- Takaharu (高晴)

Un enfant veillant sur son grand‑père sénile.
Chassant à plusieurs reprises l’enfant sauvage à tête de sanglier revenant à chaque fois depuis sa montagne, il sermonna à plusieurs reprises son aïeul de ne pas le nourrir, craignant d’attirer sa mère sanglier.
- Le vieil homme (老人, rōjin)

Un vieillard sénile veillé par son petit‑fils Takaharu.
Se laissant approcher par l’enfant sauvage Inosuke, descendant régulièrement de sa montagne, il lui apprit son nom (écrit sur sa couche) ainsi qu’à parler en lui faisant la lecture.
- La mère sanglier (母猪, haha inoshishi)

La « mère adoptive » et nourricière d’Inosuke Hashibira, une laie de montagne qui l’a trouvé en bas âge et recueilli comme son propre marcassin, selon toute vraisemblance décédée avant le début de l’intrigue centrale.
Illustrée à travers une narration sur son passé, il est possible que ce soit sa propre tête qui serve au temps présent de masque emblématique à son « fils ».
Histoire parallèle : Giyū Tomioka (冨岡義勇外伝, Tomioka Giyū Gaiden)
Histoire parallèle en deux parties dérivée de l’adaptation animée et centrée sur la mission de l’actuel Pilier de l’Eau (accompagné de celui de l’Insecte) précédant sa rencontre avec la fratrie Kamado.
- Yae (高晴)

La deutéragoniste de l’histoire, apprentie chasseuse rencontrée dans le village où Giyū et Shinobu se rendaient.
Avec l’aide de ces derniers, elle part à la recherche de son père porté disparu dans les montagnes.
Elle a une personnalité déterminée, continuant de traquer les ours mangeurs d’hommes pour venger ses parents.
- Le « Démon des monts enneigés » (雪山の鬼, Yukiyama no oni) / Matazō « le Matagi » (（マタギの）又造, [Matagi no] Matazō) (nom humain)

Vieux chasseur matagi porté disparu, il est le parent de Yae qui lui a enseigné leurs techniques traditionnelles de chasse.
Disparu dans les montagnes depuis un jour avant le début de l’histoire, il est retrouvé par sa fille et les Piliers sous une apparence complètement différente.
L’initiation à leurs pratiques et coutumes était surtout une idée de Yae pour tisser des liens avec lui, qui a visiblement eu du mal à le faire depuis la mort de sa mère.
- Taro (タロ)

Le shiba de Yae.
L’accompagnant dans sa quête avec les Piliers, il est tué par Matazō lorsqu’ils le retrouvent.
Yae ayant pris soin de lui depuis qu’elle était petite, il lui fut très loyal.
Chapitre unique spécial (特別読切, Tokubetsu Yomikiri)
Chapitre unique tiré du volume Rengoku Zero Kan (煉獄零巻) et centré sur la première mission de Kyōjurō Rengoku comme Pourfendeur de démons.
- Le « (Vieux) Démon à flûte » (笛（を操る老）鬼, Fue [wo ayatsuru rō] oni)

Un démon aspirant Lune démoniaque, décédé avant le début de l’histoire.
Après avoir tué au préalable six Pourfendeurs de démons et cinq enfants, il fut éliminé à sa première mission par le Pourfendeur Kyōjurō Rengoku qui, comprenant la nature de son pouvoir, se perça les tympans pour le vaincre.
D’une apparence de vieillard en hakama (et avec des yeux similaires à ceux du Démon serpent), il est toutefois rapide pour esquiver. Son pouvoir sanguinaire est une flûte traversière spéciale dont il joue pour altérer le système nerveux de ses adversaires (qui voient leur motricité détraquée) ou encore, invoquer et commander — au moins — deux loups noirs.
Exposition picturale originale « Kimetsu no Yaiba » par Koyoharu Gotōge (『鬼滅の刃』吾峠呼世晴原画展 KIMETSU NO YAIBA GOTOGE KOYOHARU EXHIBITION, “Kimetsu no Yaiba” Gotōge Koyoharu genga‑ten)
Exposition artistique itinérante nationale d’illustrations et de travaux originaux de l’œuvre par son auteur tenue entre 2021 et 2024.
- Le père de Kagaya Ubuyashiki (産屋敷 耀哉の父親, Ubuyashiki Kagaya no chichioya)

Le 96e chef de famille de l’Armée des Pourfendeurs de démons et père de Kagaya, décédé avant le début de l’histoire.
Condamné à mourir avant ses trente ans de leur malédiction comme tous les hommes de sa lignée, il se suicida avant l’heure.
- La mère de Kagaya Ubuyashiki (産屋敷 耀哉の母親, Ubuyashiki Kagaya no hahaoya)

La prêtresse épouse du 96e chef de famille de l’Armée des Pourfendeurs de démons et mère de Kagaya, décédée avant le début de l’histoire.
Elle mourut avec ses deux derniers enfants en tentant de les sauver de l’incendie déclenchée dans leur demeure, ce qui laissa Kagaya comme le seul survivant de sa génération.
- Senri Ubuyashiki (産屋敷 千里, Ubuyashiki Senri)

Le cadet de huit ans de la fratrie de Kagaya Ubuyashiki, décédé avant le début de l’histoire.
Plein de ressentiment à cause de la malédiction condamnant les hommes de leur famille à une mort précoce, et maudissant leur mère ainsi que son aîné à la suite du suicide de leur père, il força leur frère Akito à commettre avec lui un double suicide en incendiant leur demeure, entraînant avec eux la mort de cette dernière.
Terrorisé par son funeste destin et perdant peu à peu sa santé mentale, il rejetait les traditions de leur clan en refusant de se travestir.
- Akito Ubuyashiki (産屋敷 暁人, Ubuyashiki Akito)

Le benjamin de six ans de la fratrie de Kagaya Ubuyashiki, décédé avant le début de l’histoire.
Forcé par son frère Senri, il commit avec lui un double suicide en incendiant leur demeure, entraînant avec eux la mort de leur mère.
Si peu de choses sur lui sont connues, il paraissait doux et docile. Comme le voulait la tradition pour les garçons ne dirigeant pas le clan, il était travesti en fille pour tenter de conjurer la malédiction des Ubuyashiki.

### Exclusifs à l’adaptation animée

#### Partie de l’Évolution de Kamado Tanjirō
La grand‑mère de Tanjirō (炭治郎の祖母, Tanjirō no soba)
Grand‑mère de la fratrie Kamado apparaissant dans les souvenirs de Tanjirō Kamado, elle est décédée avant le début de l’histoire.
Tandis qu’il est hébergé par Saburō, et puisqu’elle croyait en leur existence comme le vieil homme, son petit‑fils se rappelle des multiples avertissements sur les démons qu’il reçût d’elle quand il était enfant.

#### Partie duTrain de l’Infini
Le jeune contrôleur de train attaqué en premier (最初にやられた少年車掌, saisho ni yarareta shōnen shashō)
Voix japonaise : Katsumi Fukuhara (ja)
Un contrôleur de train juvénile affecté au Train de l’Infini.
Apparaissant au début de l’arc homonyme durant un trajet de la locomotive, il est la première victime connue du Démon écorcheur, qui l’attaque furtivement dans une voiture vide et le laisse dans un sale état : son agression fait la une du Journal des Actualités (中報新聞, Chuhō shinbun).
Le propriétaire du restaurant de soba (蕎麦屋の店主, soba‑ya no tenshu)
Voix japonaise : Issei Futamata
Le cuisinier d’un restaurant de soba tenu à proximité d’une gare ferroviaire où s’arrête le Train de l’Infini.
À son apparition, il accueillait Kyōjurō Rengoku dans son établissement : blasé par les rumeurs du tueur en série sévissant aux alentours de la locomotive et qui nuisent à ses affaires, il apprécie l’appétit de ce jeune homme qui reprend à loisir de sa nourriture, et lui offre donc gratuitement un plat de la maison alors que le Pilier recevait la visite d’un autre client circonstanciel.
La femme mutilée (切り裂いた女性, kirisaita josei)
Voix japonaise : Ayaka Nanase (ja)
Une victime innomée du Démon écorcheur illustrée indirectement par les discussions de Kyōjurō Rengoku.
Attaquée la veille au soir à proximité d’une gare ferroviaire et sciemment blessée au visage, elle fut toutefois sauvée inopinément par le Pilier (qui débouta son assaillant en accourant puis la trouva), et le mit sans le savoir sur la piste du démon. D’après son collègue venu au rapport au restaurant, elle fut prise en charge à temps grâce à Kyōjurō, ses jours n’étant plus en danger et même, son visage assuré d’être complètement guéri sans laisser aucune marque visible, puis mise en sûreté par l’organisation : ce que le Pilier se plaît à apprendre à son bourreau quand il le débusque, et qu’il tente de le déstabiliser en menaçant de la retrouver pour finir ce qu’il avait commencé.
Tomi (トミ)
Voix japonaise : Kikuko Inoue, voix française : Magalie Barney,
Une vieille femme tenant avec sa petite-fille Fuku la boutique de plateaux-repas d’une gare ferroviaire où s’arrête le Train de l’Infini.
Croyant en l’existence des démons contrairement à sa descendante, elles sont sauvées de l’un d’entre eux par Kyōjurō Rengoku : elle se méprend alors en le confondant brièvement avec son père Shinjurō, se remémorant le précédent Pilier de la Flamme qui les avait déjà sauvées, sa fille (la mère de Fuku) et elle, d’un autre démon vingt ans auparavant. Le recroisant avec sa descendante peu avant son embarquement dans le train, et soucieuses de témoigner leur gattitude, elles lui offrent modestement l’un de leurs plateaux-repas (et se font racheter tous les autres par leur bienfaiteur).
Fuku (ふく)
Voix japonaise : Inori Minase, voix française : Emilie Marié,
La petite-fille de Tomi, jeune fille à lunettes qui l’aide à tenir sa boutique en vendant à la sauvette aux voyageurs depuis les quais.
Totalement incrédule concernant les histoires de démons racontées par sa grand-mère, mais inquiète de la laisser seule avec ces rumeurs de tueur en série rôdant aux alentours de son lieu de travail, elles sont sauvées de l’un d’entre eux par le Pilier de la Flamme Kyōjurō Rengoku (qu’elle avait pris à leur première rencontre pour un type louche) : elle se repent alors auprès d’elle pour ne pas l’avoir crue.
Le contrôleur de train interrogé par Rengoku (煉獄に話を聞かれた車掌, Rengoku ni hanashi wo kikareta shashō)
Voix japonaise : Akihiro Mine (ja)
Un contrôleur de train qui trouve à sa grande surprise Kyōjurō Rengoku dans l’une de ses voitures, benoîtement assis avec son corbeau et une trentaine de plateaux-repas, alors qu’il est censé être vide et rentrer au dépôt.
Brièvement interrogé par ce passager insolite sur le Train de l’Infini, il lui apprend sa révision ainsi que sa remise en service au lendemain, puis le redirige vers son garage situé non loin sur leur passage : il voit alors avec effarement l’homme quitter le véhicule en marche d’un bond surhumain.
Le chef ingénieur (親方, oyakata)
Voix japonaise : Shūgo Nakamura (ja)
Un ouvrier robuste et visiblement apprécié de ses hommes, qui supervise avec sérieux l’équipe de maintenance chargée du Train de l’Infini la veille de sa remise en service.
Recevant dans son garage la visite inattendue de Kyōjurō Rengoku (qui se fait passer pour un commis envoyé avec des plateaux-repas par le bureau des chemins de fer), il est interrogé sur la locomotive quand le hurlement de son assistant se fait entendre : il constate alors avec ses hommes et le nouveau venu la prise en otage de l’un de ses cadets par un intrus, qu’il découvre être un démon. À la suite de la fuite de ce dernier, il est rassuré par le Pilier sur l’arrivée imminente de secours pour porter assistance à son jeune collègue blessé.
L’ingénieur assistant (機関助士, kikan joshi)
Voix japonaise : Shinya Takahashi (ja)
Un jeune membre de l’équipe de maintenance chargée du Train de l’Infini la veille de sa remise en service.
Il est chargé par leur chef d’apporter son plateau-repas à un certain Tatsubō au poste de repos : son cri d’effroi alerte ses collègues et Kyōjurō Rengoku, qui plus réactif accourt en premier et le trouve apeuré face au démon qui a pris en otage son cadet.
Tatsubō (タツ坊)
Voix japonaise : Shun Horie (ja)
Un jeune mécanicien travaillant comme membre du personnel de maintenance du Train de l’Infini la veille de sa remise en service.
Tandis qu’il était en pause au poste de repos à l’arrivée de Kyōjurō Rengoku, il est pris en otage et menacé par le Démon écorcheur : bien que blessé à la joue et à la poitrine, il est sauvé par le Pilier puis pris en charge par des renforts précédant les Furtifs.

#### Partie duQuartier des Plaisirs
Le garçon vérifiant la grange (納屋を見に少年, naya wo mi ni shōnen)
Voix japonaise : Riho Sugiyama (ja)
Un très jeune villageois vivant en montagne avec sa petite famille.
Étant visiblement l’unique homme présent, il part inspecter seul leur grange après qu’ils y aient entendu du bruit : il ignore qu’ils furent sauvés l’instant d’avant par le chasseur d’un certain démon insectoïde venu s’y cacher.
Les courtisanes aux biscuits (お餜と遊女, o‑ka to yūjo)
Voix japonaise : Rin Kusumi (ja) (A/C) / Emiri Suyama (ja) (B)
Un trio de jeunes courtisanes officiant au balcon d’une maison verte du Quartier des Plaisirs de Yoshiwara.
Dégustant des biscuits, elles usent de leurs charmes pour tenter d’attirer à elles le « jeune blondinet » timide qui, à peine arrivé dans le quartier, est déjà séparé de son groupe (formé avec Tanjirō, Inosuke et le Pilier du Son Tengen Uzui).
La courtisane de l’époque d’Edo (江戸時代の太夫, Edo‑jidai no tayū)
Voix japonaise : Rika Nagae (ja)
Courtisane innomée de l’époque d’Edo officiant (alors dans l’ancienne ville homonyme) au Quartier des Plaisirs de Yoshiwara et apparaissant par le biais d’un retour en arrière, elle compte parmi les victimes de Daki.
Comme Omitsu, elle commit l’erreur en son temps de rejoindre seule la nouvelle venue dans sa chambre pour la confronter entre quatre yeux sur une vague de disparitions suspectes (qui aurait coïncidée avec son arrivée) de consœurs de leur maison : sur ces allusions, elle aussi fut éliminée (vraisemblablement dévorée) par la démone.

#### Partie duVillage des Forgerons
La mère sauvée avec son enfant par Mitsuri (蜜璃に助けてもらった親子の母親, Mitsuri ni tasukete moratta oyako no hahaoya)
Voix japonaise : Mitsuki Nakae (ja)
Une femme ordinaire apparaissant à travers les souvenirs de Mitsuri Kanroji.
Sauvée avec son petit garçon d’une attaque de démons par le Pilier de l’Amour, elle pleura de gratitude pour elle.
L’enfant sauvé avec sa mère par Mitsuri (蜜璃に助けてもらった親子の子, Mitsuri ni tasukete moratta oyako no ko)
Voix japonaise : Shuri Miyumi
Un petit garçon ordinaire apparaissant à travers les souvenirs de Mitsuri Kanroji.
Sauvé avec sa mère d’une attaque de démons par le Pilier de l’Amour, il pleura de gratitude pour elle.
Le combattant  (武芸者, bugeisha)
Voix japonaise : Seiyū Fujiwara (ja)
Un guerrier militairement entraîné apparaissant à travers les souvenirs de Muzan.
Accompagné d’archers en armes, il interpelle au milieu de la voie le « vil démon » menaçant leur cité et tente de l’éliminer : mais Muzan est alors déjà suffisamment puissant pour tous les massacrer en un éclair.

#### Partie de l’Entraînement des Piliers
La femme emmenée au château (城に運ばれていく女性に運ばれていく女性, shiro ni hakobarete iku josei)
Voix japonaise : Ayaka Shimizu (ja)
Une victime civile sauvée d’un démon par les Piliers Obanai Iguro et Sanemi Shinazugawa accompagnés de deux subalternes.
Emportée jusqu’à un château abandonné, elle est finalement récupérée par leur équipe de sauvetage : ses bienfaiteurs découvrent à cette occasion l’existence du Château de l’Infini.

### Exclusifs à l’adaptation audiophonique
Haruo (ハルオ)
Voix japonaise : Yūsuke Kobayashi,
Un personnage apparaissant dans la dramatique audiophonique Wasureji no ittō (忘れじの一刀,) centrée sur le Pourfendeur de démons Tanjirō Kamado.

### Sources
1. 1 2  (ja) « TVアニメ「鬼滅の刃」主人公・炭治郎役は花江夏樹、妹の禰豆子役に鬼頭明里 », sur natalie.mu,‎ 6 octobre 2018 (consulté le 25 novembre 2018).
2. 1 2 3 4 5 6 7 8 9 10 11 12 13 14 15 16 17 18 19 20 21 22 23 24 25 26 27 28 29 30 31 32 33 34 35 36 37 38 39 40 41 42 43 44 45 46 47 48 49 50 51 52 53 54 55 56 57 58 59 60 61 62 63 64 65 66 67 68 69 70 71 72 73 74 75 76 77 78 79 80 81 82 83 84 85 86 87 88 89 90 91 92 93 94 95 96 97 98 99 100 101 102 103 104 105 106 107 108 109 110 111 112 113 114 115 116 117 118 119 120 121 122 123 124 125 126 127  (en) « Demon Slayer: Kimetsu no Yaiba (TV) », sur Anime News Network (consulté le 27 février 2021)
3. 1 2 3 4 5 6  Marine Crzt, « Demon Slayer en version française intégrale ! », sur Wakanim, 24 février 2021 (consulté le 28 février 2022)
4. 1 2 3 4 5 6 7 8 9 10 11 12 13 14 15 16 17 18 19 20 21 22 23 24 25 26 27 28 29 30 31 32 33 34 35 36 37 38 39 40 41 42 43 44 45 46 47 48 49 50 51 52 53 54 55 56 57  (en) « Demon Slayer: Kimetsu no Yaiba Swordsmith Village Arc (TV) », sur Anime News Network (consulté le 14 juin 2023)
5. 1 2 3 4 5 6 7 8  Mohaed Mir, « Demon Slayer: Kimetsu no Yaiba - Le village des Forgerons est disponible en VF : Le nouvel arc obtient déjà son doublage français ! », sur Crunchyroll, 1er mai 2023 (consulté le 14 juin 2023)
6. 1 2 3  (ja) « アニメ「鬼滅の刃」監督は外崎春雄！追加キャストに下野紘、松岡禎丞、櫻井孝宏 », sur natalie.mu,‎ 25 novembre 2018 (consulté le 25 novembre 2018).
7. 1 2   Les répliques cultes d’Inosuke Hashibira, hurlés comme des cris de guerre ou à la moindre occasion, sont « Charge du sanglier ! » (「猪突猛進!!」, ‘Chototsu mōshin!!’) et « Le Grand Inosuke est là ! » (「伊之助様のお通りじゃあアアア!!」, ‘Inosuke‑sama no o‑tōri jāāa!!’).
8. ↑  Le rêve dans son subconscient (arc du Train de l’Infini) révèle qu’Inosuke — ayant vécu la majorité de sa vie comme un animal — perçoit son cercle rapproché comme sa harde dont il serait le « dominant ».
9. ↑  Le masque porcin emblématique d’Inosuke Hashibira proviendrait de ce qu’il désigne comme le « Maître des Montagnes » (「山の主」, ‘Yama no nushi’) : il n’est toutefois pas certain qu’il s’agisse d’un individu particulier, ou s’il s’agit d’une figure de style pour désigner par défaut les sangliers.
10. ↑  Chapitre bonus La légende d’Inosuke (番外編 伊之助御伽草子, ‘Bangai‑hen Inosuke Otogi Zōshi’).
11. 1 2 3 4 5  Inosuke, inattentif, écorche six fois sur sept les noms de ses proches avec des variances :
  - Pour (Kamado) Tanjirō : Kamaboko Gonpachirō (蒲鉾 権八郎), Shakariki Gengorō (しゃかりき 源五郎), Itadaki Tontarō (頂き 豚太郎), Anago Kanjirō (穴子 勘治郎), Hamado Tangorō (竈門 丹五郎), Amado Jangorō (雨戸 じゃん五郎), Monjirō (文治郎), Kentarō (健太郎), Sōichirō (惣一朗), Santarō (三太郎), Sōchirō (装置郎), Tanpachirō (炭八郎) et Kanpachirō (間八郎) ;
  - pour Zenitsu : Monitsu (紋逸, Mon’itsu) ;
  - pour Nezuko : Nezukō (ねず公) ;
  - pour Aoi : Aoko (アオコ).

Pour d’autres comme « les balèzes » (「強い奴ら」, ‘tsuyoi yatsura’), sauf pour une il use de sobriquets.
12. ↑  (ja) « 栗花落カナヲ », sur Site officiel (consulté le 25 août 2019).
13. 1 2 3 4 5 6 7 8 9 10 11 12 13 14 15 16 17 18 19 20 21 22  (en) Egan Loo, « Demon Slayer: Kimetsu no Yaiba Anime Reveals More Cast, Theme Song Artist : Houchu Ohtsuka, Yuuki Kaji, Ai Kakuma, Nobuhiko Okamoto, more join cast; LiSA performs song », sur Anime News Network, 19 mars 2019 (consulté le 19 mars 2019).
14. ↑  Le 97e chef de famille de l’Armée des Pourfendeurs de démons révèle une parenté éloignée de sa famille avec le Démon originel.
15. 1 2 3 4 5 6 7 8 9 10 11 12 13 14  (en) « Demon Slayer: Kimetsu no Yaiba - The Movie: Mugen Train », sur Anime News Network (consulté le 20 mai 2021).
16. ↑  (ja) « 「鬼滅の刃」胡蝶しのぶ役は早見沙織！「内面を一枚一枚めくっていくような気持ち」 », sur natalie.mu,‎ 14 juillet 2019 (consulté le 13 juillet 2019).
17. 1 2 3 4 5 6 7  (ja) « 「鬼滅の刃」鬼殺隊“柱”全キャスト解禁！日野聡、小西克幸、杉田智和、関智一ら », sur natalie.mu,‎ 30 août 2019 (consulté le 30 août 2019).
18. 1 2  Le terme « 阿婆擦 » (abazure, litt. « vile personne/sorcière/femme » ; par ext., femme sans « manières », « moralité » ou « mœurs ») et ses variances syllabiques désignent vulgairement en japonais argotique une « traînée » ou autre équivalent grossier de femme fortement viciée ou débauchée (que ce soit moralement et/ou sexuellement).
19. ↑  Chapitre 197 de l’œuvre originale.
20. 1 2 3 4 5 6 7 8 9  Crédits de l’adaptation animée.
21. 1 2 3 4 5 6 7  Version française de l’adaptation animée.
22. ↑  Version originale de l’adaptation animée.
23. 1 2 3 4 5 6 7 8 9 10 11 12 13 14 15 16 17 18 19 20 21 22 23 24 25 26 27 28 29 30 31 32 33 34 35 36 37 38 39 40 41 42 43 44 45 46 47 48 49 50 51 52 53 54 55 56  (en) « Demon Slayer: Kimetsu no Yaiba Entertainment District Arc (TV) » (consulté le 13 décembre 2021).
24. 1 2  Le terme « 下種 » (gesu, litt. « graine/semence inférieure » ; par ext., « sous‑être » ou « sous‑produit » de quelque chose) et ses variances syllabiques désignent vulgairement en japonais argotique un « pauvre type » ou autre équivalent grossier d’individu fortement antipathique (qu’il soit rustre, débauché et/ou obsédé).
25. ↑  Tel que nommé dans la description du livre pour amateur de l’œuvre.
26. 1 2 3 4  Tel que nommé dans le vote de popularité des personnages de l’œuvre.
27. 1 2 3 4 5 6 7 8 9 10 11 12 13 14 15 16 17 18 19 20 21 22 23 24 25 26 27 28 29 30 31 32  (en) « Demon Slayer: Kimetsu no Yaiba Mugen Train Arc (TV) », sur Anime News Network (consulté le 27 février 2022)
28. 1 2 3 4 5 6  « LE TRAIN DE L’INFINI - VF », sur Wakanim (consulté le 27 février 2022)
29. 1 2  Si un seul corbeau apparaît dans l’œuvre originale, ils sont deux à intervenir dans l’adaptation animée : l’un, transmettant l’ordre de récupération ; et l’autre, la description des Kamado.
30. 1 2  Version française de l’œuvre originale.
31. 1 2 3 4  (ja) « アニメ「鬼滅の刃」鬼舞辻󠄀無惨役は関俊彦！木村良平、福山潤、小松未可子も鬼に », sur natalie.mu,‎ 6 mai 2019 (consulté le 5 mai 2019).
32. 1 2 3 4  (en) Crystalyn Hodgkins, « Demon Slayer: Kimetsu no Yaiba Anime Reveals 4 More Cast Members in Video : Toshihiko Seki joins cast as Muzan Kibutsuji », sur Anime News Network, 5 mai 2019 (consulté le 10 juin 2019).
33. 1 2 3 4 5  WorldOfTwinsen, « Demon Slayer: Kimetsu no Yaiba Le quartier des plaisirs arrive en VF sur Crunchyroll ! », sur Crunchyroll, 27 avril 2022 (consulté le 27 avril 2022)
34. 1 2 3 4 5 6 7 8  (ja) « 「鬼滅の刃」那田蜘蛛山の鬼・累役は内山昂輝、伊之助のPVや炭治郎誕生日企画も », sur natalie.mu,‎ 6 juillet 2019 (consulté le 6 juillet 2019).
35. 1 2 3 4 5 6  (en) Jennifer Sherman, « Demon Slayer: Kimetsu no Yaiba Anime Reveals Videos, More Cast : Kouki Uchiyama, Ami Koshimizu, Showtaro Morikubo, Tetsu Inada, Ryoko Shiraishi join cast », sur Anime News Network, 6 juillet 2019 (consulté le 6 juillet 2019).
36. ↑  (ja) « 「鬼滅の刃」鼓の鬼・響凱役は諏訪部順一、善逸のPV＆下野紘のコメント映像も », sur natalie.mu,‎ 10 juin 2019 (consulté le 10 juin 2019).
37. ↑  (en) Rafael Antonio Pineda, « Demon Slayer: Kimetsu no Yaiba Anime Casts Junichi Suwabe : Suwabe plays demon character Kyogai », sur Anime News Network, 10 juin 2019 (consulté le 10 juin 2019).
38. 1 2  (en) Crystalyn Hodgkins, « Demon Slayer: Kimetsu no Yaiba Anime Casts Maaya Sakamoto, Daiki Yamashita (Updated) : Sakamoto to voice Tamayo, Yamashita to voice Yushirō », sur Anime News Network, 19 mai 2019 (consulté le 20 mai 2019).
39. 1 2  (ja) « アニメ「鬼滅の刃」珠世役は坂本真綾、愈史郎役に山下大輝 », sur natalie.mu,‎ 20 mai 2019 (consulté le 10 juin 2019).
40. ↑  Si ce n’est pas strictement daté, l’ère dont est issue la Fugitive est déductible par concordance entre son âge démonique (environ cinq siècles) et la chronologie des faits antérieurs à l’intrigue (rencontre de Muzan — et elle toujours subordonnée — avec le Pourfendeur de démons légendaire).
41. ↑  (en) Crystalyn Hodgkins, « Demon Slayer: Kimetsu no Yaiba Anime Casts Takehito Koyasu, Aki Toyosaki as Hand Demon : 26-episode series premiered on April 6 », sur Anime News Network, 27 avril 2019 (consulté le 27 avril 2019).
42. 1 2  (en) « VGMdb (the music of visual arts and games) — Demon Slayer: Kimetsu no Yaiba (鬼滅の刃) — [ANZX-14784] KIMETSU NO YAIBA TV ANIMATION SERIES VOLUME 7 SPECIAL CD (鬼滅の刃 第七巻 特典ディスク) », sur VGMdb (consulté le 17 mai 2023)
43. 1 2  (ja) « アニメ「鬼滅の刃」公式サイト｜Blu-ray&DVD｜第七巻 », sur kimetsu.com (Site officiel) (consulté le 17 mai 2023)
44. 1 2 3 4  Version animée.
45. 1 2 3 4  (en) « VGMdb (the music of visual arts and games) — Demon Slayer: Kimetsu no Yaiba (鬼滅の刃) — [ANZX-14772] KIMETSU NO YAIBA TV ANIMATION SERIES VOLUME 1 SPECIAL CD (鬼滅の刃 第一巻 特典ディスク) », sur VGMdb (consulté le 17 mai 2023)
46. 1 2 3 4  (ja) « アニメ「鬼滅の刃」公式サイト｜Blu-ray&DVD｜第一巻 », sur kimetsu.com (Site officiel) (consulté le 17 mai 2023)
47. 1 2  (en) « VGMdb (the music of visual arts and games) — Demon Slayer: Kimetsu no Yaiba (鬼滅の刃) — [ANZX-14776] KIMETSU NO YAIBA TV ANIMATION SERIES VOLUME 3 SPECIAL CD (鬼滅の刃 第三巻 特典ディスク) », sur VGMdb (consulté le 17 mai 2023)
48. 1 2  (ja) « アニメ「鬼滅の刃」公式サイト｜Blu-ray&DVD｜第三巻 », sur kimetsu.com (Site officiel) (consulté le 17 mai 2023)
49. 1 2  (en) « VGMdb (the music of visual arts and games) — Demon Slayer: Kimetsu no Yaiba (鬼滅の刃) — [ANZX-14780] KIMETSU NO YAIBA TV ANIMATION SERIES VOLUME 5 SPECIAL CD (鬼滅の刃 第五巻 特典ディスク) », sur VGMdb (consulté le 17 mai 2023)
50. 1 2  (ja) « アニメ「鬼滅の刃」公式サイト｜Blu-ray&DVD｜第五巻 », sur kimetsu.com (Site officiel) (consulté le 17 mai 2023)
51. 1 2 3  (en) « VGMdb (the music of visual arts and games) — Demon Slayer: Kimetsu no Yaiba (鬼滅の刃) — [ANHC-34050] Kimetsu no Yaiba the Movie: Mugen Resshahen Original Drama CD: Rengoku Kyojuro no Shimei (劇場版「鬼滅の刃」無限列車編 Original Drama CD 煉獄杏寿郎の使命) », sur VGMdb (consulté le 17 mai 2023)
52. 1 2 3  (ja) « アニメ「鬼滅の刃」公式サイト｜劇場版「鬼滅の刃」無限列車編 パンフレット　豪華版 », sur aniplexplus.com ANIPLEX+（アニプレックスプラス） (consulté le 17 mai 2023)
53. ↑  À l’époque d’Edo, une politique répandue de protectionnisme des infirmes accordait un traitement de faveur aux aveugles, le « kengyō » (検校), leur permettant d’acheter un statut auprès d’un protecteur.
54. 1 2  Œuvre originale.
55. ↑  Page bonus du seizième volume de l’œuvre originale.
56. ↑  Chapitre 200 de l’œuvre originale.
57. 1 2  À ne pas comprendre comme les « Épéistes du Souffle originel » même si la confusion est voulue par l’intrigue, des éléments transmis au fil du temps étant — diégétiquement — jugés ambigus et leur fiabilité, incertaine : l’existence de multiples utilisateurs du Souffle du Soleil (parmi lesquels le fondateur est anonymisé) n’est pas avérée, mais serait vraisemblablement due à une altération progressive (peut‑être aussi, une falsification volontaire) des connaissances sur le Souffle originel ainsi que des événements entourant le Pourfendeur de démons légendaire, sa rencontre avec Muzan et ses rapports avec l’organisation de l’époque.
58. 1 2  Chapitre 68 de l’œuvre originale.
59. ↑  Il n’est pas confirmé si ce Pilier de la Flamme correspond au fondateur du Souffle primordial, ou à un Successeur éventuel.
60. ↑  Le littéralement nommé « Treizième Mouvement » (「拾参ノ型」, ‘Jūsan no kata’) du Souffle du Soleil, conçu par son créateur pour tuer spécifiquement Muzan, qui consiste dans la pratique en l’enchaînement ininterrompu des douze précédents.
61. ↑  Chapitre 149 de l’œuvre originale.
62. ↑  Chapitre 103 de l’œuvre originale.
63. ↑  Chapitre 166 de l’œuvre originale.
64. ↑  (en) « VGMdb (the music of visual arts and games) — Demon Slayer: Kimetsu no Yaiba (鬼滅の刃) — [ANZX-14790] KIMETSU NO YAIBA TV ANIMATION SERIES VOLUME 10 SPECIAL CD (鬼滅の刃 第十巻 特典ディスク) », sur VGMdb (consulté le 17 mai 2023)
65. ↑  (ja) « アニメ「鬼滅の刃」公式サイト｜Blu-ray&DVD｜第十巻 », sur kimetsu.com (Site officiel) (consulté le 17 mai 2023)